# Juan Martín del Potro
Juan Martín del Potro (Tandil, 23 de septiembre de 1988) es un extenista argentino que comenzó a competir en 2005 y, tras 17 años de carrera en el tenis profesional, se retiró en 2022. Es considerado uno de los mejores tenistas argentinos de la historia, junto con Guillermo Vilas.
Comenzó a practicar tenis a los siete años. En agosto de 2008, se convirtió en el primer jugador en la historia de la ATP en ganar cuatro torneos consecutivos en condición de debutante. También, consiguió la segunda mejor racha de victorias en 2008 y la segunda mejor racha de triunfos entre los adolescentes en la Era Abierta, después de Rafael Nadal.
En 2009, fue campeón del Abierto de Estados Unidos en individuales, por lo que es el tercer tenista argentino en lograrlo después de Vilas y Gabriela Sabatini, y el cuarto argentino en ganar un Grand Slam en categoría individual luego de Vilas, Sabatini y Gastón Gaudio. En cuanto a representación nacional, ha obtenido dos medallas olímpicas: en Londres 2012 se adjudicó la medalla de bronce tras vencer a Novak Djokovic (convirtiéndose en el primer argentino que logra una medalla olímpica en individuales de hombres), mientras que en Río de Janeiro 2016 obtuvo la medalla de plata al ser derrotado en la final frente a Andy Murray. Por otra parte, fue integrante del equipo argentino de Copa Davis por primera vez en 2007, torneo que ganó en 2016 (siendo esta la primera y única Copa Davis que consiguió Argentina) y fue subcampeón en las ediciones de 2008 y 2011.
Del Potro tuvo un rápido ascenso en el ranking ATP, alcanzando el Top 10 en 2008 a los 20 años y luego el puesto cuatro en 2010 a los 21 años. Sin embargo, una lesión en la muñeca le hizo perder gran parte de la temporada 2010, por lo que bajó drásticamente en el ranking ATP. En enero de 2014, alcanzó nuevamente el puesto n.º 4, pero nuevamente una lesión en la muñeca le impediría competir por casi la totalidad de las temporadas de 2014 y 2015, perdiendo la opción de alcanzar el Top 3. Tres veces pasó por el quirófano para operarse de tendinitis en la muñeca izquierda, lo que lo sacó de las canchas por un tiempo prolongado y quedando relegado al puesto n.º 1045, el más bajo desde que se convirtió en profesional. No obstante, superó las tres operaciones con una terapia rigurosa, ejercicios antes y después de partidos y entrenamientos y yoga como complemento.
En 2009, ganó el Premio Olimpia de oro al mejor deportista argentino del año. En 2010, obtuvo el Premio Konex Diploma al Mérito como uno de los cinco mejores tenistas de la década en Argentina. En 2011 fue nombrado Regreso del Año por la ATP luego de empezar la temporada en el puesto n.º 484 y terminar en el n.º 11.
También fue protagonista del partido al mejor de tres sets más largo de la Era Abierta —cuatro horas y veintiséis minutos— en los Juegos Olímpicos de Londres 2012, en la derrota ante Roger Federer por 6-3, 6-7(5), 17-19.
Su juego se ha destacado por tener un gran servicio y una poderosa derecha (la cual se la ha apodado como "el martillo"), además de una gran movilidad para su 1,98 m de altura. Es el segundo jugador más joven en conseguir un punto ATP (15 años), detrás de Francisco Bahamonde (14 años).
El 18 de marzo de 2018, Del Potro venció a Roger Federer en la final de Indian Wells, alcanzando el primer título de Masters 1000 de su carrera. Ese mismo año se clasificó para el Masters (Torneo de Maestros), el último torneo del año en el que solo juegan los ocho tenistas más ganadores de la temporada, lo que sería la quinta participación de Del Potro en el torneo que reúne a los mejores. Sin embargo, no pudo asistir debido a la lesión en la rodilla que lo obligó a terminar la temporada antes de tiempo.
En febrero de 2022 confirmó una nueva vuelta al circuito. El día 5 del mismo mes, anunció en conferencia de prensa, previo al Torneo de Buenos Aires, que "es una despedida mas que una vuelta". El martes 8 jugó, hasta el momento, su último partido como tenista profesional, cayendo contra Federico Delbonis por 6-1 y 6-3 en la primera ronda del Argentina Open.
Entre sus colegas se destaca su amistad con Roger Federer, Novak Djokovic, Radek Štěpánek, entre otros. Su rivalidad más marcada en el deporte fue  con el escocés Andy Murray, con quien cosechó un historial en contra de 7-3 y tuvo algunos altercados.

## Biografía
Juan Martín nació en Tandil, ciudad serrana del interior de la Provincia de Buenos Aires, el 23 de septiembre de 1988. Su padre, Daniel, era veterinario y fue jugador de rugby semiprofesional en Argentina. Su madre es docente y tiene dos hermanas menores: Julieta y Guadalupe.
Del Potro comenzó a jugar tenis a los siete años en el Club Independiente con el entrenador Marcelo Gómez, quien además entrenó a otros tenistas nacidos en Tandil como Juan Mónaco, Mariano Zabaleta y Máximo González. El talento de Del Potro fue descubierto por un profesional de tenis italiano, Hugo Colombini, quien lo acompañó a través de las fases iniciales de su joven carrera y hoy es un amigo cercano. Cuando se le preguntó acerca de sus ambiciones en el tenis, respondió: "Sueño con ganar un Grand Slam y la Copa Davis". Como jugador júnior logró ganar el Orange Bowl de tenis para menores de 14 años y su talento le valió la firma de un acuerdo con Nike con solo 15 años. Actualmente, es una de las principales imágenes de las firmas Nike, Wilson, Rolex, Peugeot, entre otras. 

## Carrera profesional

### 2003-2004: Comienzos como tenista
En 2003 dio sus primeros pasos en torneos Future con apenas 14 años de edad. Disputó los 3 torneos en Argentina y en ninguno pudo pasar la primera ronda. En el Argentina F1 cayó ante Diego Cristin, en el Argentina F2 perdió ante Juan Mónaco y en el Argentina F3 cayó ante Juan Ignacio Destefano.
En 2004 pudo lograr su primera victoria en torneos Future al vencer en el Argentina F3 a su compatriota Matias Niemiz. Posteriormente, alcanzó los cuartos de final en el Brasil F12.
Disputó 9 torneos y finalizó el año con 6 victorias y ocupando el puesto 1077.º del ranking ATP.

### 2005-2006: Primeros pasos en el circuito
2005 fue el año del salto adjudicándose un Challenger —Montevideo— y tres Futures —Chile F1, Chile F2 y Argentina F3—. Además llegó a la final del Future de México F1 y del Challenger Campos Do Jordao 1, a las semifinales del Future de Italia F16, Italia F17 y de los Challenger de Reggio Emilia y Belo Horizonte. Finalizó la temporada en el puesto 159 del ranking ATP.
En febrero de 2006 ganó su primer partido en el circuito ATP ante el español Albert Portas en Viña del Mar. Luego participó en otros tres torneos ATP —Buenos Aires, Costa do Sauipe, Acapulco— perdiendo en la 1.ª ronda de todos ellos. En abril se adjudicó un nuevo challenger, esta vez en Aguascalientes.

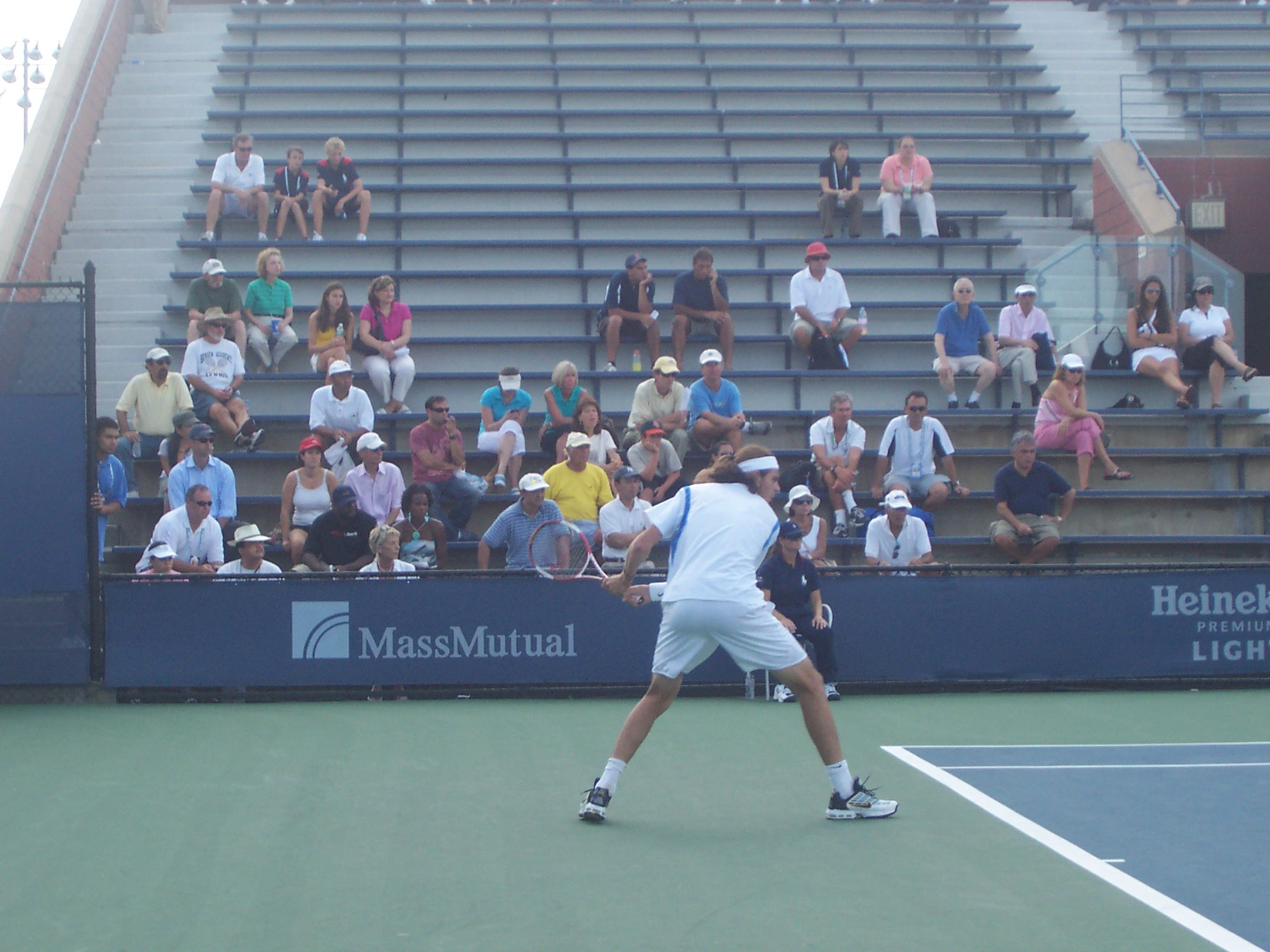
Juan Martín del Potro en la clasificación del Abierto de Estados Unidos 2006, donde se clasificó por primera vez.

Se clasificó para su primer torneo de Grand Slam en Roland Garros, donde perdió en primera ronda con el ex número 1 del mundo, Juan Carlos Ferrero, en cuatro sets. Luego disputó el Torneo de Stuttgart llegando a 3.ª ronda, venciendo a Juan Ignacio Chela pero perdiendo ante Florian Mayer. Recibió un Wild Card para participar del Torneo de Umag en donde llegó a los cuartos de final, perdiendo ante Stanislas Wawrinka. En la segunda mitad del año ganó el challenger de Segovia, derrotando en cuartos de final al pre-clasificado n.º 1, Fernando Verdasco y en la final a Benjamin Becker.
Más tarde Del Potro clasificó por primera vez al Abierto de Estados Unidos. Después de resultar noveno en la etapa de clasificación, perdió en primera ronda frente al colombiano Alejandro Falla en cuatro sets. Luego disputó el Torneo de Tokio llegando a la tercera ronda perdiendo ante Tim Henman. También se clasificó para su primer Masters 1000 en Madrid perdiendo en 1.ª ronda. Disputó el Torneo de Basilea, llegando a los cuartos de final y perdiendo ante el n.º 7 del ranking mundial, Fernando González por 7-5, 4-6, 4-6.
Finalizó la temporada como el jugador más joven entre los primeros cien con dieciocho años y dos meses, en el puesto número 92 del ranking mundial.

### 2007: Primer triunfo sobre un Top Ten

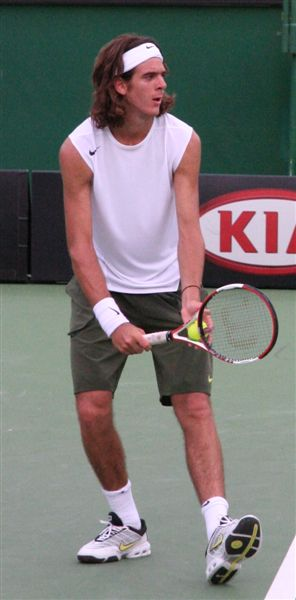
Del Potro en el Abierto de Australia 2007.

Del Potro comenzó el año llegando a su primera semifinal ATP en Adelaida, perdiendo ante Chris Guccione por 7-5, 3-6, 5-7. Obtuvo su primera victoria en un Grand Slam ante el italiano Alessio di Mauro en el Abierto de Australia. Luego en segunda ronda tuvo que retirarse del torneo debido a una lesión en su partido frente a Fernando González.
También hizo su debut en Copa Davis en la serie de primera ronda del grupo mundial entre Argentina y Austria en la ciudad de Linz. Con la serie 2-1 en favor de Argentina jugó el cuarto punto frente a Jürgen Melzer y consiguió una apretada victoria 7-6(4), 3-6, 6-4, 4-6, 6-2 logrando que Argentina pasara a los cuartos de final.
Ganó su primer título ATP en dobles en el torneo de Indianápolis —ahora Torneo de Atlanta— junto al estadounidense Travis Parrott.
Del Potro llegó a la cuarta ronda del Masters de Miami derrotando a tres jugadores top 50 del ranking ATP: Jonas Björkman, Marcos Baghdatis y Mijaíl Yuzhny, perdiendo después frente a Rafael Nadal, quien también lo derrotaría en el Roland Garros en primera ronda.
En su primer partido sobre césped en el Torneo de Queens Del Potro venció a Thomas Johansson en dos sets y en segunda ronda perdió ante Rafael Nadal. También alcanzó los cuartos de final en Nottingham a la semana siguiente, donde fue derrotado por Ivo Karlović. Luego en Wimbledon llegó a segunda ronda donde fue eliminado por Roger Federer.
Finalizando la temporada llegó a octavos de final en los Masters de Cincinnati y Madrid. En este último venció a Tommy Robredo, número 9 del mundo, y consiguió así su primer triunfo sobre un Top Ten. En el Abierto de Estados Unidos llegó a tercera ronda perdiendo ante Novak Djokovic. Finalizó la temporada en el puesto número 44 del ranking mundial.

### 2008: Explosión y llegada al Top Ten
El tandilense no comenzó bien la temporada ya que sufrió fuertes dolores en su espalda y debió estar dos meses sin actividad luego de abandonar su partido de segunda ronda del Abierto de Australia ante David Ferrer cuando iban 3-6, 4-6. Cambió de entrenador y contrató a Franco Davín, pero su vuelta no fue auspiciosa perdiendo en la segunda ronda del Masters de Miami ante Feliciano López por 4-6, 2-6.

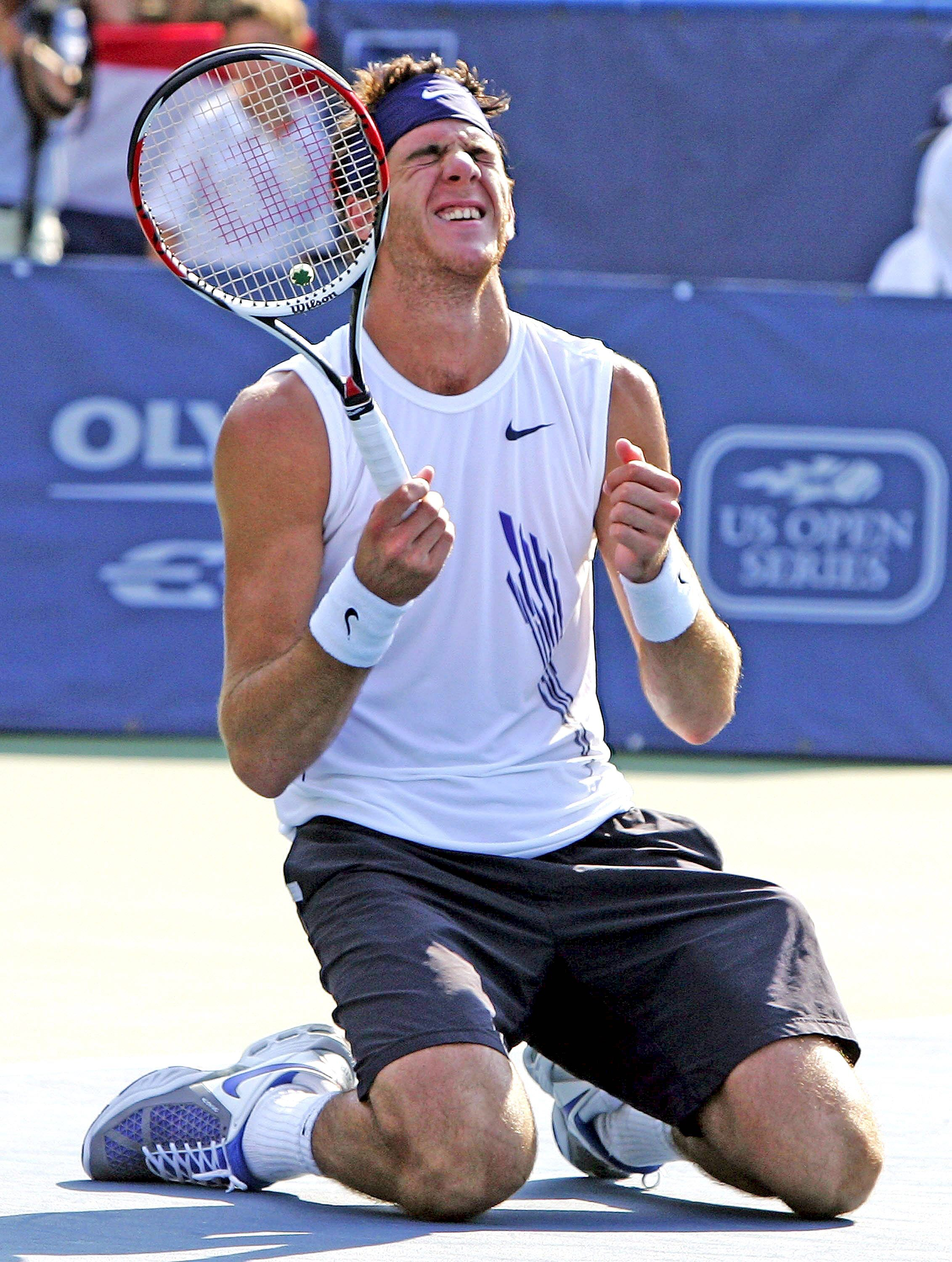
Juan Martín del Potro festejando tras el título conseguido en Washington en 2008.

En la temporada de arcilla tuvo que disputar la fase de clasificación para ingresar al cuadro principal del Masters de Montecarlo pero perdió en la ronda final ante Marc Gicquel por un doble 4-6. En Múnich llegó a cuartos de final tras vencer a Arnaud Clement en primera ronda por 6-3, 6-1 y a Ígor Andréiev en segunda ronda por 1-6, 6-0, 6-4. En esa instancia perdió ante el veterano Younes El Aynaoui por un doble 4-6. Luego se clasificó para el Masters de Roma pero perdió en primera ronda ante Andy Murray 7-5, 4-6, 0-1 y retiro del tenista argentino. En el Torneo de Roland Garros 2008 venció en primera ronda al «Lucky Loser», Josselin Ouanna por 6-3, 6-2, 6-3. En segunda ronda cayó ante Simone Bolelli por 6-3, 6-7(0), 5-7, 2-6.
En la gira de césped disputó el Torneo de 's-Hertogenbosch. En su camino derrotó a Fabrice Santoro en primera ronda por 6-3, 6-1. En segunda ronda eliminó a Rainer Schuettler por 7-6(3), 4-3 y retiro del alemán. En cuartos de final venció a Arnaud Clément por 2-6, 6-3, 6-1. En una alentadora semifinal perdió ante David Ferrer por 6-7(4), 1-6. En Wimbledon derrotó en primera ronda a Pavel Snobel por 6-4, 6-2, 6-3. En segunda ronda perdió ante Stanislas Wawrinka por 6-7(5), 3-6, 5-7.
La evolución en su juego y su físico se notó en la segunda parte del año. Ganó de manera consecutiva sus primeros cuatro títulos ATP en Stuttgart, Kitzbühel, Los Ángeles y Washington. Los dos primeros sobre polvo de ladrillo y los otros dos en cancha dura, convirtiéndose en el primer jugador en la historia en ganar sus primeros cuatro títulos de forma consecutiva. En el camino se destacó la victoria sobre Andy Roddick —n.º 9 del mundo— en la final de Los Ángeles.
En el Abierto de Estados Unidos entró como una de las promesas debido a su invicto de 19 partidos. El preclasificado n.º 17 derrotó en primera ronda a su compatriota, Guillermo Cañas por 4-6, 7-6(0), 6-4, 6-1. En segunda ronda venció a Thomaz Bellucci por 4-6, 6-1, 7-5, 6-3. En tercera ronda eliminó a Gilles Simon en cinco sets por 6-4, 6-7(4), 6-1, 3-6, 6-3. En cuarta ronda derrotó a la gran promesa japonesa Kei Nishikori por 6-3, 6-4, 6-3. En cuartos de final perdió ante Andy Murray por 6-7(2), 6-7(1), 6-4, 5-7. Su invicto se terminó en 23 partidos, siendo la segunda mejor marca para un argentino, detrás de la marca impuesta por Guillermo Vilas en 1977 cuando consiguió un invicto de 46 partidos.

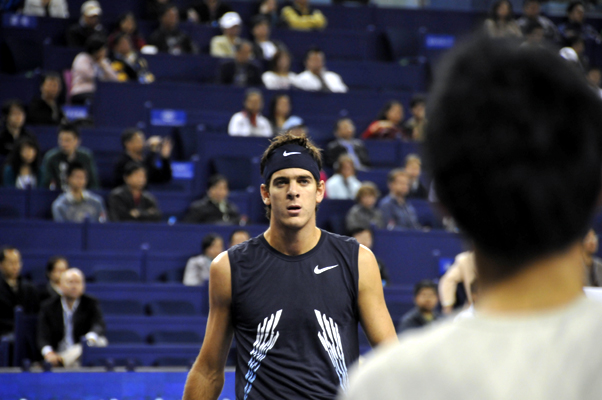
Del Potro en la Tennis Masters Cup 2008.

También se transformó en el héroe en las semifinales de Copa Davis ante Rusia, obteniendo de manera categórica sus dos puntos de individuales ante Nikolái Davydenko por 6-1, 6-4, 6-2, y ante Ígor Andréiev por 6-4, 6-2, 6-1. Sus dos puntos le dieron a  Argentina el pase a la gran final contra España.
En el Torneo de Tokio debutó en segunda ronda con una victoria sobre Dudi Sela por 7-5, 6-0. En tercera ronda venció a Jarkko Nieminen por 6-1, 6-3. Pasó a semifinales, tras vencer claramente al top-5, David Ferrer, por 6-1, 7-5. En semifinales derrotó a Richard Gasquet por 6-3, 4-6, 7-5. En la final cayó derrotado ante Tomáš Berdych por 1-6, 4-6. En Viena derrotó en primera ronda a Martin Fischer por un doble 7-6. En segunda ronda no se presentó al partido frente Philipp Kohlschreiber. En el Masters de Madrid derrotó en segunda ronda a Jarkko Nieminen por 6-2, 4-2 y retiro del finlandés. En tercera ronda logró una gran victoria sobre David Nalbandian por 6-4, 6-2. En cuartos de final, perdió ante Roger Federer por un doble 3-6. En el Torneo de Basilea llegó a semifinales perdiendo ante Nalbandian por un doble 4-6. En el Masters de París debutó en segunda ronda con una victoria sobre Mario Ančić por 6-0, 6-4. En tercera ronda perdió nuevamente ante David Nalbandian por 4-6, 0-6.
Logró clasificarse por primera vez en su carrera a la Tennis Masters Cup, disputada en Shanghái, convirtiéndose en el sexto jugador argentino en participar del prestigioso torneo. El deportista tandilense fue colocado en el Grupo Dorado junto con Novak Djokovic, Nikolái Davydenko y Jo-Wilfried Tsonga. En el primer partido del round-robin perdió ante Novak Djokovic por 7-5, 6-3. En el segundo partido logró una victoria sobre el francés Jo-Wilfried Tsonga por un doble 7-6. En el último partido del grupo, ante Nikolái Davydenko, perdió por 3-6, 2-6. Finalmente terminó tercero en el round-robin.
En la final de la Copa Davis 2008 Del Potro perdió ante Feliciano López, dejando una derrota inesperada para Argentina por 6-4, 6-7(2), 6-7(4), 3-6. Debido a su lesión en el muslo, no pudo competir en el segundo partido, dejando su lugar a José Acasuso, quien no pudo ante Fernando Verdasco, y Argentina dejó escapar su mejor chance de lograr el trofeo por primera vez en su historia. Sin embargo, Juan Martín del Potro disfrutó de una exitosa temporada, ganando cuatro títulos y terminando el 2008 como el jugador más joven en el top 10 y el mejor clasificado de Argentina.

### 2009: Primer título de Grand Slam y Top 5
El año comenzó de la mejor manera para Del Potro ya que fue campeón del Torneo de Auckland, donde derrotó al estadounidense Sam Querrey por un doble 6-4 convirtiéndose en el primer argentino en ganar ese torneo. En el Abierto de Australia el tandilense fue el preclasificado n.º 8. En primera ronda derrotó a Mischa Zverev por 6-3, 6-4, 6-2. En segunda ronda enfrentó a Florian Mayer y le ganó por 6-1, 7-5, 6-2. En tercera ronda vence a Gilles Muller por 6-7(5), 7-5, 6-3, 7-5. En cuarta ronda derrota a Marin Čilić por 5-7, 6-4, 6-4, 6-2. En cuartos de final cae derrotado de manera abultada ante el n.º 1 del mundo, Roger Federer, por 3-6, 0-6, 0-6.

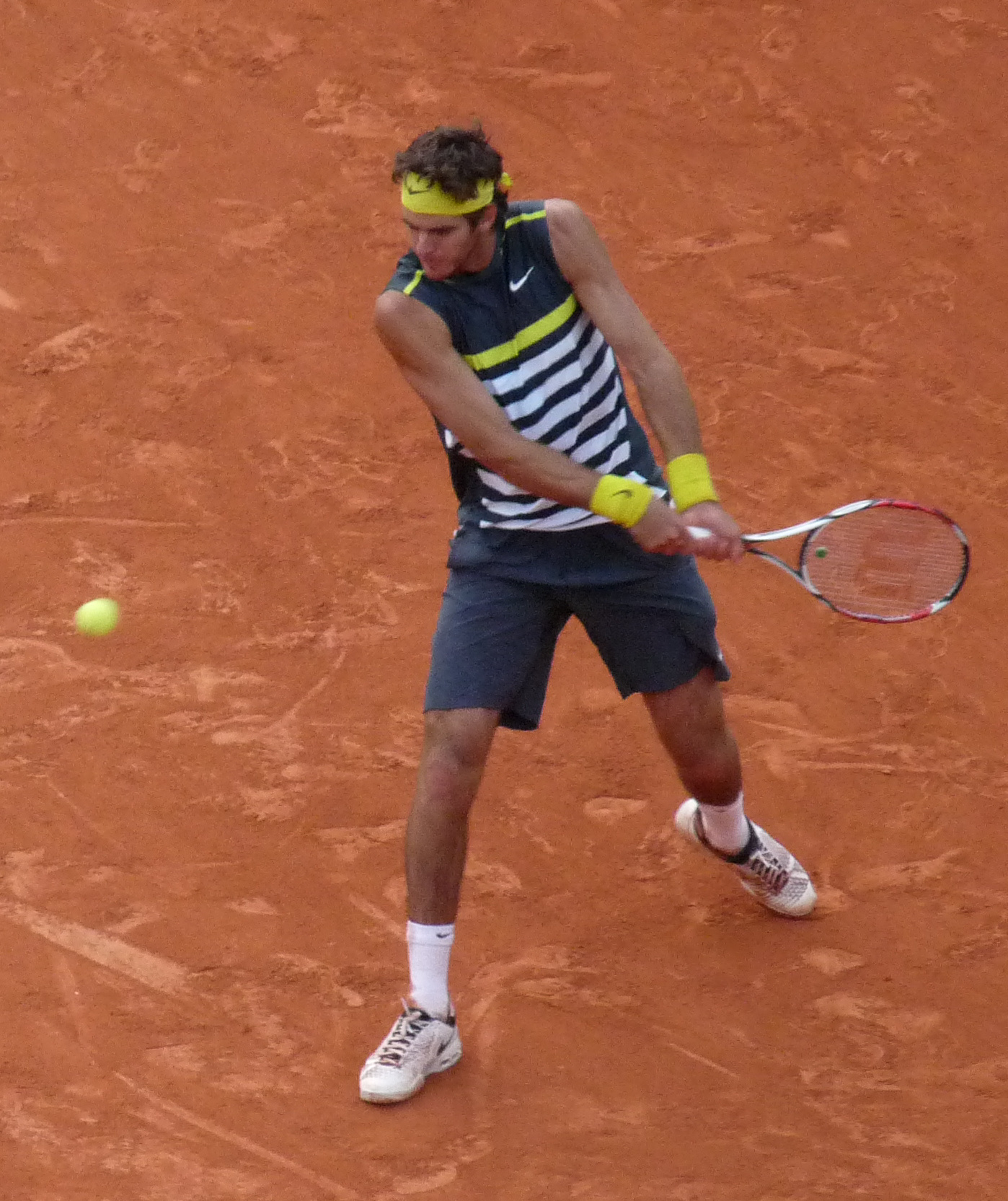
Del Potro en el Roland Garros 2009, donde llegó hasta semifinales siendo derrotado por Roger Federer.

Luego en la gira norteamericana llega a cuartos de final del Abierto de San José perdiendo ante Mardy Fish por 3-6, 4-6. En el Torneo de Memphis vence en primera ronda a su compatriota Guillermo Cañas por 6-3, 7-6(5). En segunda ronda derrota a Ernests Gulbis por 6-3, 6-4. En cuartos de final pierde ante Radek Štěpánek por 6-7(7), 4-6. En el Masters de Indian Wells el sexto favorito derrotó en segunda ronda a Ryan Sweeting por 6-7(6), 6-3, 6-1. En tercera ronda vence a Jurgen Melzer por 6-2, 2-6, 7-6(2). En cuarta ronda derriba al gigante John Isner por 7-6(4), 7-6(3). En cuartos de final pierde ante el n.º 1, Rafael Nadal, por 2-6, 4-6. A la semana siguiente, en el Masters de Miami, derrota en segunda ronda al también argentino Martín Vassallo Argüello por un doble 6-2. En tercera ronda vence a Janko Tipsarević por 6-4, 6-1. En cuarta ronda ante el n.º 12 del mundo, David Ferrer, gana por 6-3, 6-2. En cuartos de final se tomó revancha y eliminó a Rafael Nadal por 6-4, 3-6, 7-6(3). En semifinales cayó derrotado por el británico Andy Murray, n.º 4 del ranking, por 1-6, 7-5, 2-6.
Comienza su temporada de arcilla en el Masters de Montecarlo, donde pierde en segunda ronda ante Ivan Ljubičić por 6-4, 1-6, 4-6. También participa del Masters de Roma como el quinto cabeza de serie. En segunda ronda le gana a Viktor Troicki por 6-3, 1-6, 6-3. En tercera ronda derrota a Stanislas Wawrinka por 6-2, 6-7(5), 6-3. En cuartos de final ante Novak Djokovic pierde por 3-6, 4-6. Luego disputa el Masters de Madrid. En segunda ronda derrota a Tomáš Berdych por 6-2, 4-1 y retiro del checo. En tercera ronda vence, nuevamente, a Stanislas Wawrinka por 4-6, 6-4, 6-4. En cuartos de final derrota a Andy Murray por 7-6(4), 6-3. En semifinales cae en sets corridos ante Roger Federer por 3-6, 4-6.
Representa a Argentina en la Copa Mundial por Equipos junto con Máximo González y Juan Mónaco. Argentina fue colocada en el Grupo A junto con Serbia, Italia y Rusia. En el primer partido, ante Serbia, el tenista argentino, juega el dobles junto con Juan Mónaco y pierden por 6-4, 6-7(4), 8-10. Ante Italia vence a Andreas Seppi por 6-3, 6-4. Y en el dobles, esta vez con Máximo González, ganan por 6-2, 6-3. En el último partido, ante Rusia, el jugador derrota a Ígor Andréiev por 6-3, 7-6(3). En el dobles con Máximo González logran el punto ya que la pareja rusa se retiró cuando iban 2-2. Finalmente Argentina terminó segunda en el grupo.
Juan Martín jugó el Torneo de Roland Garros como el quinto cabeza de serie. En primera ronda vence a Michaël Llodra por 6-3, 6-3, 6-1. En segunda ronda derrota, nuevamente, a Viktor Troicki por 6-3, 7-5, 6-0. En tercera ronda vence a Ígor Andréiev por 6-4, 7-5, 6-4. En cuarta ronda enfrenta al n.º 9 del mundo y local, Jo-Wilfried Tsonga y le gana por 6-1, 6-7(5), 6-1, 6-4. En cuartos de final derrota al 17° preclasificado, Tommy Robredo, por 6-3, 6-4, 6-2, clasificando por primera vez a las semifinales de un Grand Slam. Allí cayó frente al segundo preclasificado, Roger Federer, por 6-3, 6-7(2), 6-2, 1-6 y 4-6, mostrando una notable mejora de su juego. En Wimbledon derrotó en primera ronda a Arnaud Clement por 6-3, 6-1, 6-2. En segunda ronda Lleyton Hewitt lo eliminó del certamen derrotándolo por 3-6, 5-7, 5-7.
Luego el deportista tandilense jugó los cuartos de final de la Copa Davis con Argentina. El equipo argentino fue visitante ante República Checa y Delpo derrotó a Ivo Minář por 6-1, 6-3, 6-3. En el cuarto punto de la serie vence a Tomáš Berdych por 6-4, 6-4, 6-4. A pesar de ganar sus dos puntos, Argentina perdió 3-2.

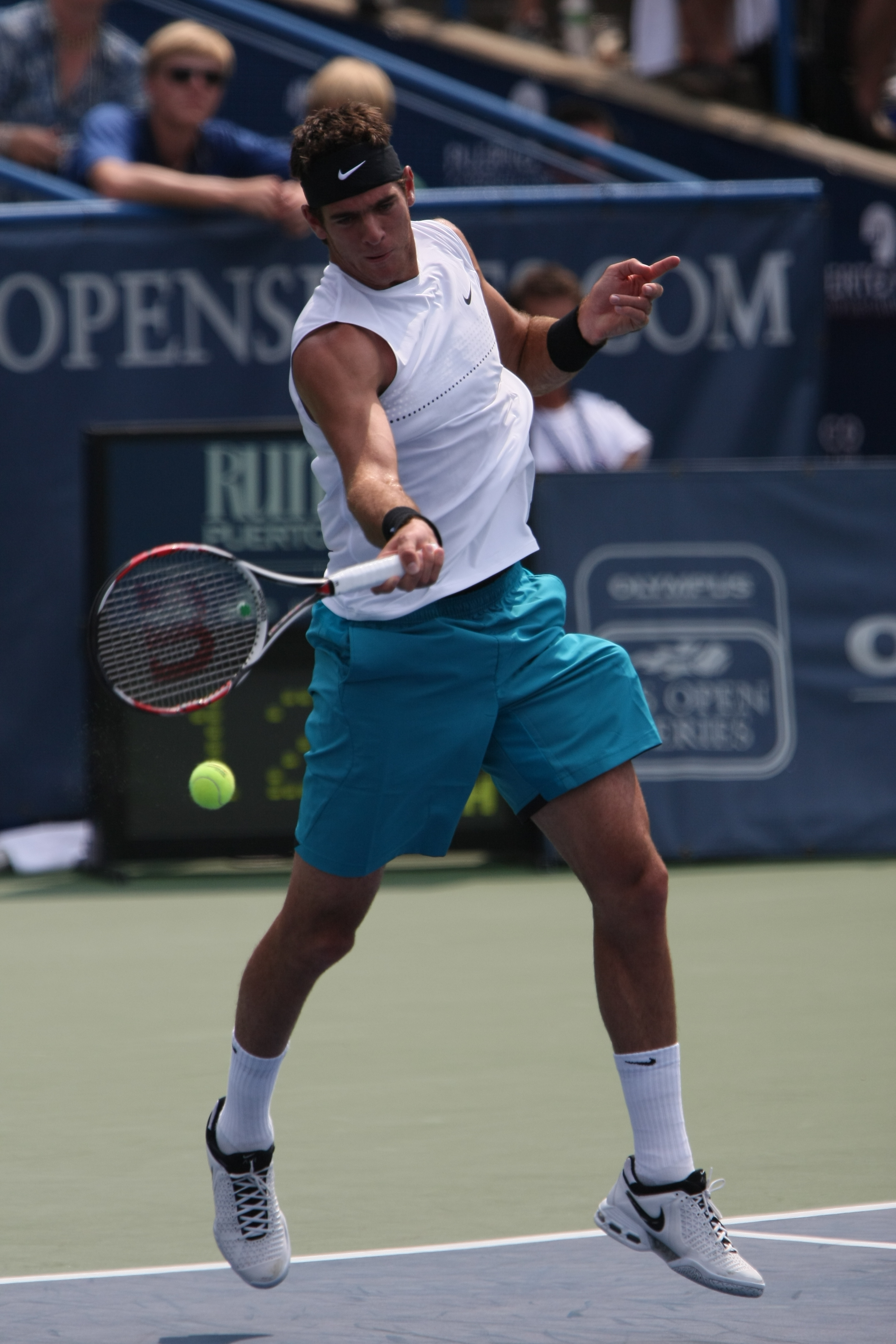
El tandilense en el Torneo de Washington 2009, torneo que pudo revalidar tras vencer a Andy Roddick en la final.

En el US Open Series el tandilense no se presenta al Torneo de Los Ángeles, donde defendía el título, pero disputa el Torneo de Washington. En segunda ronda vence a Yen-Hsun Lu por 4-6, 6-3, 6-2. En tercera ronda derrota a Lleyton Hewitt por 4-6, 6-3, 7-6(2). Pasa a semifinales tras la no presentación de Robin Soderling al partido de cuartos de final. En semifinales vence al n.º 11 del mundo, Fernando González, por 7-6(2), 6-3. Consigue revalidar el título tras vencer en 2.30 h a Andy Roddick por 3-6, 7-5, 7-6(6). En el Masters de Canadá, tras vencer a Jan Hernych por 6-2, 7-5, y a Victor Hanescu por 3-6, 6-3, 6-4, llega a cuartos de final. En esa instancia enfrenta al 2 del mundo, Rafael Nadal y lo derrota por 7-6, 6-1. En semifinales vence nuevamente a Andy Roddick por 4-6, 6-2, 7-5. En la final se encuentra con su gran rival Andy Murray; en este partido se le nota muy cansado desde el principio pese a ganar el primer set, pero luego perdió los dos restantes a pesar de haber peleado el segundo de gran manera. El resultado final fue 7-6(4), 6-7(3), 1-6.
En las semanas previas al Abierto de Estados Unidos Juan Martín siente demasiado desgaste físico y problemas en la espalda y en el brazo izquierdo. Por esos problemas decide no jugar el Masters de Cincinnati y reservarse para luego jugar el Abierto de Estados Unidos.

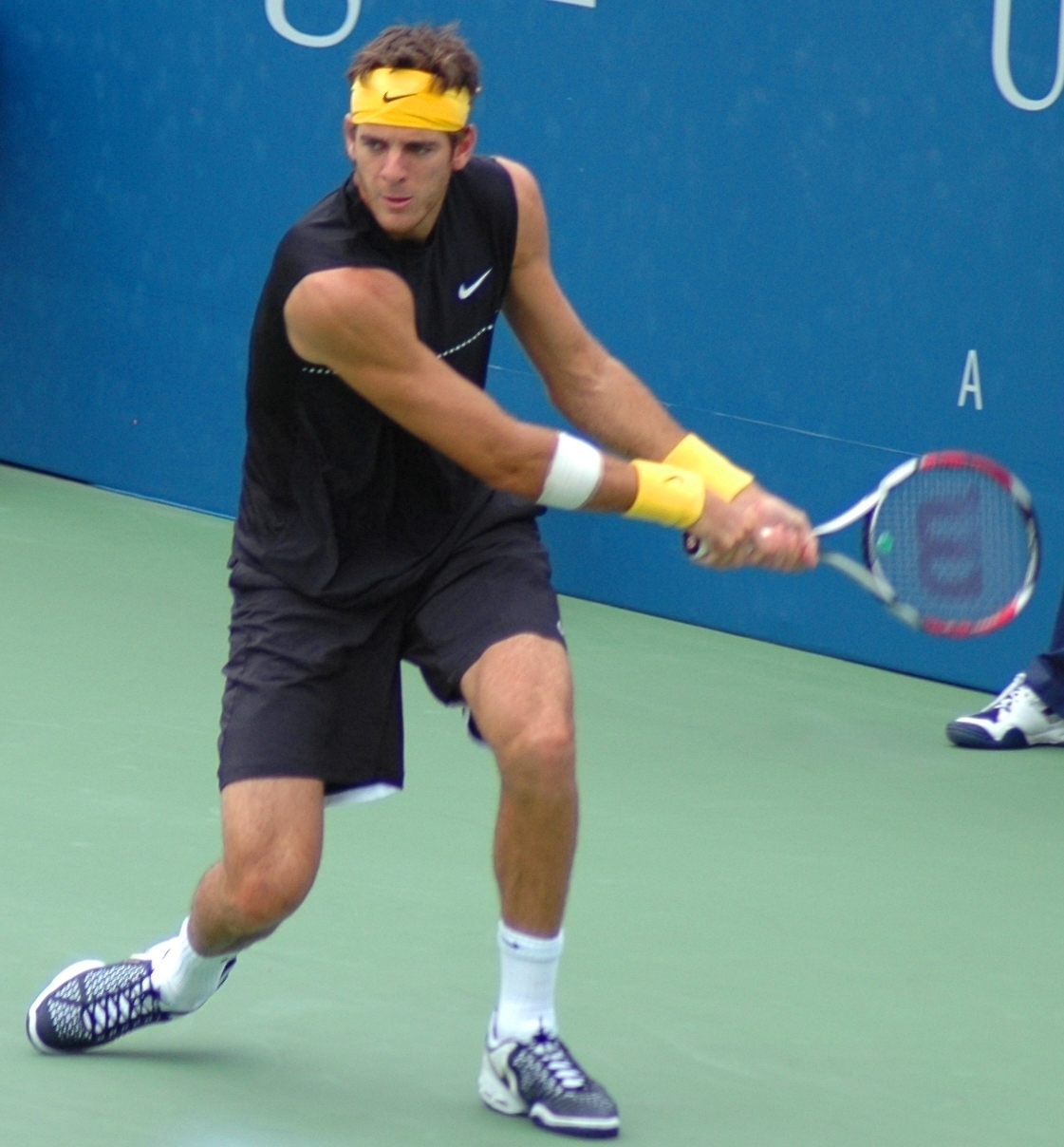
Del Potro en el Abierto de Estados Unidos 2009 donde se proclamaría campeón del certamen venciendo a Roger Federer en 5 intensos sets.

En el Abierto de Estados Unidos derrota en primera ronda a su compatriota Juan Mónaco por 6-3, 6-3, 6-1. En segunda ronda vence al austriaco Jurgen Melzer por 7-6(6), 6-3, 6-3. En tercera ronda le gana a Daniel Koellerer por 6-1, 3-6, 6-3, 6-3. En cuarta ronda derrotó al exnúmero 1 del mundo, Juan Carlos Ferrero por un triple 6-3. En este partido logró el récord de aces personal en un partido —22—. En cuartos de final vence a Marin Čilić por 4-6, 6-3, 6-2, 6-1. En semifinales le ganó a Rafael Nadal en un partido sin complicaciones por un triple 6-2, donde demostró su mayor rendimiento desde el inicio de su carrera deportiva. Se enfrenta en la final ante Roger Federer y con solo 20 años de edad gana su primer torneo de Grand Slam, tras vencer al suizo en cinco emocionantes sets de 3-6, 7-6(5), 4-6, 7-6(4) y 6-2, en cuatro horas y seis minutos de juego, arrebatándole al número 1 del mundo el título que había conseguido durante 5 años consecutivos y cortando una racha de 21 victorias consecutivas de europeos en los torneos de Grand Slam desde Roland Garros 2004 en donde ganó Gastón Gaudio. Pasaron diez años desde la última final a cinco sets en Flushing Meadows. Juan Martín del Potro hace historia con la consecución de este título al ser, entre los hombres, el segundo argentino en lograr la conquista, después de Guillermo Vilas en 1977, y el primer latinoamericano en ganar un torneo de Grand Slam en esta superficie.
Cuando llegó a su ciudad natal —Tandil— luego de haber ganado el Abierto de Estados Unidos fue ovacionado por más de 15 000 espectadores que mientras Juan Martín recorría la ciudad en un Autobomba para ir al club Independiente de Tandil ellos hicieron una caravana para seguirlo. Lo declararon embajador deportista y se le entregaron las llaves de la ciudad.
Tras al ganar el Abierto de Estados Unidos Juan Martín consiguió el 14 de septiembre clasificar al ATP World Tour Finals en Londres. Luego de su consagración el tenista argentino comenzó su gira asiática tres semanas después. Su primera competición fue en el Torneo de Tokio, en donde fue el máximo favorito al título. En primera ronda pierde sorpresivamente ante Edouard Roger-Vasselin por un doble 6-4. Una semana después entra como número 3 por baja de Federer y Murray al Masters de Shanghái pero suma otra decepción al perder con el austríaco Jürgen Melzer por 5-7, 1-2 y abandono por una lesión en la muñeca.
Luego de dos semanas La torre de Tandil afrontó el Masters de París. En segunda ronda derrotó a Marat Safin y logró su primer triunfo tras conquistar el Abierto de Estados Unidos. Esta derrota para el ruso significó el retiro. Del Potro lo saludó afectivamente y se sentó junto a él en el banquillo a hablar mientras esperaban los preparativos de la despedida organizada para el ruso. En tercera ronda ganó un partido raro contra Fernando González, donde en el primer set Del Potro estuvo 5-2 arriba y tuvo 4 set points; González los levantó y terminó llevándose el set en la muerte súbita. En el segundo set el chileno tuvo siete puntos de partido y el partido se dio al revés, el argentino levantó los 7, fueron a la muerte súbita y el set lo ganó el argentino. Luego de haber ganado el set González decidió retirarse del partido y así el jugador pasó a cuartos de final. En cuartos de final perdió ante el checo Radek Štěpánek, ya que decidió retirarse por una lesión en los abdominales cuando iban 0-4.

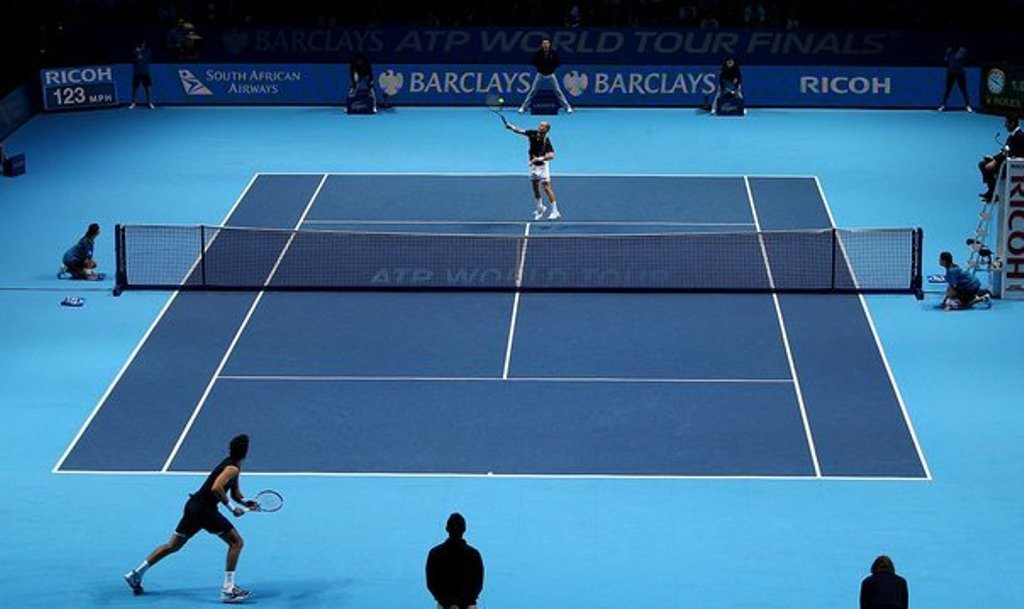
Del Potro vs Davydenko en la final del ATP World Tour Finals 2009 donde sería derrotado.

En el ATP World Tour Finals 2009 el deportista fue colocado en el Grupo A junto con Roger Federer, Andy Murray y Fernando Verdasco. En el primer partido del round robin, frente a Andy Murray, perdió por 3-6, 6-3 y 2-6. En el segundo partido venció a Fernando Verdasco por 6-4, 3-6 y 7-6(1). En el tercer partido derrotó a Roger Federer por 6-2, 6-7(5) y 6-3. Su paso a las semifinales se produjo de forma agónica por una diferencia de tan solo un game respecto a Murray. En las semifinales se cruza con Robin Söderling, a quien derrota por 6-7(1), 6-3 y 7-6(3). De esta forma accede a la final donde es derrotado por Nikolái Davydenko por 6-3 y 6-4.
Finaliza la temporada con 54 victorias y 16 derrotas, tres títulos, $4.712.743 cosechados, y en el puesto n.º 5 del ranking ATP. Recibió el olimpia de oro.

### 2010: Primera lesión en la muñeca y caída en el Ranking

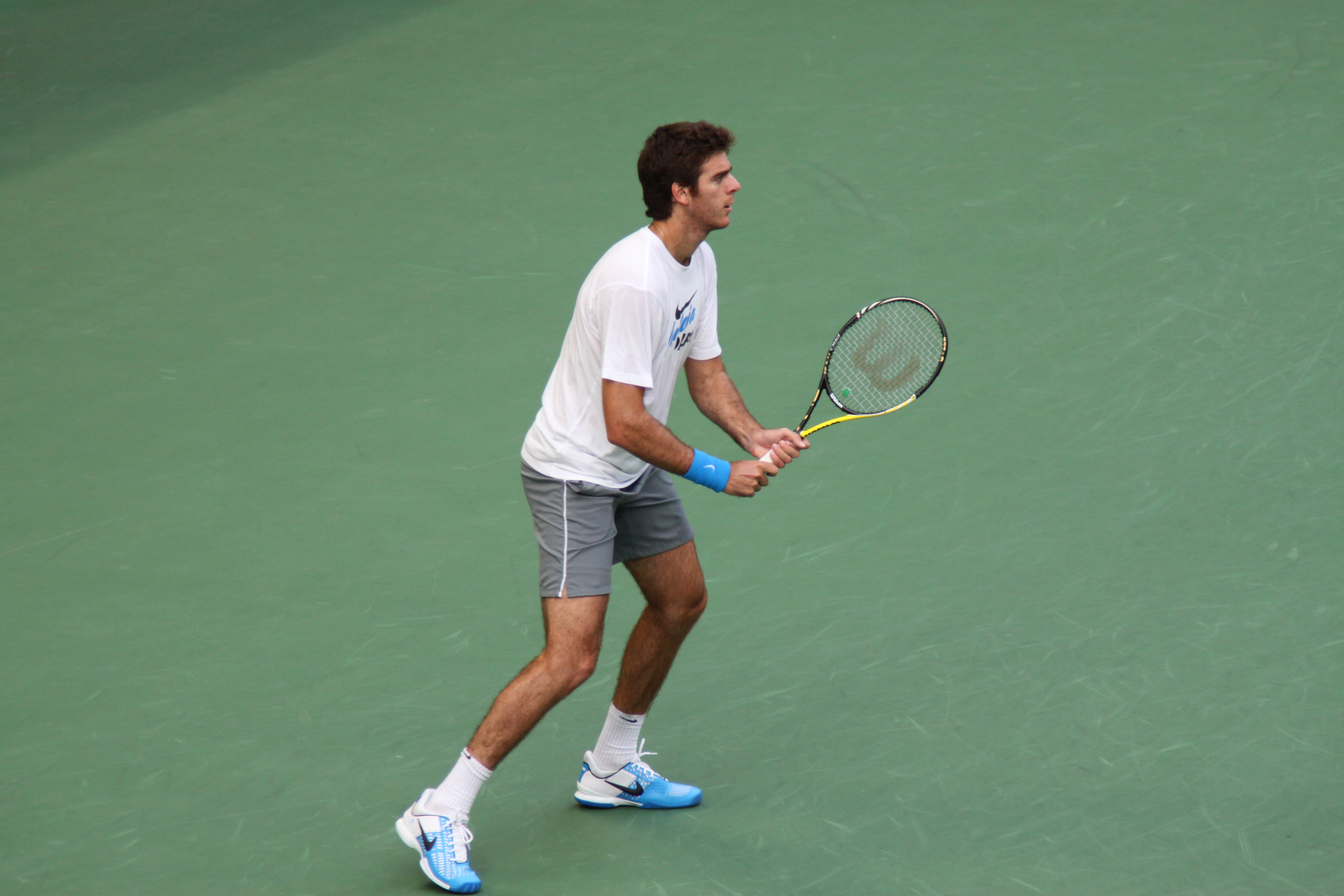
Juan Martín del Potro en el Torneo de Tokio 2010 donde perdió en primera ronda ante Feliciano López.

Del Potro comenzó 2010 consagrándose como n.º 4 del escalafón mundial. Por una lesión en la muñeca fue duda para afrontar el Abierto de Australia, pero finalmente el 18 de enero ganó su primer partido frente al estadounidense Michael Russell, venciéndolo en 4 sets y de esta manera logrando su pase a la segunda ronda del mismo. En segunda ronda enfrentó a James Blake y lo derrotó por 6-3, 6-7(3), 5-7, 6-3, 10-8. Pasó a los octavos de final tras ganar en tercera ronda, pero es derrotado por Marin Čilić en un partido muy ajustado que se definió en el quinto set.
Por una lesión en la muñeca Del Potro no pudo jugar más torneos durante muchos meses. En abril logró nuevamente el puesto n.º 4 del mundo sin jugar, aprovechando las derrotas de Andy Murray, pero a lo largo del año fue cayendo en el ranking. Fue operado de su muñeca en los EE. UU. y se preveía que su vuelta a las canchas sería a partir de agosto, ya que en ese mes se jugaba el Torneo de Washington, y al mes siguiente el Abierto de Estados Unidos 2010, torneos que había ganado el año anterior y a los que les debía la mayor parte de su puntuación en el ranking. En agosto bajó al n.º 10 del ranking y ese mismo día anunció que no se presentaría al Abierto de Estados Unidos por no estar del todo restablecido de su lesión en la muñeca derecha.
Por no presentarse en el US Open bajó al puesto n.º 34 en el ranking ATP. Volvió a las canchas en el Torneo de Bangkok pero en primera ronda perdió ante Olivier Rochus por 6-7 y 4-6.
Así Del Potro decidió no jugar más torneos y finalizar una temporada para el olvido en el puesto n.º258 del ranking ATP, con solo tres torneos disputados y un balance de 3-3.

### 2011: Regreso al circuito

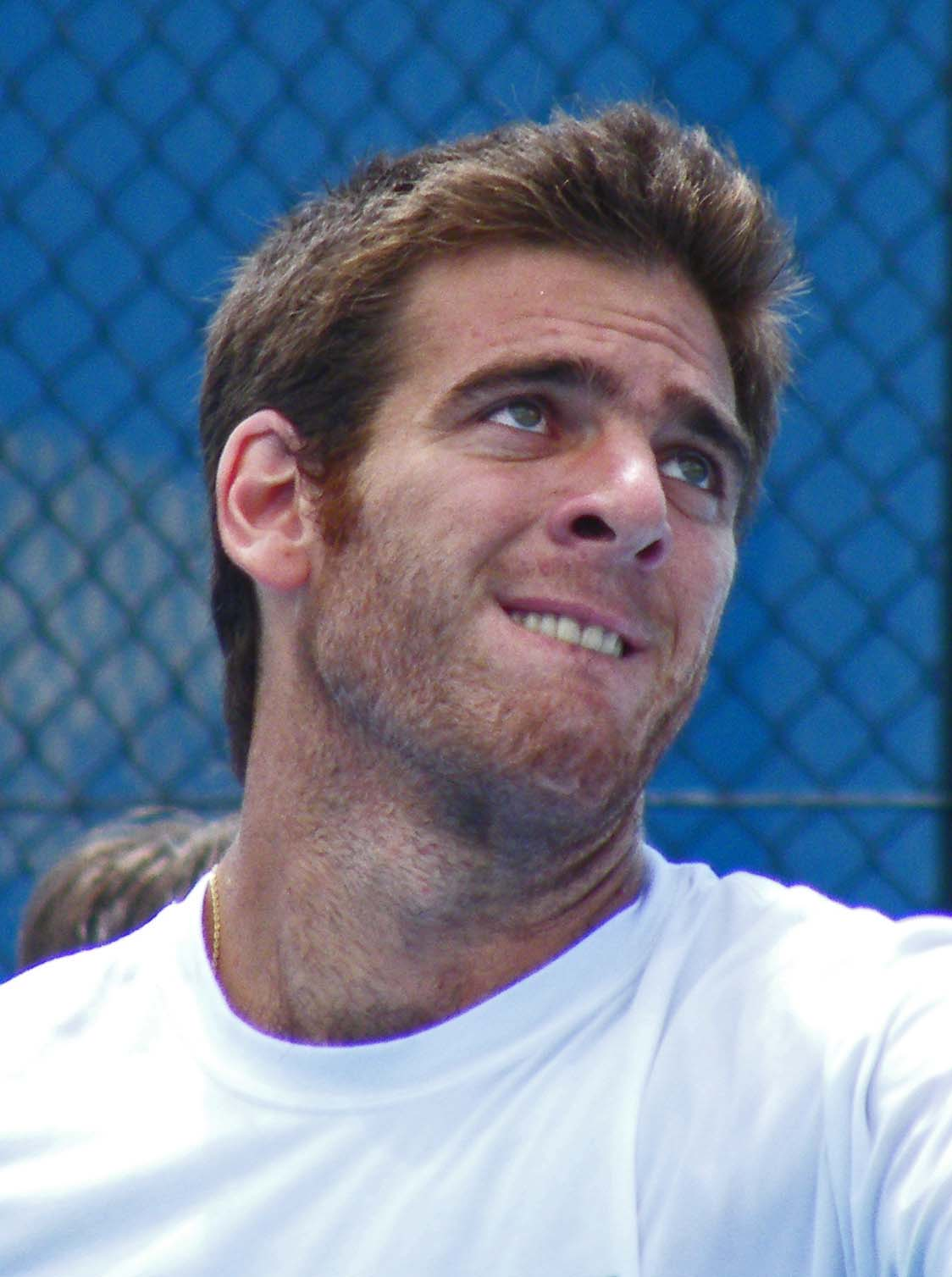
Juan Martín del Potro, practicando el saque en Sídney.

Juan Martín del Potro empezaría el año como n.º 484 del mundo. Del Potro volvió a la actividad en el Torneo de Sídney, gracias a un Wild Card. En primera ronda derrotó al sexto cabeza de serie, Feliciano López, por 6-7(5), 7-6(9), 7-6(3). En segunda ronda se enfrentó a Florian Mayer y perdió por 6-2 y 7-5.
En la primera ronda del Abierto de Australia venció a Dudi Sela en tres sets (7-6, 6-4 y 6-4),recuperando su nivel tras casi un año de inactividad. En segunda ronda enfrentó a Marcos Baghdatis, con quien perdió por 1-6, 3-6, 6-4, 3-6, pero mostró una notoria mejoría en su juego, aunque sin igualar el rendimiento de su rival.
El tandilense comenzó su gira americana y disputó el Torneo de San José. Debutó con una victoria en dos sets sobre Teimuraz Gabashvili por 6-3 y 6-2, en una hora y 18 minutos de juego. Luego enfrentó al eslovaco Lukáš Lacko, venciéndolo por 6-1, 7-6(1), avanzando a cuartos de final. Su siguiente rival fue el australiano Lleyton Hewitt, a quien vencería por 6-2, 6-3. En semifinales caería frente Fernando Verdasco por un doble 6-4. El tenista siguió recuperando posiciones en el ranking ATP. Tras su gran participación escaló 186 lugares para ubicarse en el puesto 298.º
En el Torneo de Memphis Delpo ingresó al torneo gracias a un wild card. En primera ronda eliminó al sexto cabeza de serie, John Isner, por 6-4, 6-3. En segunda ronda venció al croata Ivan Dodig por un doble 6-4. En cuartos de final siguió demostrando su rápida vuelta a un buen nivel al derrotar a Michael Russell por 6-4, 6-2. En semifinales enfrentó al vigente campeón y primer cabeza de serie, Andy Roddick, ante quien cayó derrotado por 6-3, 6-4.
Más tarde jugaría en Delray Beach. En primera ronda venció a Richard Berankis por 6-4, 6-1. Luego enfrentó a Teimuraz Gabashvili ganándole por un doble 6-1. En cuartos de final enfrentó a Kevin Anderson, a quien derrotaría por un doble 6-4. En semifinales le esperaba el local Mardy Fish que también caería derrotado por 6-1, 7-5. En su primera final desde su regreso vence a Janko Tipsarević por un doble 6-4, coronándose campeón sin ceder un set durante el torneo. Con esta conquista se ubicó en el puesto n.º 46 del ranking ATP.
El jugador disputó el primer Masters del año en Indian Wells. En la primera ronda tendría un duro compromiso ante el checo Radek Štěpánek, a quien vencería por 6-4, 6-0. En segunda ronda se vería las caras con el defensor del título, Ivan Ljubičić, ganándole por 5-7, 6-4, 6-2. En tercera ronda vencería a Alexandr Dolgopolov por 7-6(3), 6-3. En la cuarta ronda eliminaría a Philipp Kohlschreiber por un doble 7-6. Pasa directamente a semifinales ya que Tommy Robredo no se presentó. En semifinales pierde ante Rafael Nadal por un doble 4-6.
Una semana más tarde jugó el Sony Ericsson Open. En primera ronda venció al brasileño Ricardo Mello por un doble 6-4. En segunda ronda volvió a ganarle al alemán Philipp Kohlschreiber por 6-7(4), 6-4, 7-5. En tercera ronda tuvo el duro compromiso de enfrentar al n.º 4 del mundo, Robin Söderling, pero lo derrotó por 6-3, 6-2. En la cuarta ronda perdería ante el local Mardy Fish por 5-7, 6-7(5).
En su gira de polvo de ladrillo el tandilense se presentó en el Torneo de Estoril. En el certamen venció consecutivamente al portugués Pedro Sousa, al colombiano Alejandro Falla, al sueco Robin Soderling —n.º 5 del mundo— y al uruguayo Pablo Cuevas. Con un doble 6-2, ante Fernando Verdasco, Juan Martín se llevó el torneo luso y siguió ascendiendo en el ranking.
En el Masters de Madrid el argentino se impuso ante Mijaíl Yuzhny en su debut por 6-1, 3-6 y 6-3, ante el 13° del mundo. En segunda ronda eliminó a Marin Čilić, en una hora y cuatro minutos, por 6-3 y 6-0. Para Delpo fue la séptima victoria consecutiva sobre polvo de ladrillo, una superficie en la que no competía desde Roland Garros 2009. En tercera ronda tenía que enfrentarse ante el n.º 1 del mundo, Rafael Nadal, pero no se presentó debido a una molestia en la cadera. Debido a esta lesión tampoco se presentó al Masters de Roma.
En el Torneo de Roland Garros el tenista venció al croata Ivo Karlović por 6-7 (7), 6-3, 7-5 y 6-4 en la primera ronda. En segunda ronda se enfrentaría con Blaz Kavcic, a quien le ganaría en set corridos por 6-3, 6-2 y 6-4. En tercera ronda chocaría con el n.º 2 del mundo, Novak Djokovic, después que el partido fuera suspendido, cuando estaban 3-6, 6-3, por oscuridad. Del Potro perdió por 3-6, 6-3, 3-6 y 2-6.
El deportista comenzó su gira sobre césped participando en Queen's. En primera ronda derrotó a Denis Istomin por 6-4, 6-2. Por la segunda ronda se enfrentaría con Ígor Kunitsyn, a quien le ganaría por un doble 6-4. En tercera ronda quedaría eliminado por el francés Adrian Mannarino por 6-7(3), 6-7(7).
En el Campeonato de Wimbledon La torre de Tandil sería el cabeza de serie n.º 24. En primera ronda derrotaría al italiano Flavio Cipolla por 6-1, 6-4 y 6-3. Por la segunda ronda se enfrentaría al belga Oliver Rochus y le ganaría en cuatro sets, por 6-7(7), 6-1, 6-0 y 6-4, logrando en este partido un nuevo récord personal de aces —30—. En tercera ronda enfrentó al francés Gilles Simon, a quien le ganaría por 7-6(8), 7-6(5) y 7-5. En cuarta ronda enfrentaría al n.º 1 del mundo, Rafael Nadal, con quien perdería después de casi cuatro horas de juego, por 7-6(6), 3-6, 7-6(4) y 6-4.

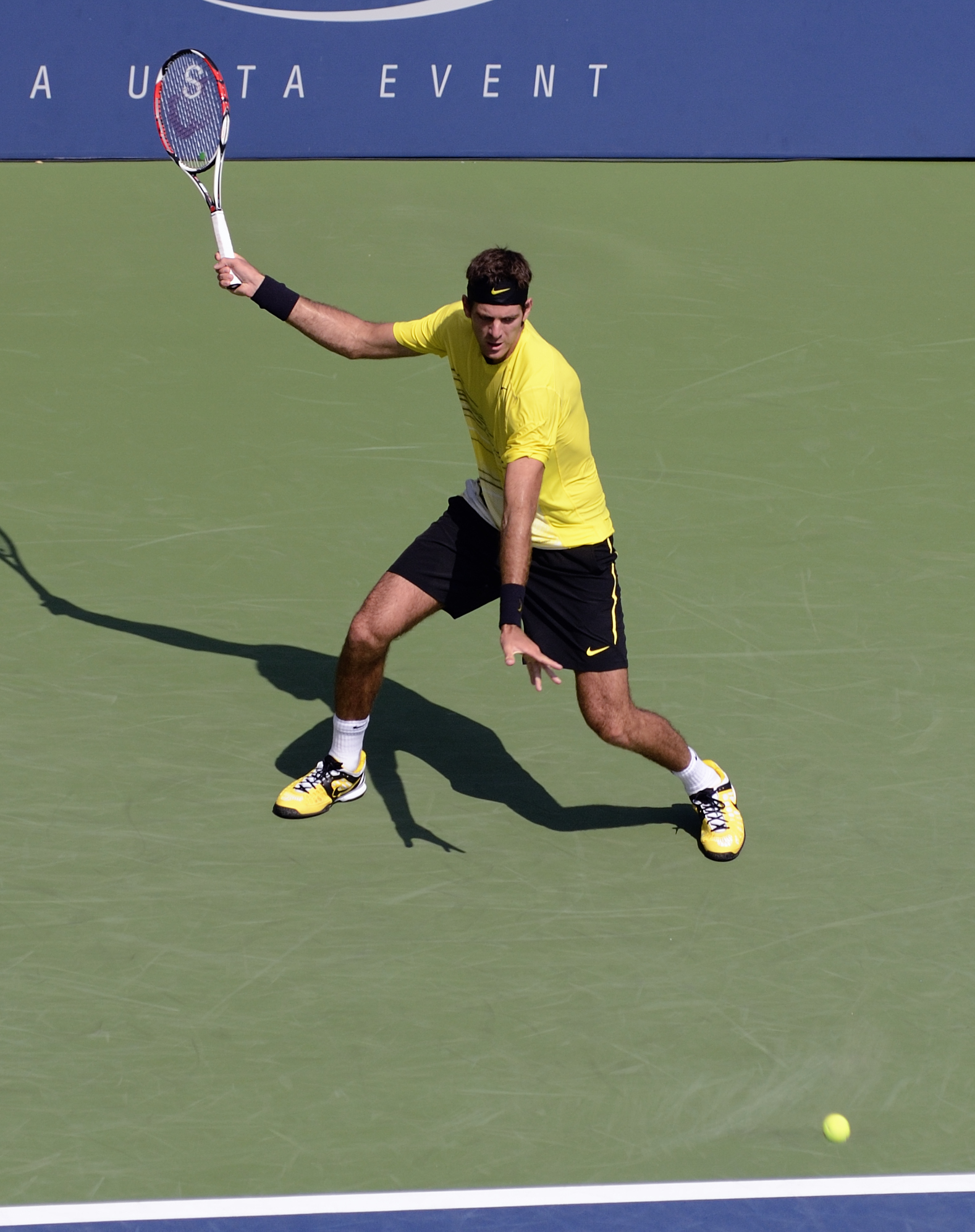
Del Potro en el Abierto de Estados Unidos 2011, donde no jugaba desde su título en 2009.

El jugador volvería a disputar la Copa Davis después de 2 años en el Parque Roca de Buenos Aires. Regresó con éxito tras derrotar en el segundo punto de la serie al kazajo Mijaíl Kukushkin por 6-2, 6-1 y 6-2.
Juan Martín empezó su gira sobre cemento en el Torneo de Los Ángeles como segundo preclasificado. Comienza en segunda ronda con una victoria ante el estadounidense James Blake por 6-4, 7-6(3). Luego perdería en cuartos de final ante Ernests Gulbis por 2-6, 4-6. Participaría en el Masters de Canadá en Montreal como el preclasificado n.º 16. Debutaría en primera ronda con una victoria ante Jarkko Nieminen por 6-4, 6-0. En segunda ronda enfrentaría al croata Marin Čilić, con quien perdería por 6-3, 6-4. Debuta en el Masters de Cincinnati con una victoria ante Andreas Seppi por 4-1 y retiro del italiano. En segunda ronda se enfrentaría al n.º 3 del mundo, Roger Federer, con quien perdería por 3-6, 5-7.
En el Abierto de Estados Unidos, como preclasificado n.º 18, debutó ante el italiano Filippo Volandri con una victoria por 6-3, 6-1, 6-1. En segunda ronda tuvo el compromiso de enfrentar a su compatriota y amigo Diego Junqueira, a quien vence en tres sets por 6-2, 6-1 y 7-5 tras 2.11 horas de partido. Por la tercera ronda enfrentó al francés Gilles Simon, contra quien perdió después de cuatro horas de juego, por 4-6, 7-6(5), 6-2 y 7-6(3).
Disputó las semifinales de la Copa Davis ante Serbia. En su primer punto derrotó a Janko Tipsarević por 7-5, 6-3, 6-4. Argentina pasó a la final tras la victoria del tandilense sobre el n.º 1 del mundo, Novak Djokovic por 7-6(5), 3-0 y retiro del serbio.
En el Torneo de Estocolmo como segundo preclasificado arrancó desde la segunda ronda y perdió ante el estadounidense James Blake por un doble 6-4.
En el Torneo de Viena sería el segundo favorito. Debutó en segunda ronda con una victoria ante el alemán Philipp Petzschner por 6-3, 6-4. En cuartos de final se enfrentó con Tommy Haas ganándole por 6-2, 6-4. En semifinales vence a Kevin Anderson en tres sets por 6-4, 3-6 y 6-4. Juega la final ante el francés Jo-Wilfried Tsonga y pierde por 7-6(5), 3-6, 4-6.
Participó del Torneo de Valencia y debutó como sexto favorito ganándole al ruso Dmitri Tursúnov por 6-4, 6-1. En segunda ronda derrotaría al sudafricano Kevin Anderson por un doble 6-4. En cuartos de final enfrentaría al estadounidense Sam Querrey, a quien le ganaría por 6-2, 7-5. En semifinales perdería por 6-4, 7-6(4) contra el español Marcel Granollers.
Se bajó del Masters de París por precaución y así terminó su temporada de regreso al circuito ATP en el puesto n.º  11 del ranking y siendo nombrado Regreso del Año por la ATP tras empezar la temporada en el puesto n.º 484.

### 2012: Regreso al Top 10 y primera medalla olímpica
Juan Martín Del Potro empezaría el año como n.º 11 del mundo. Del Potro comenzó la temporada jugando la Nokia Summer Cup, torneo de exhibición en Punta del Este, Uruguay, junto con Fernando González, Gastón Gaudio y Gustavo Kuerten. El primer partido lo jugó ante Guga Kuerten y lo venció por 6-2 y 7-5. En la final enfrentó a Feña y lo derrotó por 6-3 y 6-4, quedándose con el título. El 6 de enero el tandilense hizo pública su decisión de no participar de la primera ronda de la Copa Davis ante Alemania. "No vamos a jugar la Copa Davis en Alemania. La parte física de Juan es fundamental. Jugar en polvo y al otro día estar compitiendo en cemento es un riesgo altísimo", explicó su entrenador Franco Davín. La baja de Juan Martín generó diversas opiniones en contra y a favor de él, ya que era el mejor tenista argentino posicionado en el ranking ATP.
Comenzó su temporada ATP en Sídney, perdiendo en cuartos ante Marcos Baghdatis por 7-6(7) y 6-4. Jugó el Abierto de Australia como el preclasificado n.º 11. En primera ronda venció a Adrian Mannarino por 2-6, 6-1, 7-5 y 6-4. En las siguientes 3 rondas mostró un gran nivel de tenis al vencer a Blaž Kavčič, Yen-hsun Lu y Philipp Kohlschreiber en sets corridos avanzando por segunda vez a los cuartos de final del Abierto de Australia. En cuartos de final perdió ante el n.º 3, Roger Federer, por 4-6, 3-6, 2-6. Al finalizar el torneo, regresó al Top 10.
En febrero el tenista argentino disputó el ATP 500 de Róterdam en Países Bajos, como tercer cabeza de serie. Comenzó en primera ronda con un triunfo difícil contra Michael Llodra por 6-4, 6-7(3) y 6-4, en las siguientes 2 rondas venció a Karol Beck y Viktor Troicki en sets corridos para avanzar a semifinales. Una vez en semifinales Delpo logró derrotar por un cómodo 6-3 y 6-1 al segundo cabeza de serie Tomáš Berdych alcanzando así su primera final de un torneo de nivel ATP 500 o superior después de regresar de su lesión en la muñeca en 2010. En la final cayó derrotado ante Roger Federer por 1-6, 4-6 en 1 hora y 26 minutos de juego. Luego, el tandilense compitió en el ATP 250 de Marsella como el 4° cabeza de serie. Comenzó venciendo a rivales de peso como el ruso Nikolái Davydenko (este se retiró cuando iban 6-7(6), 6-4 y 0-0) y el quinto preclasificado Richard Gasquet por un sufrido 7-5, 7-6(5). En semifinales La torre de Tandil derrotó al primer cabeza de serie, Jo-Wilfried Tsonga, por 6-4, 6-7(9) y 6-3. En la final venció por un doble 6-4 a Michael Llodra logrando así el décimo título de su carrera. Posteriormente jugó el ATP 500 de Dubái y en cuartos de final venció nuevamente a Jo-Wilfried Tsonga por 7-6(1), 6-2. En semifinales volvió a caer ante Roger Federer, pero con un resultado de 7-6(5), 7-6(6) en dos horas de partido.
Participó del Masters de Indian Wells como 9° cabeza de serie, comenzó venciendo a Marinko Matosevic y Fernando Verdasco en sets corridos y luego en cuarta ronda batió a Denis Istomin por un complicado 7-6(2), 6-7(6) y 6-2. Así llegó a los cuartos de final ante Roger Federer, con quien perdería por cuarta vez en el año por 3-6, 2-6 y además esta derrota lo sacó del Top 10. En el Masters de Miami alcanzó la cuarta ronda, pero no tuvo muchas posibilidades ante David Ferrer y perdió por un doble 6-3.
Comenzó su gira de tierra batida a principios de abril con la Copa Davis en el duelo de cuartos de final contra Croacia en Buenos Aires sobre arcilla. Los argentinos lograron ganar por 4-1 y Del Potro aportó con 2 puntos, ambos en singles, al vencer a Ivo Karlović y Marin Čilić en sets corridos. Siguió su gira de tierra al revalidar el título de Estoril sin ceder un set en el camino. Comenzó desde la segunda ronda al ser primer cabeza de serie venciendo al local Rui Machado por un claro 6-1, 6-0. En cuartos de final venció a Albert Montañés con un doble 6-2. En semifinales eliminó a Stanislas Wawrinka por 7-6(2), 6-4. En la final derrotó a Richard Gasquet por 6-4, 6-2. Tras conseguir el segundo título del año y el undécimo de su carrera, Del Potro dijo lo siguiente:

"Pienso que jugué realmente muy, muy bien hoy. Siento que fue mi mejor partido de la semana, por lo que soy muy afortunado de ganar otro título en Estoril. Jugué realmente agresivo y sentí mucha confianza con mi derecha. Mi confianza creció en cada juego. Jugué mi mejor tenis para vencer a Gasquet. Estoy acercándome a mi mejor forma. He trabajado muy duro en casa —Argentina— y ahora tengo otro torneo importante la próxima semana —Madrid— para mejorar aún más. Si juego tan bien como lo hice hoy los próximos días estaré feliz".

Luego jugó el Masters de Madrid en la polémica arcilla azul. Venció sucesivamente a Florian Mayer, Mijaíl Yuzhny, Marin Čilić y Alexandr Dolgopolov sin ceder sets para avanzar por segunda vez a las semifinales del torneo madrileño como en 2009. En semifinales perdió ante Tomáš Berdych por un doble 6-7, terminando una racha de 10 victorias consecutivas sobre arcilla. El argentino fue sincero, no criticó el polvo de ladrillo azul y aceptó la derrota:

"Perdí porque Berdych jugó mejor, y ése es el único motivo. Berdych juega muy bien, le pega muy fuerte a la pelota y su forma es siempre agresiva. —Le preguntaron sobre el polvo de ladrillo azul— No es momento para pensar en eso, ahora estoy con el sabor amargo de perder. Las condiciones están a simple vista, todo el mundo está viendo que es muy difícil".

En el Masters de Roma el argentino fue el décimo cabeza de serie. En sus partidos se lo vio con molestias en la rodilla. Así fue eliminado en tercera ronda ante Jo-Wilfried Tsonga por 4-6, 1-6.

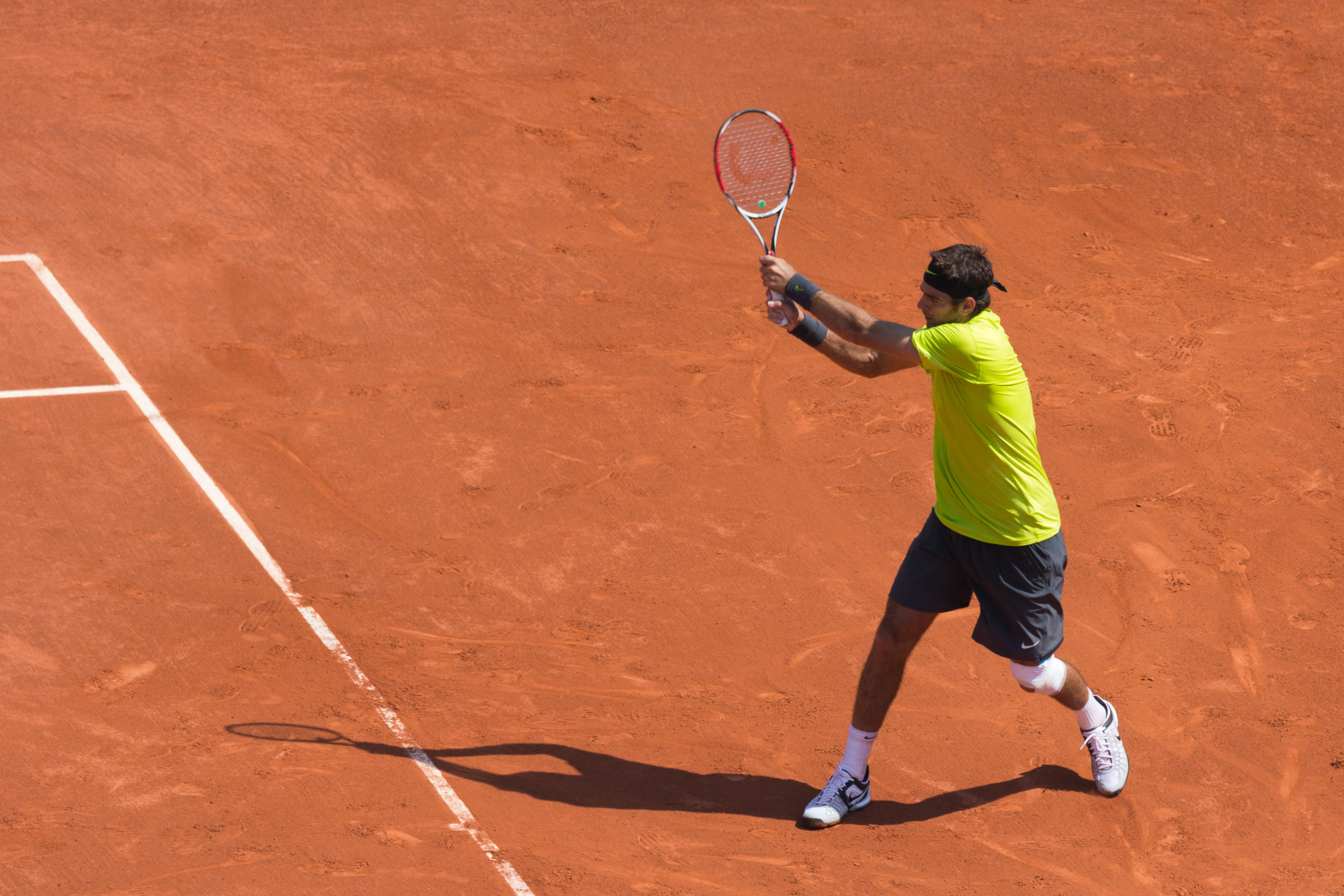
Del Potro en Roland Garros 2012, donde alcanzó los cuartos de final, perdiendo ante Roger Federer en cinco sets.

En el segundo Grand Slam del año: Roland Garros el tandilense fue el noveno preclasificado, venció a Albert Montañés y Édouard Roger-Vasselin en cuatro mangas y en tercera ronda a Marin Čilić en sets corridos. En la cuarta ronda derrotó al séptimo cabeza de serie Tomáš Berdych por 7-6(6), 1-6, 6-3 y 7-5 en 3 horas y 26 minutos. En los cuartos de final perdió ante el número 3 del mundo Roger Federer por 6-3, 7-6(4), 2-6, 0-6 y 3-6 en 3 horas y 14 minutos.
En la temporada de césped decidió no participar del Torneo de Queen's por sus problemas en la rodilla izquierda. El tandilense disputó Wimbledon como el noveno cabeza de serie, gracias a sus actuaciones anteriores en césped. En la primera ronda, venció en cuatro sets al neerlandés Robin Haase. En la segunda ronda, el argentino nuevamente perdió un set contra el japonés Go Soeda, pero subió el nivel en la tercera ronda contra otro japonés, Kei Nishikori, a quien venció en tres sets por 6-3, 7-6 (3), 6-1 igualando su mejor participación en el torneo llegando a cuarta ronda y perdiendo ante el cinco del mundo David Ferrer por 3-6, 2-6, 3-6.
Finalizado los Juegos Olímpicos de Londres 2012 el argentino participó del Masters de Canadá disputado en Toronto como el sexto cabeza de serie, comenzando el US Open Series. Cansado por venir de jugar el Torneo Olímpico en césped perdió en su debut en segunda ronda ante el número 40 del mundo de 33 años Radek Štěpánek por 4-6, 6-7(5). Luego disputó el Masters de Cincinnati como sexto preclasificado por las bajas previas de Rafael Nadal y Jo-Wilfried Tsonga. En segunda ronda venció a Tommy Haas por 7-5, 6-2. En tercera ronda enfrentó a Viktor Troicki con problemas en la muñeca izquierda. A pesar de sus dificultades el medallista olímpico venció al serbio por 7-6(2), 2-6, 6-1. En cuartos de final venció más fácilmente al "Lucky Loser" Jeremy Chardy por 6-1, 6-3. En semifinales volvió a tener problemas en la muñeca y finalmente perdió ante Novak Djokovic por 3-6, 2-6 en una hora y media.

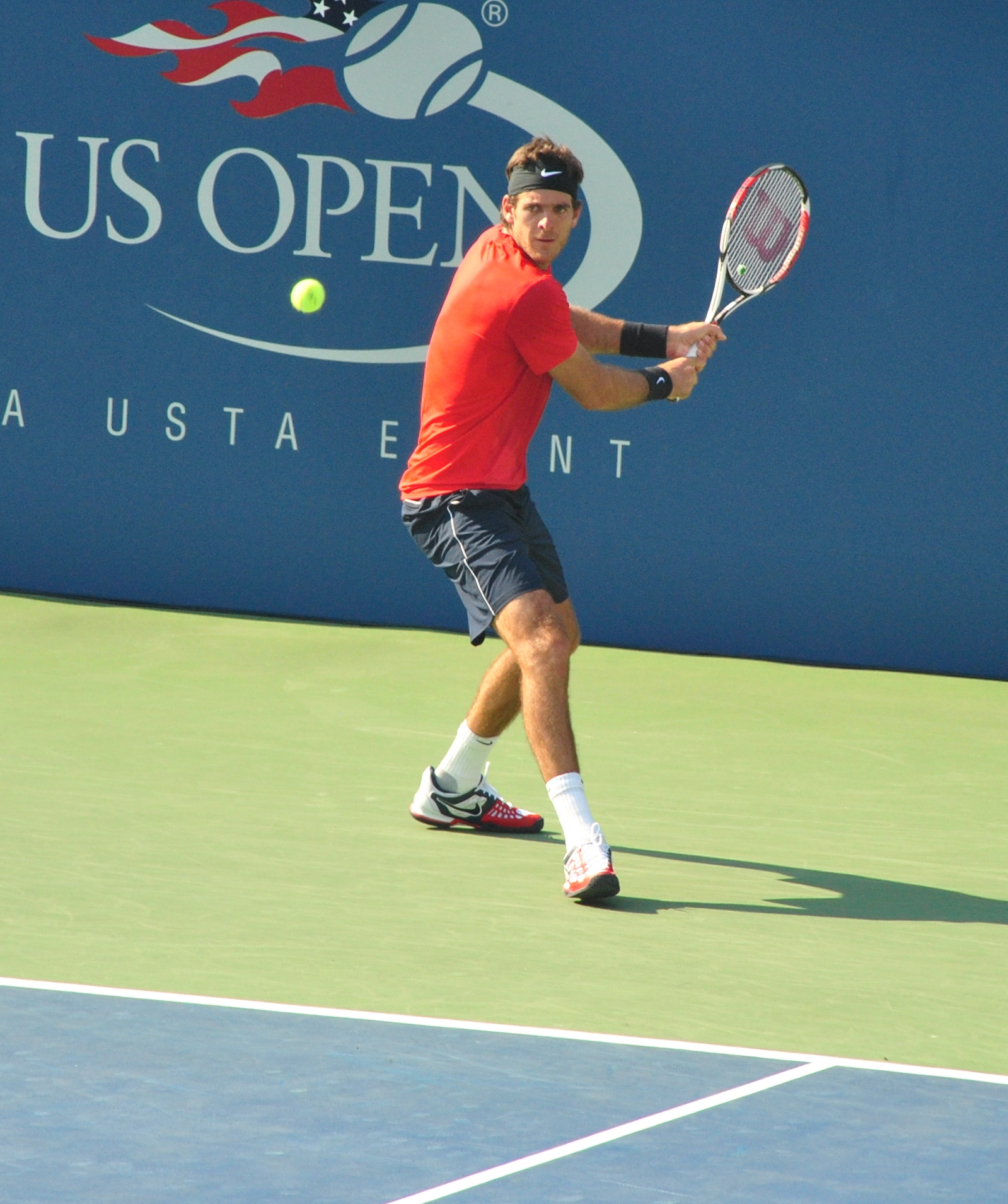
Juan Martín del Potro en el US Open 2012, donde cayó en cuartos de final ante Novak Djokovic.

Tras los rumores de una posible baja por la molestia en su muñeca izquierda el deportista compitió en el US Open como séptimo preclasificado. En su camino a la cuarta ronda y octavos de final el argentino perdió un solo set frente a Ryan Harrison en la segunda ronda. En dicha instancia enfrentó a Andy Roddick en un partido que fue suspendido cuando iban 6-6, 0-1 en el «tiebreak». El partido se reanudó al día siguiente y Del Potro se encargó de "retirar" al estadounidense, quien había anunciado que el certamen neoyorquino iba a ser su último torneo profesional. El argentino lo venció por 6-7(1), 7-6(4), 6-2, 6-4 en 3 horas y 21 minutos, metiéndose entre los ocho mejores del torneo por primera vez desde que ganó el título en 2009. En el duelo de cuartos de final enfrentó a Novak Djokovic. El serbio ganó por 6-2, 7-6(3), 6-4, en poco más de tres horas de juego en un partido feroz.
Luego de varios rumores y de una supuesta baja de Juan Martín por su lesión en la muñeca izquierda disputó la serie entre Argentina y República Checa por la semifinales de la Copa Davis 2012 en el Parque Roca en Buenos Aires sobre tierra batida. En un estadio repleto Del Potro derrotó en casi tres horas de juego a Radek Štěpánek por 6-4, 6-4, 6-2, consiguiendo el primer punto de la serie para el equipo argentino. Finalizado dicho partido advirtió que terminó dolorido de la muñeca. A causa de sus dolores, al día siguiente de su actuación, el medallista olímpico se bajó del cuarto punto en el que debía enfrentar a Tomáš Berdych. Así la baja del entonces n.º 1 argentino fue criticada ya que su reemplazante no pudo ganar el cuarto punto y así la serie terminó a favor de los europeos por 3 a 2. Finalizada su polémica participación en la Davis Del Potro tuvo que estar un mes de baja, perdiéndose la gira asiática, incluido el Torneo de Tokio y el Masters de Shanghái.
Luego de recuperarse de su lesión en la muñeca izquierda volvió a las canchas —no jugó un partido desde el 14 de septiembre— en el ATP 250 de Viena, con el propósito de sumar puntos para clasificar al Masters de Londres —antes de comenzar dicho torneo se ubicaba 7° en la carrera a Londres—. Tras un duro debut de segunda ronda en donde necesitó un poco más de tres horas para lograr una victoria sobre Daniel Brands. Venció a sus otros rivales en sets corridos para acceder por segunda vez consecutiva a la final del torneo austriaco. En la definición del torneo Del Potro logró su tercer título de la temporada, al vencer por 7-5, 6-3 a Grega Zemlja. Esta victoria también posicionó al tandilense como unos de los máximos ganadores de títulos en la historia del tenis argentino, superando a David Nalbandian —11 títulos—, igualando a Martín Jaite con 12 y solo siendo superado por José Luis Clerc y Guillermo Vilas —25 y 62 títulos respectivamente—.
Finalizado el Torneo de Viena disputó el ATP 500 de Basilea siendo el segundo favorito. Comenzó con triunfos cómodos sobre Alejandro Falla y Brian Baker en sets corridos, en cuartos de final superó a Kevin Anderson por 3-6, 7-6(3) y 6-2. En semifinales derrotó a Richard Gasquet por doble 6-2. En la final derrotó, luego de 3 años desde el ATP World Tour Finals 2009, al número 1 del mundo, Roger Federer, en un gran partido, por un marcador de 6-4, 6-7(5) y 7-6(3). Tras ganar en Basilea compitió el Masters de París, pero perdió rápidamente en tercera ronda ante Michael Llodra por 4-6, 3-6.

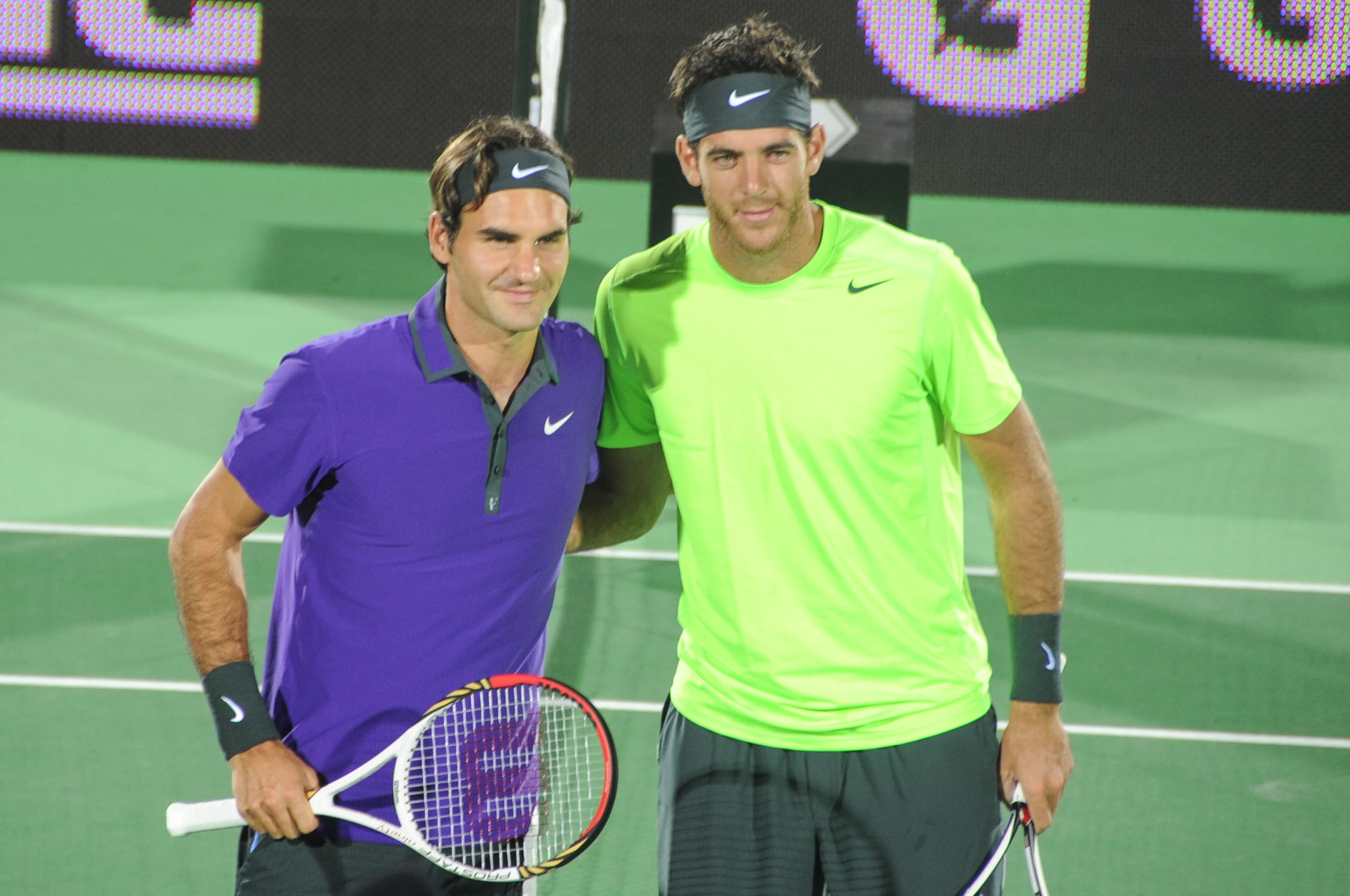
Del Potro jugó un partido ante Roger Federer por el ATP World Tour Finals 2012, el cual ganó, accediendo a semifinales donde perdió ante Novak Djokovic.

Delpo cerró su temporada en el ATP World Tour Finals como el séptimo clasificado. En el Round Robin le tocó enfrentar al argentino a Roger Federer, David Ferrer y Janko Tipsarević. Del Potro perdió ante David Ferrer por 3-6, 6-3, 4-6 en 2 horas y 16 minutos. Luego le ganó cómodamente a Janko Tipsarević por 6-0, 6-4 en solo 1 hora y 16 minutos. En el tercer punto venció a Roger Federer, por segunda vez consecutiva, por 7-6(3), 4-6 y 6-3 en dos horas de partido. Así se clasificó a semifinales en donde perdió ante Novak Djokovic, quien a la postre se coronaría campeón del torneo, por 6-4, 3-6 y 2-6.
Del Potro comenzó su temporada en el ranking n.º 11 y terminó en el séptimo puesto, con un récord de 65-17 y capturando cuatro títulos a lo largo de la temporada.
Rumbo a Londres 2012
Este fue el principal objetivo de Del Potro en el 2012.
Clasificación
Clasificaron los 56 primeros del ranking ATP al 11 de junio de 2012, es decir, tras la disputa de Roland Garros 2012. De este modo el deportista argentino, ese mismo día, se posicionó en el n.º 9 del ranking ATP y se clasificó a los Juegos Olímpicos de Londres 2012. También compitió en el dobles mixto junto a Gisela Dulko. La información se dio a conocer mientras se disputaba el Masters de Montecarlo 2012 por Eduardo Schwank. Como Schwank no clasificaba a ninguna de las dos modalidades —individuales o dobles— se eligió a Juan Martín para acompañar a Dulko en el sueño de conseguir una medalla olímpica.
Competición

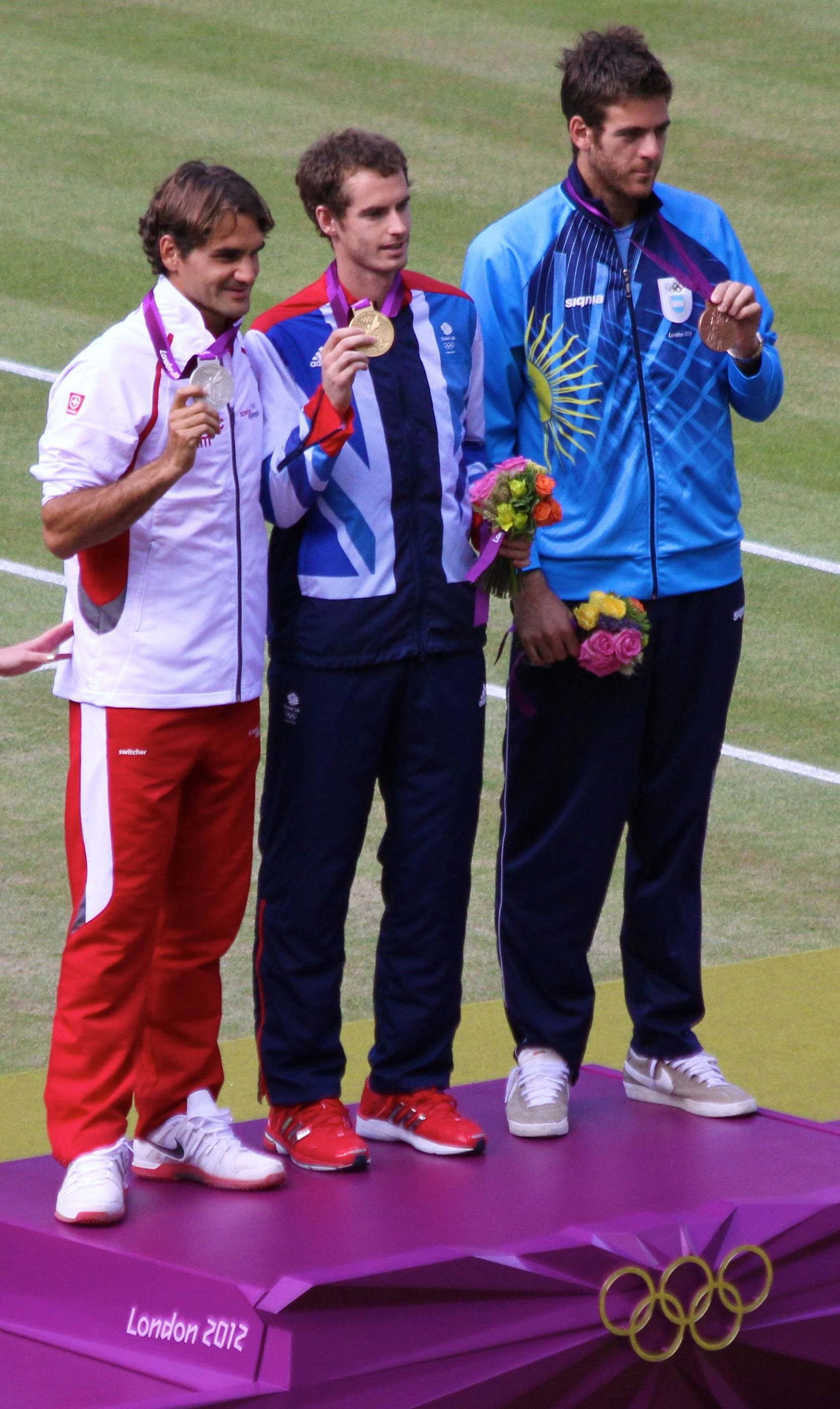
Juan Martín del Potro junto a Andy Murray y Roger Federer en la premiación de los Juegos Olímpicos de Londres, donde consiguió la medalla de bronce tras vencer a Novak Djokovic en sets corridos.

En los individuales empezó derrotando por 6-4 y 6-1 al croata Ivan Dodig. En segunda ronda le tocó enfrentar a Andreas Seppi, saliendo victorioso por 6-3 y 7-6(2). En tercera ronda enfrentó a Gilles Simon, derrotándolo en tres sets por 6-1, 4-6 y 6-3, con mayor dificultad que en los otros encuentros. Por un pasaje a las semifinales chocó con el japonés Kei Nishikori, quien había derrotado en tercera ronda a David Ferrer. El tandilense logró imponerse por 6-4 y 7-6(4). Luego de esta victoria Del Potro se aseguró el puesto 8 del ranking ATP. En semifinales enfrentó a Roger Federer por sexta vez en 2012. El partido se convirtió en un duelo histórico, siendo el partido al mejor de tres sets más largo de la Era Abierta. La victoria fue de Federer por 3-6, 7-6(5) y un tercer set de 19–17 con una duración de 4 horas y 26 minutos (Récord en la Era Abierta), media hora más que el poseedor del récord anterior, un partido entre Milos Raonic y Jo-Wilfried Tsonga que tuvo lugar tres días antes; el set final duro 2 horas y 43 minutos, dejando a Del Potro con la posibilidad de disputar la medalla de bronce. Así fue que en la disputa de la medalla ante el serbio y n.º 3 del mundo Novak Djokovic, Del Potro se convirtió en el primer argentino que logra una medalla en individuales masculinos, al vencerlo por 7-5, 6-4. Esta fue su primera victoria sobre Djokovic, excluyendo una victoria que ocurrió en la Copa Davis 2011 en la que el serbio se retiró después de perder el primer set. También fue la primera medalla para la Argentina en estos Juegos Olímpicos. Finalizado el partido el tenista olímpico declaró:

"Es difícil hablar, es impresionante. Hoy, lloro de felicidad. No sé cómo salí a jugar hoy, no entiendo nada"; "Lo que más contento me pone es que la Argentina tenga una medalla. Antes de venir acá dije que sería histórico ganar una, hoy la tengo conmigo y nadie me la va a sacar. Después de tres años, vuelvo a hacer historia".

Luego, el capitán del Equipo argentino de Copa Davis, Martín Jaite opinó:

"Le ganó a un n.º 1 del mundo, estoy muy emocionado. Para un tenista es muy difícil perder y seguir en un torneo. Se recompuso de la mejor manera, se hizo justicia".

En el Torneo de dobles mixto, junto con su compatriota Gisela Dulko, debutó con una victoria por 6-3, 7-5 ante la pareja rusa conformada por Yelena Vesniná y Mijaíl Yuzhny en primera ronda. Menos de dos horas después de haber completado el maratón de partido que sostuvo contra Federer, jugó los cuartos de final de dobles mixto, perdiendo ante los terceros preclasificados, Lisa Raymond y Mike Bryan por 6-2, 7-5, por lo que recibió un diploma olímpico.

### 2013: Regreso al Top 5 y semifinal en Wimbledon
En el Abierto de Australia el tandilense fue el cabeza de serie n.º 6. En primera ronda venció a Adrian Mannarino por 6-1, 6-2, 6-2. En segunda ronda venció a Benjamin Becker por 6-2, 6-4, 6-2. En tercera ronda caería sorpresivamente en un gran partido ante Jeremy Chardy por 3-6, 3-6, 7-6(3), 6-3 y 3-6.
En el ATP 500 de Róterdam el jugador argentino fue el segundo cabeza de serie. En primera ronda derrotó a Gael Monfils por 6-3, 6-4. En segunda ronda venció a Ernests Gulbis por 7-6(5), 6-3. En cuartos de final derrotó a Jarkko Nieminen por 6-3, 6-4. En semifinales venció a Grigor Dimitrov por 6-4, 6-4, alcanzando así por segunda vez consecutiva llegar a la final de este torneo. En la versión del 2013 se le dio el título derrotando a Julien Benneteau por 7-6(2), 6-3. El tandilense terminó así el torneo sin perder ningún set y alcanzó su primer título del año y el 14° en su carrera.
En el Torneo de Marsella el argentino era el defensor del título y segundo cabeza de serie. En segunda ronda derrotó a Michaël Llodra en un duro partido por 3-6, 7-6(4) y 7-5 salvando un punto de partido. El tandilense mostró dolores en su muñeca izquierda en el tercer set. En cuartos de final perdió con Gilles Simon por 4-6, 3-6, en un partido donde utilizó el revés con slice debido al dolor en su muñeca.
En el ATP 500 de Dubái el tandilense sería el 4° favorito. En primera ronda venció al chipriota Marcos Baghdatis por 4-6, 6-4 y 7-6(4) salvando tres puntos de partido. En segunda ronda derrotó a Somdev Devvarman por 6-4, 6-4. En cuartos de final venció a Daniel Brands por 6-2, 6-4. Pero en semifinales cayó ante el n.º 1 del mundo, Novak Djokovic, por 3-6, 6-7(4).

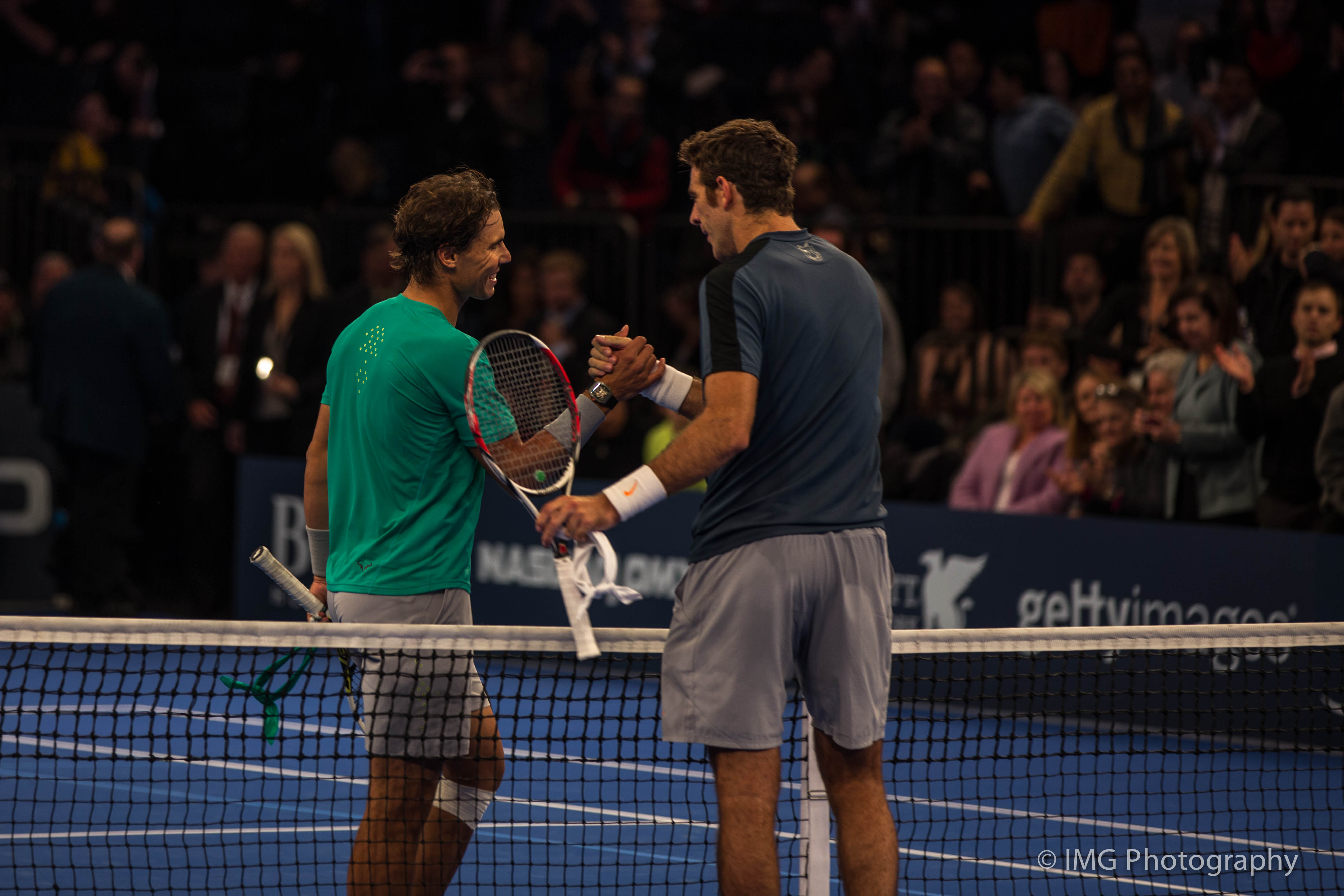
Del Potro jugó la final del Masters de Indian Wells 2013 contra Rafael Nadal (quien venía regresando de una lesión), la cual perdió en 3 sets.

En el Masters de Indian Wells el argentino sería el cabeza de serie n.º 7. En segunda ronda venció a Nikolái Davydenko por 6-3, 6-4. En tercera ronda venció a Björn Phau por 6-2, 7-5. En cuarta ronda derrotó fácilmente a Tommy Haas por 6-1, 6-2. En cuartos de final derrotó al n.º 3 del mundo Andy Murray por 6-7(5), 6-3 y 6-1 en 2 horas y 32 minutos venciendo al británico por segunda vez en 6 partidos. En semifinales venció al n.º 1 del mundo, Novak Djokovic, por 4-6, 6-4 y 6-4 en 2 horas y 50 minutos poniéndole fin a la racha de 22 victorias del serbio. Así llegó por segunda vez a una final de ATP Masters 1000. Ya en la final cayó derrotado en un gran partido ante Rafael Nadal por 6-4, 3-6 y 4-6 en 2 horas y 23 minutos.
Luego del partido el tandilense dijo lo siguiente:

"Felicitaciones a Rafa. Merece el fantástico regreso que está teniendo y mereció ganar la final y el torneo".

También habló de su gran torneo:

"Agradezco a los espectadores, me ayudaron mucho en los partidos ante (Andy) Murray y (Novak) Djokovic y los sentí muy fuerte y me apoyaron siempre".

"Este torneo es increíble, nos tratan muy bien a los jugadores, gracias a los organizadores, estamos muy cómodos acá y muy feliz de haber llegado a la final".

En el Masters de Miami el tandilense sería el quinto cabeza de serie. Luego de un gran Masters de Indian Wells, perdió sorpresivamente en segunda ronda ante Tobias Kamke por 6-7(5), 1-6.
Comenzó su temporada de tierra batida en el Masters de Montecarlo, en donde el argentino sería el quinto preclasificado. En segunda ronda venció con dificultades a Alexandr Dolgopolov por 1-6, 6-4 y 6-3, tras 25 días sin jugar. En tercera ronda el argentino fue derrotado por Jarkko Nieminen por 4-6, 6-4 y 6-7(4). Delpo volvió a quedar eliminado tempranamente tras el Masters de Miami.
A pesar de que el tandilense estaba anotado para defender su bicampeonato en el Torneo de Oeiras, la semana previa al torneo le agarró un virus que no le permitió disputar dicho torneo.

"Es una lástima no poder tener la oportunidad de defender el título. La pasé muy bien cuando fui a Estoril, el personal del torneo es de los más amables del circuito y te hacen sentir como en tu casa. Sin embargo, debo priorizar mi salud y escuchar el consejo del médico".

Como consecuencia de su baja, la organización del torneo le envió un Wild Card a David Ferrer, el tenista español aceptó la invitación.
Esta lesión tampoco le permitió jugar el Masters de Madrid.

"Juan Martín del Potro no podrá disputar el Mutua Madrid Open, torneo que comenzará este lunes en la Caja Mágica de la capital española, donde el tandilense fue semifinalista en 2012".

"Del Potro sufrió un cuadro de broncoespasmo secundario a la virosis contraída la semana pasada al regresar de Montecarlo, por lo que su médico personal recomendó reposo deportivo y tratamiento. La virosis había obligado a cancelar su participación en el Portugal Open de Oeiras, ex Estoril, donde Juan Martín debía presentarse como actual bicampeón".

En el Masters de Roma el argentino sería el séptimo cabeza de serie. Regresó al circuito tras casi 1 mes sin actividad. En segunda ronda venció de gran manera a Andréi Kuznetsov por 6-2, 6-2. En tercera ronda el argentino fue derrotado por Benoît Paire por 4-6, 6-7(3). En un partido donde el tandilense le jugó al revés del francés que fue su arma letal.
El tandilense también disputó el torneo de dobles junto al chipriota Marcos Baghdatis. En primera ronda perdieron ante los italianos Paolo Lorenzi y Potito Starace por 3-6, 6-2 y 8-10 en el super tie-break.
El argentino volvió a Buenos Aires para recuperarse físicamente para Roland Garros 2013, pero el lapso de tiempo no alcanzó y debió bajarse de dicho torneo.

"Ahora debo superar este momento, recuperarme por completo y volver a prepararme para rendir al cien por cien en los próximos compromisos".

"Estoy triste por perderme un torneo tan importante. Es un golpe duro, son los torneos que uno sueña ganar".

El argentino a través de su cuenta de Facebook agradeció a la gente por sus mensajes.

Hola a todos, antes que nada les agradezco, como siempre, los mensajes de apoyo, que me acompañan en este momento, así como mi familia y amigos, que siempre están ahí. Estoy triste por no poder participar en Roland Garros y también por no haber podido hacer la gira como quería debido a mis problemas de salud. Roland Garros es uno de los torneos más importantes del año y no me gusta perdérmelo. No estoy en la mejor forma física que se necesita para un torneo así. Voy a seguir trabajando para estar en la mejor manera porque nadie más que yo quiere volver con fuerzas. De nuevo, muchas gracias!!

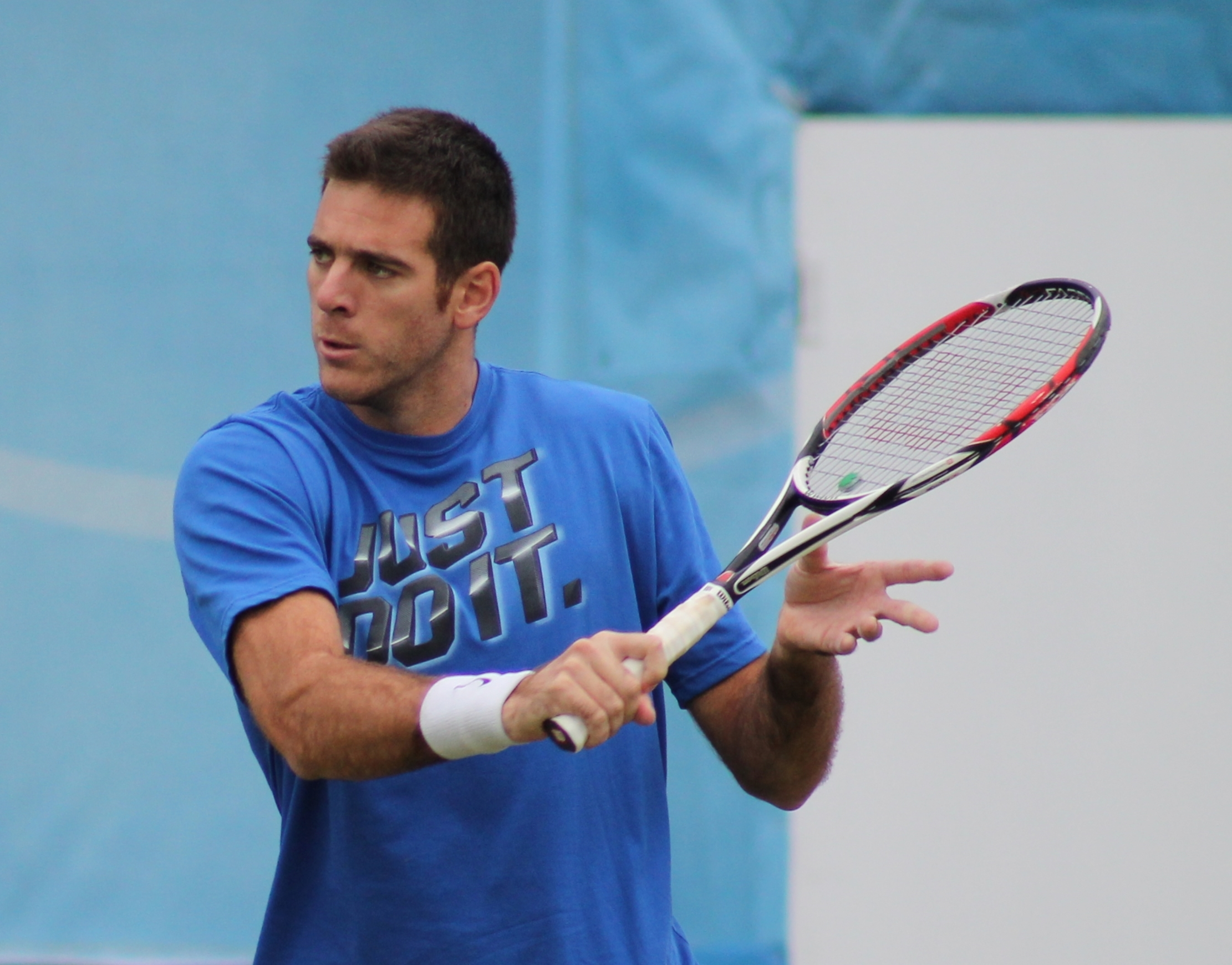
Del Potro durante el Torneo de Queen's Club 2013.

En el Torneo de Queen's Club el argentino sería el tercer cabeza de serie y regresaría al circuito tras tres semanas. En segunda ronda venció a Xavier Malisse por 7-6(3), 1-6 y 7-5. En tercera ronda venció a Daniel Evans por 6-0, 6-3. En cuartos de final perdió en un partido irregular ante el ex n.º 1 Lleyton Hewitt por 2-6, 6-2 y 2-6.
El tandilense también disputó el torneo de dobles junto al croata Marin Čilić. En primera ronda vencieron a Pablo Andújar y Feliciano López por 6-2, 6-4. En segunda ronda vencieron a los segundos cabezas de serie Robert Lindstedt y Daniel Néstor por 6-3, 6-7(5-7) y 10-6 en el super tie-break. En cuartos de final perdieron ante los quintos cabeza de serie, Julien Benneteau y Nenad Zimonjić por 7-5, 5-7 y 8-10 en el super tie-break.
En Wimbledon el tandilense sería el octavo cabeza de serie. En primera ronda derrotó a Albert Ramos por 6-2, 7-5 y 6-1. En segunda ronda venció a Jesse Levine por 6-2, 7-6(7) y 6-3. En tercera ronda venció a Grega Zemlja por 7-5, 7-6(3) y 6-0. En ese partido el tandilense sufrió una dolorosa caída que lo obligó a jugar con vendaje por el resto del torneo. En cuarta ronda derrotó a Andreas Seppi por 6-4, 7-6(2) y 6-3, llegando así por primera vez a cuartos de final. En cuartos de final jugó contra David Ferrer, el cuarto preclasificado, pero lo derrotó fácilmente por 6-2, 6-4 y 7-6(5) clasificándose por primera vez a las semifinales en La Catedral y su primera semifinal de Grand Slam desde el US Open 2009 y sin perder un set. En este partido también sufrió una dura caída. En semifinales se enfrentó a Novak Djokovic, el máximo favorito, y cayó por 5-7, 6-4, 6-7(2), 7-6(6) y 3-6, en 4 horas y 43 minutos de juego. El tandilense habló luego del gran partido.

"Fue una gran batalla. Lo que viví ahí adentro fue espectacular", "Me costó venir a la conferencia. No podía. Perder así es duro". "Es importante saber que otra vez puedo darle pelea a los mejores".

"Pienso que jugué mejor (que en el US Open), pero es otra superficie, otro oponente. Nole corre en césped como en polvo de ladrillo o en cancha dura. Debía tirar muchos tiros helados en cada punto y siempre volvía la pelota".

"¿Crees que Djokovic podrá recuperarse para la final?", le preguntaron al argentino. "Primero espero recuperarme yo", respondió entre risas".

"Realmente disfruté el partido. Fue un partido dramático. Jugué puntos increíbles y el público disfrutó. Para mí eso fue fantástico. Será un partido que se recordará en los próximos años".

"Si sigo jugando así contra Novak, Rafa (Nadal) y los otros chicos, será muy interesante para mí. Vendrán buenas batallas y estaré listo para ellas".
"Es muy importante saber que puedo ser peligroso y darle pelea a los mejores del mundo".

"Voy con la mejor motivación del mundo. Esto, más allá de la derrota, me motiva mucho para seguir entrenando. Me motiva saber que estoy otra vez en competencia. Fue mi mejor Wimbledon y jugué mis mejores partidos en lo que va del año junto a otros torneos".

En el Torneo de Washington el tandilense recibió una invitación y sería así el primer favorito del torneo. En segunda ronda derrotó a Ryan Harrison por 6-1, 7-5. En tercera ronda venció al australiano Bernard Tomic por 6-3, 6-3. En cuartos de final derrotó al gigante Kevin Anderson por 7-6(0), 6-3. En semifinales derrotó en un mal partido al alemán Tommy Haas por 7-6(4), 6-3. En la final derrotó al gigante estadounidense John Isner por 3-6, 6-1 y 6-2, logrando así su tercer título en el Torneo de Washington. Este fue el 2° título en el año y el 15° en su carrera.
El tandilense disputó Masters de Canadá que se jugó este año en Montreal, en donde sería el sexto preclasificado. En segunda ronda derrotó a Ivan Dodig por 6-4, 4-6 y 7-5, en un partido donde sintió dolores en su espalda. En tercera ronda perdió ante Milos Raonic por 5-7, 4-6, en un partido polémico.
En el Masters de Cincinnati el tandilense sería el séptimo preclasificado. En segunda ronda derrotó a Nikolai Davydenko por 7-5, 7-5. En tercera ronda derrotó a Feliciano López por 6-4, 1-6 y 6-4. En cuartos de final venció al ruso Dmitry Tursunov por 6-4, 3-6, 6-1. En semifinales cayó ante John Isner por 7-6(5), 6-7(9) y 3-6 en 2 horas y 48 minutos, en un partido donde tuvo punto de partido en el 5-3 del segundo set, pero lo desperdició con una doble falta.
En el US Open el tandilense sería el sexto cabeza de serie. En primera ronda venció a Guillermo García-López por 6-3, 6-7(5), 6-4 y 7-6(7), en un partido en el que subió 29 veces a la red y ganó 26 puntos. En segunda ronda se enfrentó al ex n.º 1, Lleyton Hewitt, quien venció al tandilense en 5 sets por 4-6, 7-5, 6-3, 6-7(2) y 1-6.
En el ATP 500 de Tokio el tandilense recibió una invitación y sería así el primer favorito del torneo. En primera ronda venció a Marcos Baghdatis por 4-6, 6-4 y 6-3. En segunda ronda derrotó a su compatriota Carlos Berlocq por 6-2, 6-2. En cuartos de final venció a Alexandr Dolgopolov por 4-6, 6-4 y 6-2. En semifinales venció al español Nicolás Almagro por 7-6(7), 7-6(1). En la final venció a Milos Raonic por 7-6(5), 7-5, en un partido en el que conectó muchos aces. Este fue el 3° título en el año y el 16° en su carrera.
En el Masters de Shanghái el argentino fue el 6° preclasificado. En segunda ronda venció a Philipp Kohlschreiber por 3-6, 6-3 y 7-6(4), pero antes de salir a la cancha el tandilense tuvo síntomas de fiebre. En tercera ronda venció a Tommy Haas por walkover, ya que el alemán no se presentó. En cuartos de final derrotó por segunda vez consecutiva al español Nicolás Almagro por 6-3, 6-3. En semifinales derrotó al n.º 1, Rafael Nadal, por 6-2, 6-4 en 1 hora y 46 minutos (venció al balear por primera vez desde las semifinales del US Open 2009), en un gran partido del tandilense. En la final cayó ante el serbio Novak Djokovic por 1-6, 6-3 y 6-7(3) en 2 horas y 32 minutos. Luego de su título el tandilense dijo lo siguiente:

"Otro muy buen partido y otra vez ha caído de su lado", resumió Del Potro. "En el desempate, que es donde puede pasar cualquier cosa, él jugó muy bien. Yo no cometí ni un error casi pero cuando te ganan de esa manera te queda mucha 'bronca'. Al final hay que reconocer la gran virtud de él. Lo importante es que otra vez estuve muy cerca, que me siento mejorando, enfrentándome a los mejores del mundo y que me gusta hacerles buenos partidos a los que están por arriba".

"No empecé sacando muy bien y mis golpes no hacían daño, y él tenía para todo una respuesta. Pero era una final y no me iba a entregar fácilmente. Encontré una rotura rápida en el segundo y comencé a mandar mucho más yo y a poder jugar esos tiros impresionantes que a veces me salen, y que a la gente le gusta porque van con mucha energía y hasta el final lo pude hacer. El partido se emparejó entonces mucho".

En el Torneo de Basilea el tandilense fue el primer favorito. En primera ronda derrotó a Henri Laaksonen por 6-4, 6-4. En segunda ronda venció a Marcos Baghdatis por 6-1, 6-2. En cuartos de final venció a Paul-Henri Mathieu por 6-4, 6-4. En semifinales venció a Edouard Roger-Vasselin por 6-4, 4-6 y 6-2. En la final se enfrentó al local, el suizo Roger Federer, al igual que el año pasado, y lo derrotó nuevamente por 7-6(3), 2-6 y 6-4. Fue el 17° título de su carrera, el 2° seguido en Basilea y el 4° de la temporada. Luego del partido Del Potro declaró lo siguiente:

"El ranking es importante, pero tampoco me vuelve loco".

"Creo que tengo que destacar que este año por primera vez le pude ganar a todos los de arriba y llegué a varias finales, después de varios años y que lo importante es que mi juego ha mejorado. Sé que haciendo las cosas bien voy a tener más oportunidades de seguir creciendo y de jugar contra los mejores del mundo. Y uno tiene que estar preparado para eso, para tener las chances de poder ganarles".

Habló sobre Roger Federer:

"Perdón por ganarte acá". "Haces historia en cada torneo que juegas. Estoy orgulloso de haber jugado al mismo tiempo que tú".

En el Masters de París el argentino fue el 4° favorito. En segunda ronda derrotó a Marin Čilić por 6-4, 7-6(3). En tercera ronda venció a Grigor Dimitrov por 3-6, 6-3 y 6-4. En cuartos de final se enfrentó por segunda semana consecutiva a Roger Federer pero esta vez cayó por 3-6, 6-4 y 3-6.
En el ATP World Tour Finals Delpo fue el cuarto preclasificado y compartió grupo junto con Novak Djokovic, Roger Federer y Richard Gasquet. En el primer partido el tandilense sufrió para ganarle a Richard Gasquet por 6-7(4), 6-3 y 7-5 en 2 horas y 23 minutos. En el segundo partido perdió ante el serbio Novak Djokovic por 3-6, 6-3 y 3-6 en 1 hora y 54 minutos. En el tercer partido se jugaba su clasificación ante el suizo Roger Federer pero no lo consiguió y perdió por 6-4, 6-7(2) y 5-7 en 2 horas y 26 minutos. Luego del partido Delpo analizó que debe mejorar para la próxima temporada:

"Tengo pocas raquetas y uso siempre la misma. Para el año que viene ya voy a tener más.No puedo romper ninguna, aunque ahora lo desearía...".

"Quizás tengo que ser más fuerte física y mentalmente. Voy a trabajar duro esos aspectos".

Juan Martín del Potro finalizó su temporada como n.º 5 del mundo tras haber empezado como n.º 7 y con un récord de 51-16, ganando cuatro títulos en general y U$4 294 039 en premios.

### 2014-2015: Segunda y tercera operación en la muñeca

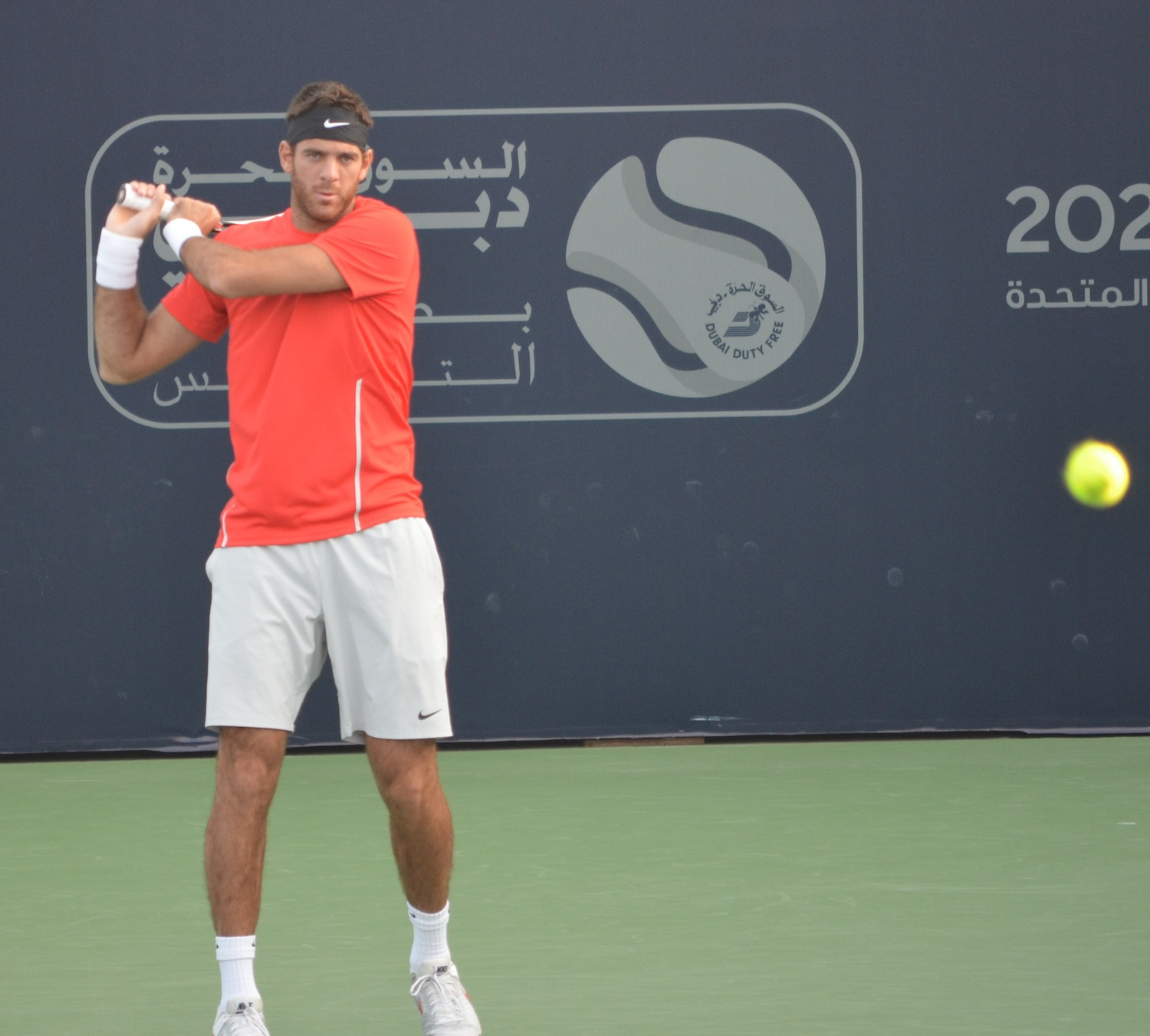
Juan Martin del Potro entrenando durante el Torneo de Dubái 2014.

Del Potro comenzó su temporada ATP World Tour 2014 en el Torneo de Sídney, como el máximo favorito, venció a Nicolas Mahut, Radek Štěpánek, y Dmitri Tursúnov en su camino al título; en la final derrotó al campeón defensor Bernard Tomic en solo 53 minutos por un aplastante 6-3, 6-1 ganando el título. Este sería su quinto título como principal cabeza de serie. Cuando se le preguntó si jugaría para Argentina en la Copa Davis, del Potro se negó, argumentando problemas con la prensa y el equipo, y su decisión de dar prioridad a su carrera personal. Luego de esto, fue muy criticado. Ya en el Abierto de Australia, ganó su primer partido contra Rhyne Williams, pero perdió frente a Roberto Bautista en la segunda ronda en cinco mangas, después de haber ido arriba dos sets a uno. A pesar de su derrota en la segunda ronda, del Potro volvió a ser el 4° ya que David Ferrer solo logró los cuartos de final y por lo tanto perdió 360 puntos, mientras que del Potro perdió solo 45 puntos. Luego de esto, requirió tratamiento para su muñeca izquierda, que le ha estado dando problemas desde 2012.
En febrero, disputó el ATP 500 de Róterdam donde venció al francés Gaël Monfils y Paul-Henri Mathieu en sets corridos, pero en cuartos de final cayó ante el letón Ernests Gulbis por 6-3 y 6-4. Después disputó el Torneo de Dubái, donde se enfrentó a Somdev Devvarman en la primera ronda y después de perder el primer set se retiró debido a su lesión en la muñeca. Esa lesión lo llevó a renunciar posteriormente a los dos primeros Masters 1000 del año en Indian Wells y Miami, lo que significó que Del Potro cayera al octavo lugar del ranking. El 23 de marzo, anunció en una conferencia de prensa que iba a someterse a una cirugía para solucionar el problema en la muñeca izquierda, perdiéndose el resto de la temporada 2014.
Debido a esta larga ausencia desde febrero en el circuito lo hace caer varios puestos en el ranking ATP. El 27 de octubre, perdiendo 35 puestos y cayendo al lugar 64 del mundo. El 7 de noviembre, salió del top 100 y terminó el año en el puesto 138 tras haber empezado como n.º 5.
Regresó al circuito ATP después de diez meses de ausencia, y en el puesto 338° del mundo en el Torneo de Sídney 2015 mediante un Will Card, torneo en el cual es campeón defensor (No jugaba un torneo ATP desde febrero de 2014). En la primera ronda derrotó al ucraniano Sergui Stajovski por 6-3, 7-6(4) y luego vence al principal cabeza de serie, Fabio Fognini, 18° del mundo por 4-6, 6-2 y 6-2. Perdió en los cuartos de final contra el kazajo Mijaíl Kukushkin en doble muerte súbita. Cuando estaba programado para debutar en el Abierto de Australia contra Jerzy Janowicz en primera ronda, decidió renunciar el día anterior debido a un dolor en la muñeca que sintió durante un entrenamiento, para preservar sus posibilidades de jugar el resto de la temporada en buenas condiciones, con la esperanza de hacer un rápido retorno.
Reapareció en el Masters de Miami en marzo de 2015, regresando con Ranking Protegido (PR) donde perdió en primera ronda contra Vasek Pospisil por 6-4, 7-6(7). Estaba preparando su regreso a la tierra batida la cual no disputaba desde 2013, pero al final no disputó ningún torneo sobre arcilla ni tampoco Roland Garros ni tampoco volvió a jugar durante todo el año, ya que se sometió a una nueva operación en la muñeca derecha el 15 de junio de 2015.
Debido a la ausencia de partidos, Juan Martín del Potro finalizó 2015 en el puesto número 590 del ranking ATP.

### 2016: Regreso al tenis, segunda medalla olímpica y campeón de la Copa Davis
El 3 de febrero de 2016, Juan Martín del Potro anunció su regreso a las pistas de tenis después de una larga temporada de recuperación de su lesión. El primer torneo que disputaría sería el ATP 250 de Delray Beach en Estados Unidos, gracias a una invitación de la organización, ya que para la fecha de comienzo del torneo su ranking se había desmoronado hasta la posición n.º 1042 del mundo. Tras 11 meses sin competir, Del Potro se estrenó con una victoria ante Denis Kudla, n.º 59 del mundo en ese momento, por 6-1 y 6-4. Tras vencer en segunda ronda a John-Patrick Smith por un doble 6-4, en cuartos de final se enfrentó al n.º 30 del ranking mundial, Jérémy Chardy, a quien se impuso por 6-2 y 6-3, lo que permitió a Del Potro avanzar a semifinales por primera vez desde 2014; ahí perdió ante el eventual campeón Sam Querrey por un ajustado doble 7-5. Se terminaba así su andadura en el primer torneo tras su regreso, habiendo cedido tan solo dos sets, en las semifinales. Los puntos obtenidos le permitieron recuperar 622 posiciones en el ranking, hasta situarse el n.º 420 del mundo. El siguiente campeonato al que acudió del Potro fue el Masters de Indian Wells, gracias a una nueva Wild Card. Allí, venció a Tim Smyczek en primera ronda por 6-4, 6-0 y luego fue derrotado por 7-6, 6-2 en segunda ronda por Tomáš Berdych. Luego jugó en Miami ahora con Ranking Protegido (PR) comenzó desde la primera ronda venciendo a su compatriota Guido Pella ganando por 6-0 y 7-6(4), en segunda ronda debía enfrentarse a Roger Federer pero este último se bajó a última hora del torneo y lo reemplazó Horacio Zeballos que dio la sorpresa venciendo por doble 6-4 a la torre de tandil.
Comenzó la gira de tierra batida europea con el ATP 250 de Múnich gracias a un Will Card siendo este su primer torneo sobre tierra batida desde 2013, llegó a cuartos de final tras eliminar a los locales Dustin Brown y Jan-Lennard Struff, en cuartos se enfrentó al cuarto cabeza de serie Philipp Kohlschreiber, perdiendo por 6-4 y 6-1 contra el eventual campeón. Después jugó el Masters de Madrid con Ranking Protegido eliminó a Dominic Thiem por 7-6(5) y 6-3, futuro semifinalista de Roland Garros 2016. En segunda ronda sería eliminado por el estadounidense Jack Sock en la segunda ronda por 6-4, 7-6(2). Tras esto anuncia su baja para Roland Garros queriendo conservarse para la temporada de césped.
Comenzó la gira sobre césped en Stuttgart con un Will Card su primer torneo sobre césped desde Wimbledon 2013, eliminó a Grigor Dimitrov, John Millman y Gilles Simon antes de perder en las semifinales de nuevo contra Kohlschreiber en sets corridos. Luego participó en el tercer Grand Slam del año en Wimbledon, como el 165 del mundo volviendo a jugar un Grand Slam desde el Abierto de Australia 2014. Vence fácilmente en la primera ronda a Stéphane Robert en tres sets, ya en la segunda ronda se enfrentó al 5 del mundo Stanislas Wawrinka, dando un batacazo y eliminándolo en cuatro sets por 3-6, 6-3, 7-6(2) y 6-3. A pesar de esta victoria sobre un top 10, perdió la siguiente ronda contra el francés Lucas Pouille por 6-7(4), 7-6(8), 7-5 y 6-1.

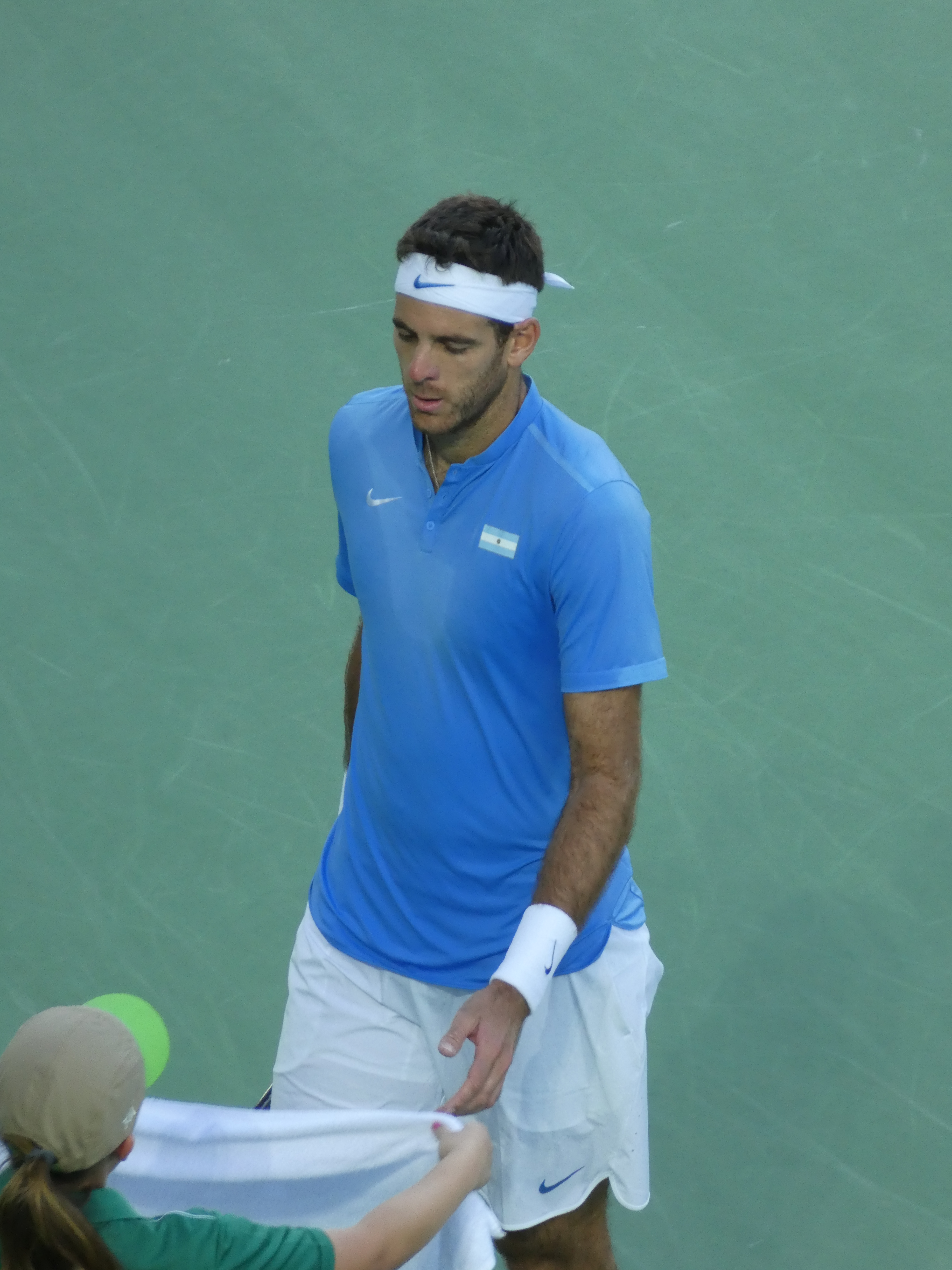
Del Potro durante los Juegos Olímpicos de Río 2016 en el cual llegó a la final en singles perdiendo ante Andy Murray en 4 sets, previamente venía de vencer a Novak Djokovic (1.ª ronda) y Rafael Nadal (semifinales).

En agosto disputó los Juegos Olímpicos de Río de Janeiro 2016, logró repetir la hazaña de hace cuatro años, venciendo en la primera ronda al n.º 1 del mundo Novak Djokovic, después de un partido intenso y de gran calidad de tenis de 2 horas y 27 minutos de juego por doble 7-6. Revela que esta victoria es uno de los mejores partidos de su carrera y que es más importante que la de Londres. Siendo una gran victoria para él ya que se encontraba en el puesto 145 y regresaba de una lesión grave. Posteriormente, venció en los dos siguientes juegos a João Sousa y Taro Daniel ganando en tres sets, pero perdiendo intensidad en el intercambio y mostrando signos de fatiga. En los cuartos de final, se enfrenta a Roberto Bautista que lo derrotó en el Abierto de Australia 2014, pero se toma revancha y le gana por 7-5 y 7-6(4) para llegar a semifinales. Se enfrenta al 5 del mundo y medallista de oro en singles en 2008 y dobles en 2016, el español Rafael Nadal, en un partido durísimo y con un final de suspenso el argentino venció por 5-7, 6-4 y 7-6(5) en más de 3 horas de lucha garantizándose una medalla. Se clasifica para la final donde juega por el título olímpico contra el n.º 2 del mundo y reciente campeón de Wimbledon, Andy Murray. En otro partidazo de más de cuatro horas de juego en una final elevada donde hizo sudar al británico a pesar de la fatiga pierde de manera heroica por 5-7, 6-4, 2-6 y 5-7. Aun así gana la medalla de plata al concluir una buena semana, declarando que para él el tenis es su vida y que ha pasado una de las semanas más increíbles de su carrera, además convirtiéndose en el primer tenista argentino en obtener múltiples medallas olímpicas, y consolidando así su regreso a la élite del tenis. Sin embargo, Del Potro dijo después de vencer a Nadal: "Ya gané la medalla de plata, eso es suficientemente bueno para mí".

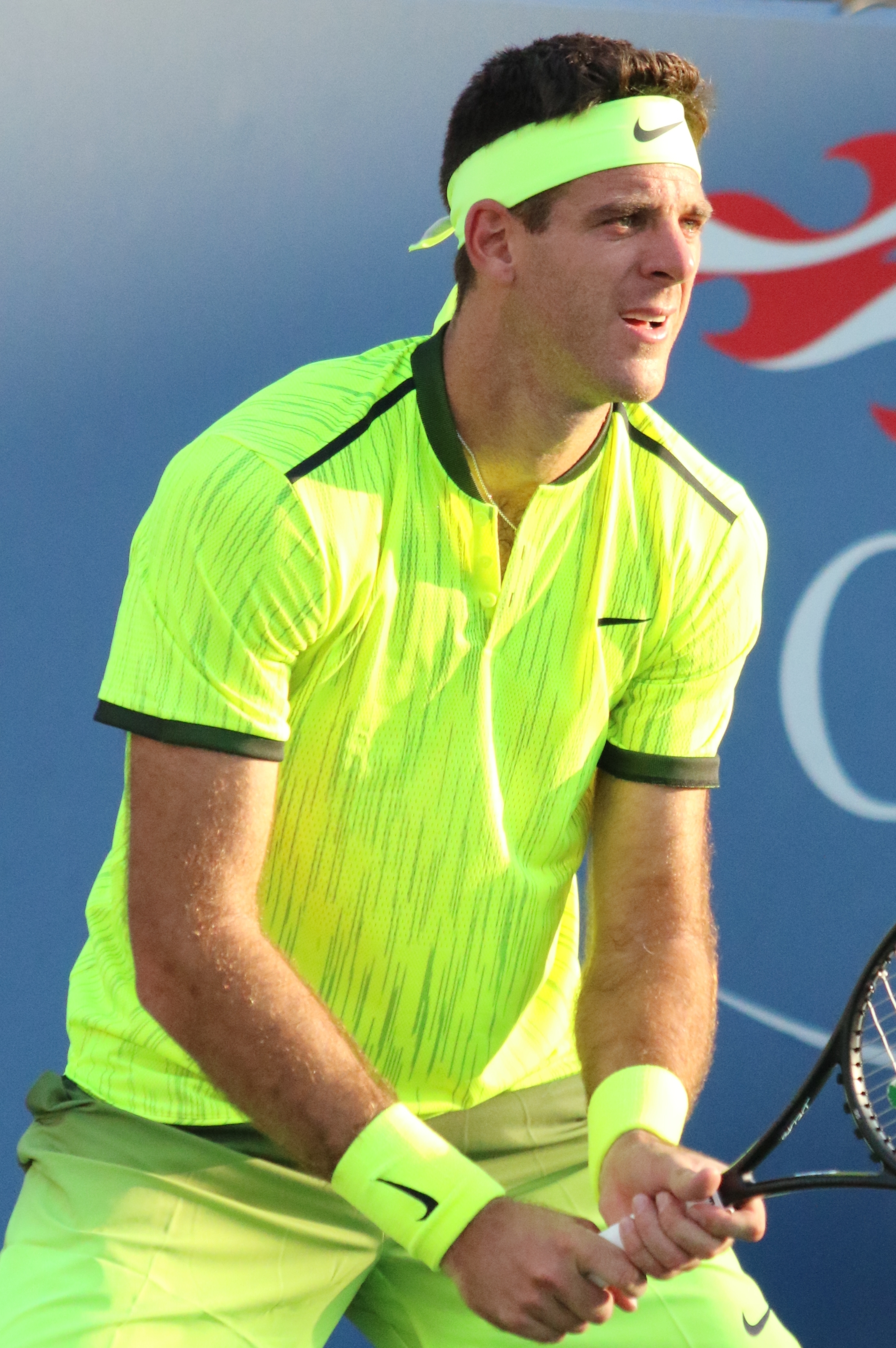
Del Potro durante el US Open 2016.

Después de su brillante actuación en los Juegos Olímpicos, recibió un Will Card de los organizadores del torneo del US Open. Bajó un asfixiante calor superó en la primera ronda a su compatriota Diego Schwartzman por 6-4, 6-4 y 7-6(3). En segunda ronda bate a Steve Johnson por 7-6(5), 6-3 y 6-2, en tercera ronda se encuentra al español David Ferrer, 13 del mundo. Muestra su determinación y con un buen nivel de juego para vencerlo por 7-6(3), 6-2 y 6-3 en menos de dos horas, lo que le permite llegar a la segunda semana de un Grand Slam desde Wimbledon 2013. En cuarta ronda se beneficia del abandono del joven austriaco Dominic Thiem cuando ganaba por 6-3 y 3-2 después de 1 hora y 15 minutos de juego, clasificándose para los cuartos de final. Se enfrenta al número 3 del mundo Stan Wawrinka (futuro ganador) que gana en 4 sets por (5)6-7, 6-4, 3-6 y 2-6 en un partido físico e intenso de más de tres horas, soltaría algunas lágrimas mientras el público le brindó una rara ovación cuando Wawrinka sacaba para partido por 5 a 2 en el cuarto set.
Tras el US Open entre el 16 y 18 de septiembre jugó las Semifinales de la Copa Davis contra el campeón defensor Gran Bretaña en Glasgow sobre pista dura (bajo techo), abre la serie contra el 2 del mundo Andy Murray, ganó en cinco sets por 6-4, 5-7, 6-7(5), 6-3 y 6-4 en 5 horas y 7 minutos (el partido más largo de su carrera) dándole así el primer punto a su equipo. Luego jugó el dobles con Leonardo Mayer pero pierden en cuatro sets contra los hermanos Murray. Decide no jugar el quinto juego, para recuperar energía de cara al final de la temporada, Mayer juega el decisivo punto y gana el partido contra Daniel Evans, clasificando a Argentina para una quinta final de la Copa Davis.
En octubre, recibió un Will-Card para jugar el Masters de Shanghái y allí perdió en primera ronda contra David Goffin por 6-4, 3-6, 5-7. A la semana siguiente ganó en el Torneo de Estocolmo su primer título desde Sídney 2014 en enero de ese año (33 meses es decir casi tres años sin un título), superando notablemente a John Isner (6-4, 7-6(6)), Nicolás Almagro (6-4, 6-3), en los cuartos de final a Ivo Karlović por 6-3 y 6-4, en semifinales a Grigor Dimitrov por 6-4, 7-5 y en la final a Jack Sock por 7-5, 6-1 ganando el torneo sin perder un set. Este título le permite volver al top 50 por primera vez desde octubre de 2014, consiguiendo su primera victoria en Estocolmo, en su tercera participación.
A finales del mismo mes jugó su último torneo del año en Basilea gracias a otra Will Card, venció en las dos primeras rondas a Robin Haase (6-3, 6-4) y David Goffin (7-5, 6-3) para alcanzar cuartos de final donde sería eliminado ante Kei Nishikori por 7-5 y 6-4.
Cerró el año jugando la Final de la Copa Davis contra Croacia del 25 al 27 de noviembre en Arena Zagreb (Croacia) en dura (bajo techo). Debutó en el segundo punto de la final contra el cañonero croata Ivo Karlović ganando en cuatro sets por 6-4, 6-7(6), 6-3, 7-5 en 3 horas y 18 minutos y le permitió a Argentina igualar a uno el primer día. Al día siguiente jugó el dobles junto a Leonardo Mayer perdiendo contra Ivan Dodig y Marin Čilić en tres horas pendiendo de un hilo la ensaladera para Argentina. Regresa por última vez en 2016 al campo el 27 de noviembre, en el último día de la final de la Copa Davis para enfrentar al croata número 1 y al 6 del mundo Marin Čilić, para intentar permitir que Argentina obtenga el punto para igualar la serie, y por lo tanto, obligar un quinto partido decisivo. Ganó el partido en cinco sets por 6-7(4), 2-6, 7-5, 6-4 y 6-4 después de una gran pelea física que duró 4 horas y 53 minutos, como dato estadístico el nunca había ganado un partido en su carrera estando 2 sets a 0 abajo. Gracias al quinto partido victorioso de su compatriota Federico Delbonis, Argentina y Del Potro ganaron por primera vez la Copa Davis, cerrando así con presta de prestigio su temporada, haciéndose presagiar como un jugador peligroso para 2017.
Finalmente Del Potro finaliza su regreso de 2016 con la medalla de plata en Río 2016, el título en el ATP 250 de Estocolmo, los cuartos de final del Abierto de Estados Unidos 2016, y la Copa Davis 2016. Derrotó a jugadores Top 10 como Novak Djokovic, Andy Murray, Rafael Nadal, Stan Wawrinka, Marin Čilić, y Dominic Thiem. Su récord fue 32-12 (73%), en solo 13 torneos disputados, y volvió a ser el mejor argentino en la posición n.º 38 del ranking ATP. También ganó el premio ATP por el Regreso del año.

### 2017: Semifinal en el US Open y 20.º título
Del Potro decidió saltarse el Abierto de Australia e hizo su debut de temporada en Delray Beach, recién a finales de febrero, después de una buena preparación donde fue preclasificado en un torneo por primera vez en tres años, en el puesto 7. Comenzó desde la primera ronda ante Kevin Anderson debutando con un triunfo el 2017 por doble 6-4, en la segunda ronda se vio las caras con Damir Dzumhur derrotándolo por 7-6(5), 4-6, 6-3. En un partido complicado para la Torre de tandil en se enfrentó al local Sam Querrey (que lo había vencido el año anterior) vengado su derrota del año anterior venciendo por un estrecho doble 7-5 y en semifinales cae contra el No.4 del mundo Milos Raonic por 6-3 y 7-6(6). Luego, jugó el ATP 500 de Acapulco, donde en primera ronda se enfrentó a Frances Tiafoe, quien idolatraba a Del Potro cuando era un niño. Al final, Del Potro ganó un partido extremadamente apretado por 6-4, 3-6 y 7-6(1). En la siguiente ronda, jugó contra el preclasificado N.º 1 del torneo por segunda vez consecutiva. Esta vez fue Novak Djokovic, perdiendo en tres sets luego de ganar el primer set por 6-4 y perdiendo por doble 6-4 los dos siguientes en 2 horas y 38 minutos.
En marzo jugó los dos primeros Masters 1000 del año, el primero en Indian Wells. Del Potro fue preclasificado en el puesto 31, jugando en la segunda ronda, contra su compañero de Equipo argentino de Copa Davis, Federico Delbonis, ganando en dos sets apretados por 7-6(5), 6-3. En la siguiente ronda, se enfrentó nuevamente a Djokovic, con el mismo resultado, Del Potro perdiendo en tres sets por 7-5, 4-6 y 6-1 en 2 horas y 18 minutos. Después, jugó el Masters de Miami, donde tuvo una cómoda victoria sobre Robin Haase, en tercera ronda se enfrentó a Roger Federer volviendo a verse las caras con el suizo tres años después de su último duelo (última vez en el Masters de Londres 2013, triunfo de Federer por 4-6, 7-6(2) y 7-5) cayendo en un partido que nada pudo hacer ante la agresividad del suizo y terminando derrotado por 6-3 y 6-4 en solo 1 hora y 22 minutos.
Comenzó su temporada de tierra batida en Estoril la primera semana de mayo donde venció a Yuichi Sugita por un contundente 6-1, 6-3 en primera ronda. Sin embargo, al día siguiente de su victoria, Del Potro se enteró de que su abuelo murió y posteriormente se retiró del torneo antes de enfrentarse a Ryan Harrison. También se retiró del Masters de Madrid por este motivo, reapareciendo en el Masters de Roma donde debuta venciendo al cabeza de serie N.º 10 Grigor Dimitrov por 3-6, 6-2, 6-3, en segunda ronda se despacho a Kyle Edmund por 6-4, 7-5 y en tercera ronda venció al número 7 del mundo Kei Nishikori por 7-6(4), 6-3 logrando su primera victoria sobre un Top 10 en 2017 y alcanzando los cuartos de final de un torneo Masters 1000 por primera vez desde París 2013. Sin embargo, sucumbió una vez más ante el N.º 2 del mundo Novak Djokovic por un claro 6-1 y 6-4 en un encuentro de dos días que fue suspendido por lluvia el día antes. Después tuvo una sorprendente derrota en la segunda ronda de Lyon ante Gastão Elias en sets corridos.
Hubo duda sobre su participación en Roland Garros debido a una lesión en la espalda que lo había obstaculizado en Lyon, pero finalmente decidió participar en el evento. Del Potro entró como el 29° preclasificado, la primera vez desde el Abierto de Australia 2014 que fue cabeza de serie en un torneo de Grand Slam. En la primera ronda, Del Potro derrotó a Guido Pella por 6-2, 6-1, 6-4 y en la segunda ronda venció Nicolás Almagro por 3-6, 6-3, 1-1 y retiró del español. Después cayó ante el número 1 del mundo Andy Murray en la tercera ronda por 7-6(8), 7-5 y 6-0 pero no antes sin ofrecer resistencia en los dos primeros sets antes de derrumbarse físicamente.
Comienza su temporada de césped en Wimbledon sin jugar torneos previos, donde nuevamente sufre una salida temprana en la segunda ronda tras caer con Ernests Gulbis en sets corridos. Comenzó su temporada de canchas duras estadounidense en Washington venció a Lukas Lacko por 7-5 y 6-2 en su debut en segunda ronda y en la siguiente cayó ante el número 9 del mundo Kei Nishikori por 7-5, 6-2 en un partido donde mostró molestias físicas.
Continuó en agosto jugando el Masters de Montreal donde logra una convincente victoria sobre John Isner (N°19 del mundo) por doble 7-5 en primera ronda, pero en segunda ronda pierde sorprendente ante la sorpresa del torneo el canadiense de 18 años Denis Shapovalov, N°143 del mundo por 6-3 y 7-6(4). La semana siguiente disputó el Masters de Cincinnati, último torneo previo al US Open, comenzó desde la primera ronda logrando un destacado triunfo sobre el número 15 del mundo Tomáš Berdych por 3-6, 7-6(1), 6-0, después en segunda ronda venció al clasificado local Mitchell Krueger por doble 6-4 y en tercera ronda cae por primera vez ante Grigor Dimitrov (futuro campeón) por 6-3 y 7-5. De esta forma cerraba su preparación de cara al US Open con 4 victorias y 3 derrotas llegando con muchas dudas en torno a su nivel tenístico.
Comenzó el último Grand Slam del año, el US Open donde fue 24° cabeza de serie con posibilidades de enfrentarse a Dominic Thiem en cuarta ronda y a Nick Kyrgios o Roger Federer en cuartos de final. Se clasificó a los octavos de final sin perder sets tras vencer al suizo Henri Laaksonen y a los españoles Adrián Menéndez y Roberto Bautista Agut, este último número 11 del mundo. En octavos ganó un partido épico contra Dominic Thiem (8° del mundo), cayendo en los dos primeros sets (por 6-1 y 6-2). Sin embargo, luego elevó su nivel y, con la ayuda de la multitud, finalmente prevaleció en cinco sets, en el tercer set se recuperaría ganándolo rápidamente, en el cuarto Thiem tendría 2 puntos de partido, pero nuevamente Del Potro lograría zafar y llevarlo a un quinto set que finalmente también ganaría logrando un épico repunte por 1-6, 2-6, 6-1, 7-6(1) y 6-4 en 3 horas y 40 minutos, en la entrevista posterior al partido admitió que consideraba retirarse del partido durante el segundo set. En cuartos de final, se enfrentó al número 3 del mundo Roger Federer (en su enfrentamiento número 22 entre ambos, Federer buscaba además recuperar el n.º 1 del ranking mundial) para jugar un partido que fue un réplica de la final de 2009, cuando ganó su único título de Grand Slam. Ganó este espectacular partido por 7-5, 3-6, 7-6(8) y 6-4 en 2 horas y 50 minutos después de salvar cuatro puntos de set en la muerte súbita del tercer set, considerado como el punto de inflexión del partido; jugando totalmente libre y sin ninguna expectativa, logrando su segunda victoria sobre el suizo en el US Open. Al hacerlo llegó a su primera semifinal de Grand Slam desde Wimbledon 2013. En semifinales se enfrentó a Rafael Nadal, el n.º 1 del mundo. El partido comenzó muy disputado, pero del Potro lograría rápidamente una rotura que mantendría hasta el final del set para llevárselo el primer set por 6-4 en 50 min. Sin embargo, Nadal reaccionó con fuerza y marcó 9 juegos seguidos, llevándose el segundo set 6-0 y rompiendo el servicio del Potro en el tercero, suficiente para ganarlo y ponerse 2-1 en sets. El cuarto set, a pesar de la resistencia de Del Potro, se decidió por dos nuevos quiebres del número 1. La derrota fue por 6-4, 0-6, 3-6, 2-6 en 2 horas y 32 minutos frustraba el sueño de "Delpo" de revivir su gran victoria en 2009 y quedando a un paso de su segunda final de Grand Slam, pero le permitió el ascenso hasta el n.º 24 del mundo y confirmó buenas sensaciones.
Comienza la gira asiática en octubre con el ATP 500 de Pekín recibiendo un Will Card y enfrentándose en primera ronda al uruguayo Pablo Cuevas ganando por 7-6(4), 6-4 y finalmente caería ante Grigor Dimitrov por segunda vez en el año y general por un estrecho 7-6(6), 7-5 en segunda ronda. Su siguiente torneo fue el Masters de Shanghái, donde logró una buena actuación, en primera ronda derrotó a al georgiano Nikoloz Basilashvili ganando por 6-2, 3-6, 6-4 y además transformándose en el cuarto argentino que logra ingresar al ranking de los 100 tenistas con más victorias en la historia de la ATP, con 371. En segunda ronda tendría un partido más accesible ante Andréi Rubliov ganando por 6-4 y 6-3, en octavos de final jugaría ante la revelación del año Alexander Zverev (4° del mundo), ganando por 3-6, 7-6(5) y 6-4 en un partido de suspenso para llegar a cuartos de final, ahí se encuentra con Viktor Troicki y lo vence por 4-6, 6-1, 6-4 para llegar a las semifinales de un Masters 1000 por primera vez desde 2013 (también en Shanghái), pero en dicho momento mostró molestias en su muñeca quedando incierto para jugar su semifinal. Finalmente va al campo para enfrentarse a Roger Federer y después de un nerviosismo en el comienzo y físico en su juego cae por 6-3, 3-6 y 3-6 en 2 horas de juego ante el suizo y eventual ganador.
Ese mismo mes, ganó el Torneo de Estocolmo del que era campeón defensor tras superar a Jan-Lennard Struff, Yuichi Sugita y en juego muy disputado al español Fernando Verdasco por 6-7(4), 6-4, 7-6(1) antes de derrotar en la final al número 8 del mundo Grigor Dimitrov por 6-4 y 6-2 para ganar el 20° título de su carrera y el primero en este año, Del Potro se convirtió en el tercer argentino de la Era Open en alcanzar esa cantidad de títulos, superado únicamente por Guillermo Vilas y José Luis Clerc.
Apenas sin descanso jugó el ATP 500 de Basilea a la semana siguiente, debutó con un triunfo sobre Joao Sousa por 6-1, 4-6, 6-1, en segunda ronda derrotó a Julien Benneteau por doble 6-4 para avanzar a cuartos donde se enfrentó al cabeza de serie 6 Roberto Bautista y lo venció por 6-2, 2-6, 6-4. A continuación venció al 4 del mundo Marin Čilić por doble 6-4 para llegar a la final por tercera vez campeonando en 2012 y 2013. Allí se encuentra al suizo Roger Federer. Ganó la primera manga en muerte súbita luego de que su oponente sirviera 5-4 para llevarse el set. Finalmente cae por 7-6(5), 4-6 y 3-6 después de más de 2 horas y media de un intenso y físico juego, con un buen nivel de ambos jugadores, este fue el 24° enfrentamiento entre ambos con Federer ampliando el head to head a 18-6. Juega por tercera semana consecutiva en el Masters de París-Bercy (último Masters 1000) donde tiene un inicio fuerte venciendo a João Sousa y Robin Haase para llegar a los cuadros de final. Pero cae ante el cañonero estadounidense John Isner por 4-6, 7-6(5), 4-6 quedando a una victoria de entrar al Top 10 y clasificarse para el Masters de Londres, que habría sido su primera vez desde 2013 participando en el torneo de fin de año. Y posteriormente se negó a ser elegido como suplente para el torneo, en lugar decidió descansar con su familia y amigos en su Tandil natal. Sin embargo, Del Potro ganó 730 puntos en un lapso de tres semanas y alcanzó el puesto 11 del Ranking ATP quedando a puertas del Top 10.

### 2018: Primer Masters 1000, segunda final en Grand Slam, n.º 3 del mundo y final de año con lesiones
Comienza el año en Auckland en la segunda semana de enero, su primer partido del año fue contra Denis Shapovalov cobrando venganza de lo ocurrido en Montreal y ganando por 6-2 y 6-4, este triunfo aseguró su regreso al Top 10 del Ranking ATP por primera vez desde agosto de 2014. Después venció a Karén Jachánov 7-6(4), 6-3 y a David Ferrer doble 6-4 para llegar a la final, donde caería ante el español Roberto Bautista Agut por 6-1, 4-6, 7-5 en 2 horas y 7 minutos quedando a un paso de lograr el título número 21 de su carrera.
Comenzó el Abierto de Australia como 12° cabeza de serie. Bajo el calor abrasador de Melbourne en la primera ronda derrotó a Frances Tiafoe por 6-3, 6-4 y 6-3, en la segunda ronda debería jugar cuatro sets para vencer a Karén Jachánov por 6-4, 7-6(4), 6-7(0), 6-4 en un trabajado partido. Luego cae ante el número 19 del mundo Tomáš Berdych, quien lo elimina en sets corridos por un claro 6-3, 6-3 y 6-2. Del Potro no logró llegar a los octavos de final del primer Grand Slam del año, evento al que no se presentaba desde 2014.
En febrero compitió en Delray Beach. Sin embargo, perdió ante el eventual campeón Frances Tiafoe en un partido por 7-6(6), 4-6 y 7-5 en la segunda ronda. Su siguiente torneo fue el ATP 500 de Acapulco en México donde ganó su primer título de la temporada, comenzó desde la primera ronda venciendo fácilmente a Mischa Zverev por 6-1, 6-2. En segunda ronda tendría un exigente partido ante el veterano español David Ferrer ganando por 6-4, 4-6, 6-3 en 2 horas y 24 minutos. En cuartos de final venció al sexto del mundo Dominic Thiem 6-2, 7-6(7) y en semifinales a Alexander Zverev 6-4, 6-2 para acceder a la final. En la final venció a Kevin Anderson por doble 6-4 obteniendo el 21° título de su carrera (y su título más importante desde el Torneo de Basilea 2013) y escalando al 8° lugar del ranking mundial.
Su título en Acapulco le permite ser unos de los principales candidatos a ganar el primer Masters 1000 del año, el Masters de Indian Wells. Obtiene una victoria bastante fácil en la segunda ronda al vencer a la promesa australiana Álex De Miñaur por 6-2, 6-1, en la tercera ronda venció a David Ferrer en un partido más complicado por 6-4, 7-6(3). Luego en los dos siguientes partidos, cede un set en cada uno, en cuarta ronda contra su compatriota Leonardo Mayer ganando por 3-6, 7-6(2), 6-4 y en cuartos de final frente al alemán y 31° preclasificado Philipp Kohlschreiber prevaleciendo por 3-6, 6-3, 6-3 en 2 horas y 7 minutos. En las semifinales, derrotó fácilmente al canadiense y 32° preclasificado Milos Raonic por un claro 6-2, 6-3 en solo 65 minutos para alcanzar su cuarta final Masters 1000. En la final se enfrenta al número 1 del mundo y campeón defensor Roger Federer (quien se encontraba invicto durante el año con un récord de 17-0). Gracias a un break en blanco en el tercer juego y su solidez en el servicio gana el primer set por 6-4. En el inicio de la segunda manga tuvo dos break points de entrada que no supo aprovechar, luego salva 2 set points cuando el suizo estaba 5-4 a favor. Finalmente el set se decide en muerte súbita en la que Del Potro estuvo cuatro puntos arriba y un punto de campeonato (8-7) pero no lo convierte y pierde el segundo set 8-10. En el 4-4 del último set Federer quiebra y tuvo tres puntos de campeonato con su saque, pero Del Potro logra quebrar e igualar a 5. El título se define en muerte súbita donde Del Potro se pone rápidamente 5-0 y luego 6-1, incluyendo dos dobles faltas de Federer, y finalmente gana por 7-2 en 2 horas y 42 minutos de partido. A los 29 años, Juan Martín del Potro ganó su primer Masters 1000, siendo este su logro más importante en el circuito ATP después del US Open 2009 (donde también derrotó al suizo en la final). De esta manera alcanza el puesto número 6 del ranking. Además superó las 400 victorias oficiales, ingresando al Top 80 de los tenistas con más partidos ganados en la historia.
Continuó su impresionante carrera en el Masters de Miami, nuevamente a partir de la segunda ronda por ser cabeza de serie. Donde tendría un difícil debut ante Robin Haase ganando por un apretado 6-2, 5-7 y 6-2, luego tendría partidos más accesibles venciendo a Kei Nishikori doble 6-2 en tercera ronda y a Filip Krajinović 6-4, 6-2 en octavos de final. En los cuartos de final jugaría contra el vigésimo preclasificado Milos Raonic en una revancha de su duelo anterior. Delpo logró una vez más prevalecer en un durísimo partido contra el canadiense, ganando por 5-7, 7-6(1) y 7-6(3) en 2 horas y 53 minutos. Su racha finalmente terminó en semifinales cuando fue derrotado por el 14.º preclasificado John Isner, El estadounidense logró imponerse en 1 hora y media de partido por 6-1 y 7-6(2). Acabando con la racha de 15 triunfos al hilo de Del Potro en Acapulco, Indian Wells y Miami.
Volvería para la gira de tierra batida europea un mes después de su derrota en Miami a principios de mayo, aunque sus primeros resultados fueron inesperadamente mediocres. Comenzó en el Masters de Madrid con una victoria sólida contra el bosnio Damir Džumhur en la segunda ronda por doble 6-3, después cayó ante el clasificado Dušan Lajović por 3-6, 6-4 y 7-6(6) en 2 horas y 17 minutos. Tuvo resultados similares en su próximo torneo en el Masters de Roma, donde su victoria contra la estrella en ascenso Stefanos Tsitsipas por 7-5 y 6-3 fue seguida por una derrota a manos del belga y Top 10 jugador David Goffin. Las circunstancias para esta derrota fueron diferentes, sin embargo, ya que Del Potro se vio obligado a retirarse debido por un desgarro en la pierna izquierda cuando el marcador iba 2-6 y 5-4 a favor de Del Potro en 1 hora y 48 minutos. Esto significaba que su participación en Roland Garros 2018 aparentemente estaba en riesgo.
Sin embargo, Juan Martín logró recuperarse a tiempo e ingresó al torneo como quinto favorito. Debuta con una victoria en cuatro sets sobre Nicolás Mahut, luego obtendría tres triunfos seguidos en sets corridos sobre el francés Julien Benneteau, el 31° cabeza de serie Albert Ramos Viñolas y el número 10 mundial John Isner clasificándose a cuartos donde se enfrentaría al N.º 4 mundial Marin Čilić. Después de un intenso partido (en el que tuvo una acalorada discusión con un fanático que supuestamente lo interrumpió), lo venció por 7-6(5), 5-7, 6-3 y 7-5 en 3 horas 50 minutos y en dos días para llegar por segunda vez en su carrera a las semifinales de Roland Garros, el más torneo más importante jugado sobre polvo de ladrillo, algo que ya había hecho en 2009 cuando cayó ante Roger Federer y no pudo acceder a la final. En semifinales jugaría con Rafael Nadal, en un partido en el que empezó muy dominador teniendo varias chances de quiebre en el primer set que no pudo convertir, fue superado en los dos siguientes sets cayendo por 6-4, 6-1 y 6-2 en 2 horas y 14 minutos, este resultado le aseguró volver a su mejor clasificación en su carrera, N.º 4 del mundo. Un poco más de dos años después de su regreso a la competencia, superando a Cilic y Grigor Dimitrov en el proceso.
Comienza su participación en la gira de césped en Wimbledon donde confirma su gran momento. Comienza derrotando fácilmente a Peter Gojowczyk, Feliciano López y Benoît Paire en sets corridos, su primera gran prueba de fuego fue contra el francés Gilles Simon en octavos de final donde lo vencería con grandes dificultades en un partido de más de cuatro horas ganando por 7-6(1), 7-6(5), 5-7 y 7-6(5). En cuartos de final se enfrentó al número 1 del mundo Rafael Nadal que lo había derrotado en Roland Garros, esta vez el duelo es más parejo, en un épico duelo a cinco sets de 4 horas y 47 minutos de un increíble nivel que fue uno de los mejores partidos en Grand Slam de ese año. Después de un inicio complicado donde pierde el primer set, logra regresar en el segundo set ganando la muerte súbita (9-7) salvando cuatro bolas de set. En el tercer set domina y se pone a la cabeza por dos sets a uno, Nadal vuelve a la altura y el quinto es una demostración de buen juego por ambos jugadores, con golpes de derecha a 170 km/h o pelotas que terminaban en las gradas. El argentino pierde su servicio y no recupera el break a pesar de tener varias bolas de quiebre cayendo por 5-7, 7-6(7), 6-4, 4-6 y 4-6.
Después de una dura derrota en Wimbledon en los cuartos de final, regresa a la competencia en el ATP 250 de Los Cabos en México como preparación para el US Open, después de una regular presentación ante el estadounidense Marcos Giron ganando por 7-5 y 6-3, vence al bielorruso Egor Gerasimov por doble 6-1 validando así su boleta a las semifinales. Allí se encuentra con el bosnio Damir Džumhur al que vence por 6-3 y 7-6(6). En la final el argentino se enfrentó al italiano Fabio Fognini, recientemente campeón en Båstad. En su único enfrentamiento, Del Potro había ganado en Sídney 2015 en un duró dos sets a uno, pero el escenario sería diferente. Mientras lideraba 3-0 en el primer set después del descanso, el argentino concedió cinco juegos consecutivos. Fognini ganó la primera manga 6-4 antes de vencer en dos sets, barriendo a Del Potro por 6-4 y 6-2.
Tras perder la final en Los Cabos anunció su baja para el Masters de Toronto, nuevamente por una molestia en la muñeca izquierda, pero se unió por primera vez al top 3 del ranking ATP (a partir de la semana del 13 de agosto) después de la derrota en los cuartos de final de Alexander Zverev, el vigente campeón del torneo en ese entonces. Regresó en el Masters de Cincinnati, se clasifica para los cuartos de final tras derrotar a Chung Hyeon 6-2, 6-3 y Nick Kyrgios 7-6, 6-7, 6-2 donde es eliminado por David Goffin en doble muerte súbita.
En el US Open, compite en el torneo venciendo a Donald Young, Denis Kudla, Fernando Verdasco y a Borna Ćorić sin ceder un solo set. En los cuartos de final, se enfrenta al estadounidense John Isner, cabeza de serie 11, al que vence después de perder el primer set por 6-7(5), 6-3, 7-6(4) y 6-2 en 3 horas y 31 minutos. Como en 2017, está presente en las semifinales. Enfrentándose por tercera vez en Grand Slam este año, a Rafael Nadal, y después de 9 años regresó a la final de un Grand Slam después del abandono del español por una lesión en la rodilla cuando el argentino lideraba por 7-6(3) y 6-2. En la final se enfrenta al 6 del mundo el serbio Novak Djokovic que lo vence en tres disputados sets por 6-3, 7-6(4) y 6-3 perdiendo la oportunidad de ganar el US Open por segunda vez.
Comienza la Gira Asiática en el ATP 500 de Pekín como máximo favorito, en su segunda aparición en el Beijing Olympic Green Tennis Center, venció en sets corridos al español Albert Ramos en primera ronda. En segunda ronda derrotó al ruso Karén Jachánov por 6-4, 7-6(4) y avanzó a los cuartos de final y se clasificó para el Torneo de Maestros 2018 en Londres del 11 al 18 de noviembre. Ahí se enfrentó a Filip Krajinovic y lo venció por un categórico 6-3, 6-0 para llegar a semifinales donde debía jugar contra el italiano Fabio Fognini pero Fognini no se presentó y llegaría enfrentándose a Nikoloz Basilashvili y perdiendo por doble 6-4. Después jugó el Masters de Shanghái como tercer cabeza de serie, debuta con victoria sobre Richard Gasquet por un apretado 7-5 y 7-6(7), ya en tercera ronda sufriría una lesión contra el croata Borna Ćorić tras sacar se cayó y la rodilla amortiguó la caída, sufriendo una fractura de la rótula derecha, por ende tuvo que retirarse cuando caía 7-5, por lo tanto poniendo fin a su temporada de manera anticipada y dolorosa, por lo que no puede participar en el Masters que había calificado por primera vez desde 2013. Se intentó agilizar la recuperación para disputar el torneo de fin de año, pero sin éxito, por lo que su lugar lo ocupará Kei Nishikori.

### 2019: Operación de rodilla y salida del Top 100
Tras su operación de rodilla volvió en el Torneo de Delray Beach en febrero, batió a Yoshihito Nishioka y Reilly Opelka en sets corridos, en cuartos de final cayó contra el local Mackenzie McDonald por 6-4, 3-6 y 7-6(5) en un partido donde se lo notó con dolor en la rodilla. Tras resentirse de su lesión, Del Potro se vio obligado a bajarse del ATP 500 de Acapulco y del Masters 1000 de Indian Wells, torneos en los que no pudo defender sus títulos.
Tras este inconveniente, regresó al circuito dos meses después para el Masters de Madrid donde perdió en segunda ronda ante Laslo Djere. En el Masters de Roma, derrota a David Goffin (quien tenía una ventaja de 3-1 en el H2H sobre el argentino previo al partido) y Casper Ruud en sets corridos. En cuartos de final, se enfrenta con Novak Djokovic, con quien cae por 6-4, 6-7(6) y 4-6 en 3 horas de partido mostrando un nivel de juego de alta calidad contra el n.º 1 del mundo obteniendo 2 puntos de partido.
Llegó a Roland Garros como número 9 del mundo. En primera ronda venció a Nicolás Jarry en cuatro sets por 3-6, 6-2, 6-1, 6-4. En segunda ronda batió al japonés Yoshihito Nishioka (72° del mundo) en cinco sets por 5-7, 6-4, 6-2, 6-7(5) y 6-2. En tercera venció a Jordan Thompson (69° del mundo) por 6-4, 6-4, 6-0. Sin embargo, en la cuarta ronda es eliminado por Karén Jachánov en cuatro sets por 5-7, 3-6, 6-3, 3-6 en 3 horas y 9 minutos.
Comenzó su temporada de hierba en el Torneo de Queen's donde venció en primera ronda a Denis Shapovalov en dos sets por 7-5, 6-4. Sin embargo, al final del partido, se fisuró la rodilla. Aun así continuó el partido, pero unas horas más tarde debió bajarse del torneo. Los exámenes médicos realizados le diagnosticaron una nueva fractura de rótula que lo obligó a una operación y una nueva ausencia en los próximos torneos y por el resto de la temporada.

### 2022: Nuevo retorno y retiro provisional
Después de varios meses de recuperación, Juan Martin recibe dos invitaciones para jugar el Torneo de Buenos Aires y el Torneo de Río de Janeiro. El 5 de febrero de 2022, mediante una entrevista, anuncia su despedida del tenis profesionalmente, siendo así el Torneo de Buenos Aires su último torneo en su carrera profesional. Con la derrota ante Federico Delbonis, por 6-1 y 6-3 en la primera ronda del abierto argentino, Del Potro deja al tenis a un costado por lo menos hasta que se recupere de su lesión en la rodilla.

### 2024: Retiro final
Como uno de los mejores tenistas argentinos de todos los tiempos, tuvo una despedida a lo grande, con la presencia de una leyenda como Novak Djokovic, quien aceptó acompañarlo en su día especial protagonizando en el Parque Roca un partido entre dos referentes, rivales y amigos. 
El "Último Desafío", como el tandilense decidió catalogarlo, representó el fin del camino y el comienzo de otra etapa. "Nuestra amistad creció y fue mayor que una simple rivalidad. Estoy acá para celebrar su carrera" declaró el serbio.
"Aunque llore les prometo que me voy feliz. No estoy triste. Todo el sufrimiento es parte de mi carrera pero quiero disfrutar este día porque tal vez no vuelva a vivir algo así", dijo Del Potro. Entre aplausos interminables, Delpo se acercó a la red y colgó su clásica vincha en ella como símbolo de una era que llegó a su conclusión, tal como hizo en febrero de 2022, cuando había dicho adiós oficialmente de la competencia en el Argentina Open en el Buenos Aires Lawn Tennis.

## Estilo de juego

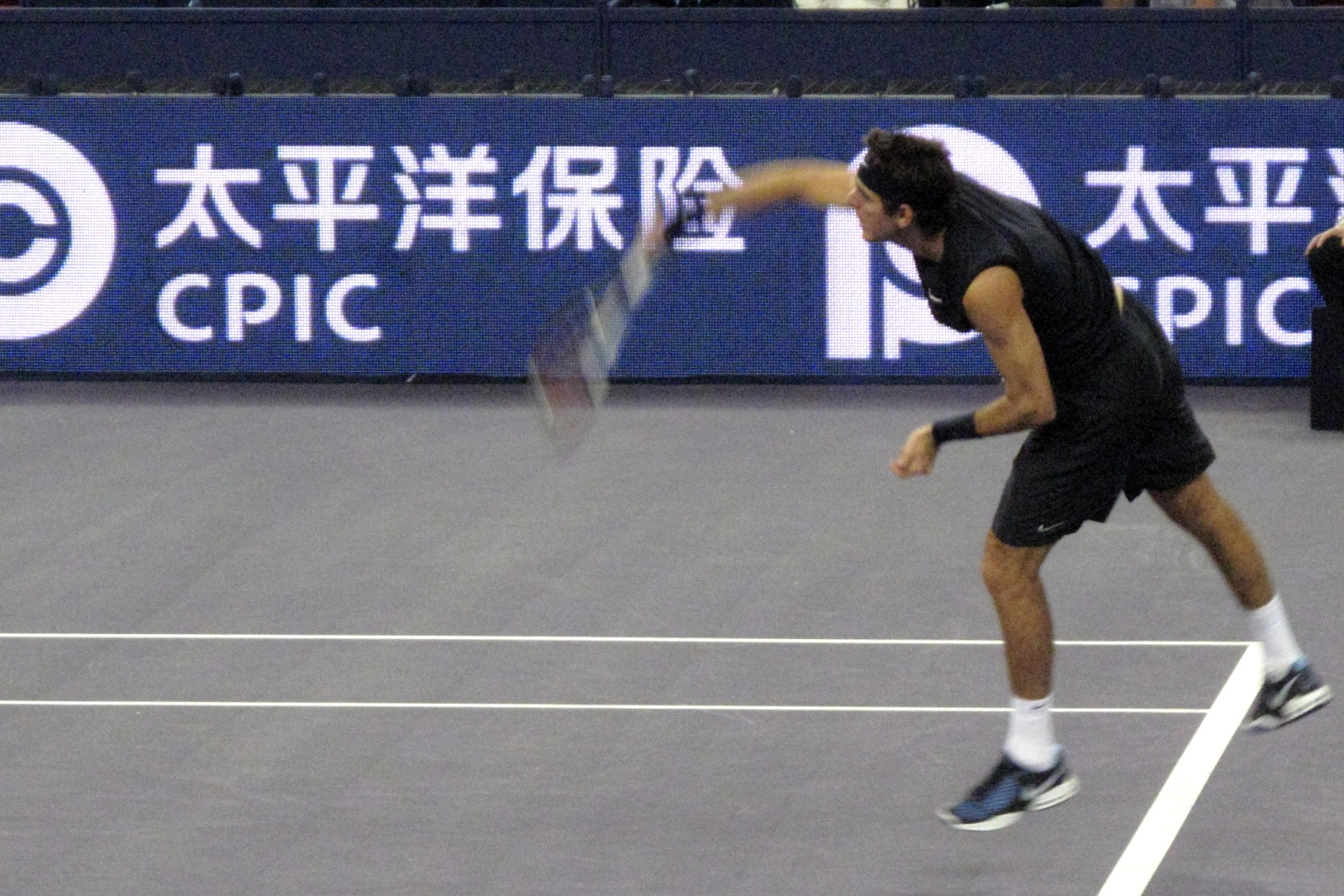
Saque de Juan Martín del Potro —Tennis Masters Cup 2008—.

Juan Martín del Potro se destaca principalmente por su tiro de derecha, que es una de sus principales fortalezas y posiblemente el más potente en el juego, capaz de generar con frecuencia una velocidad de 150 km/h. También posee un dócil revés a dos manos, que es muy consistente y potente. La altura del tandilense (1,98 m) le permite obtener un gran servicio alcanzando velocidades de hasta 237 km/h (Madrid 2009 vs Murray). Su juego de volea también es bastante preciso. A lo largo de la evolución en su carrera, el tenista argentino mejoró notablemente su desplazamiento sobre la cancha, ya que a pesar de su altura se puede mover cómodamente por la cancha como un jugador de menor estatura.

## Equipamiento
Del Potro utilizó la raqueta Wilson BLX Pro Tour para la temporada 2010, pero después de regresar de su lesión en la muñeca cambia de nuevo a su Wilson [K] Factor Six One 95 —16x18— y cuerdas Luxilon Big Banger Alu Power a 62 libras, aunque las que utiliza son las mismas de 2009, ya que su contrato con Wilson expiró en 2011. Está patrocinado por Nike y hasta el 2010 usaba una camisa sin mangas, pero a partir de la temporada 2011 usa con mangas, dos muñequeras de doble ancho, un pañuelo, calzado Nike Air Max Cage sucesores de la edición 2k12 del modelo Zoom Breathe y pantalones cortos tejidos, cuando sale a la cancha.

### Indumentaria y raquetas
| Período | Proveedor |
| ------- | --------- |
| 2003-   | Nike      |

| Período   | Patrocinador          |
| --------- | --------------------- |
| 2004-2011 | Wilson                |
| 2011-2014 | (sin contrato) Wilson |
| 2015-     | Wilson                |

## Récord contra el Big Four
Del Potro tiene un récord de 20–51 (28.2 %) contra todos los miembros del Big Four, que es uno de los mejores en esta categoría (Federer, Nadal, Djokovic y Murray). También es el único junto a Stanislas Wawrinka que ha ganado al menos tres partidos contra cada uno de los cuatro.

### vs. Roger Federer
Del Potro tiene un récord de 7 victorias y 18 caídas contra el suizo Roger Federer en 25 partidos. Se han enfrentado en 6 finales, todos a nivel ATP 500 o superior, con Del Potro liderando 4-2; además del título del US Open 2009,  también ganó las finales de Basilea 2012 y 2013, contra el ocho veces campeón del torneo, y la final del Masters de Indian Wells 2018, mientras que Federer ganó finales contra Del Potro en Róterdam 2012 y Basilea 2017. Del Potro, además, venció en un partido a 5 sets a Federer, en la final del Abierto de Estados Unidos 2009. Federer, había ganado en cinco sets en las semifinales de Roland Garros 2009 unos meses antes. Federer también ganó el mejor partido de 3 sets de la historia en la semifinal de Juegos Olímpicos de Londres 2012 en contra del Potro, 19-17 en el set decisivo. Del Potro también prevaleció en los cuartos de final del US Open 2017 contra Federer en 4 sets. Federer se impuso en tres sets en la final del ATP 500 de Basilea 2017. Sin embargo, en su enfrentamiento más reciente en Indian Wells 2018, Del Potro ganó en la final, ganando su primer Masters 1000.

### vs. Novak Djokovic
Del Potro tiene un récord de 4 victorias y 16 derrotas contra el serbio Novak Djokovic en 20 enfrentamientos. Djokovic ganó las primeras cuatro, antes de que Del Potro ganara el partido por la medalla de bronce en Londres 2012 en sets corridos, poniendo fin a su racha de derrotas. Sin embargo, en 2013, Djokovic volvió a tomar ventaja sobre la rivalidad y ganó dos de los partidos más importantes entre ellos hasta la fecha; un épico duelo a cinco sets en las semifinales de Wimbledon 2013 y un emocionante juego a tres sets en la final del Masters de Shanghái 2013. En el mismo año, del Potro derrotó a Djokovic camino a su segunda final de Masters 1000, en el Masters de Indian Wells, donde perdió frente a Nadal. Del Potro derrotó a Djokovic en la primera ronda de los Juegos Olímpicos de Río 2016 camino a la final, donde perdió contra Murray. Djokovic derrotó a Del Potro en tres sets cerrados en la final del US Open 2018, que fue la primera final de Grand Slam para Del Potro desde su victoria en el US Open 2009.

### vs. Rafael Nadal
Del Potro tiene un récord de 6 victorias y 11 derrotas contra el español Rafael Nadal en 17 enfrentamientos. Del Potro superó a Nadal por primera vez en las semifinales del US Open 2009 por triple 6-2 rompiendo una racha negativa de 0-4 en ese momento, también fue el primer y único jugador (aparte de Novak Djokovic) que logró vencer tanto a Roger Federer como a Nadal en un mismo torneo de Grand Slam. Sin embargo, el español logró ganar dos veces seguidas en el Masters de Indian Wells en las semifinales de 2011 y la final de 2013. Nadal también ganó en el cuarto y último punto de la final de la Copa Davis 2011 entre España y Argentina en Sevilla. Del Potro ganó en las semifinales del Masters de Shanghái 2013, derrotando a Nadal para llegar a la final donde perdió contra Djokovic. Del Potro derrotó a Nadal en un épico duelo a tres sets en Río 2016. Mientras que Nadal detuvo a Del Potro en cuatro sets en las semifinales del US Open 2017.
En 2018 se enfrentaron en tres de los cuatro Grand Slam: el primero fue en las semifinales de Roland Garros y Nadal ganó en sets corridos. Luego se enfrentaron en los cuartos de final de Wimbledon con Nadal nuevamente saliendo victorioso pero esta vez en casi cinco horas y en 5 sets luego de estar dos sets a uno abajo. Y el último en las semifinales del US Open con Del Potro saliendo victorioso esta vez después de que Nadal tuviera que retirarse, mientras estaba dos sets a cero abajo.

### vs. Andy Murray
Del Potro tiene un récord de 3 victorias y 7 caídas contra el británico Andy Murray en 10 enfrentamientos. En sus diez partidos, solo jugaron cinco en esta década y dos finales. El primero fue en el Masters de Canadá 2009, que fue ganado por Murray. Sin embargo, cuando Del Potro derrotó a Murray en los cuartos de final del Masters de Indian Wells 2013, Del Potro ganó contra todos los miembros del Big Four ese año. En su segunda final, Del Potro perdió contra Murray en los Juegos Olímpicos de Río de Janeiro 2016. Sin embargo, durante la eliminatoria de la semifinal de la Copa Davis 2016 contra Gran Bretaña, Del Potro se desquitó venciendo a Murray en un duelo épico a cinco sets siendo este el partido más largo en toda la carrera de ambos jugadores, con una duración de 5 horas y 7 minutos.

## Títulos ATP (23; 22+1)

### Individual (22)
| Leyenda (pre/post 2009)                                         |
| --------------------------------------------------------------- |
| Grand Slam (1–1)                                                |
| Tennis Masters Cup / ATP World Tour Finals (0–1)                |
| Juegos Olímpicos (0–1)                                          |
| ATP Masters Series / ATP World Tour Masters 1000 (1–3)          |
| ATP International Series Gold / ATP World Tour 500 Series (9–4) |
| ATP International Series / ATP World Tour 250 Series (12–3)     |

| Finales por superficie |
| ---------------------- |
| Dura (18–13)           |
| Hierba (0–0)           |
| Tierra batida (4–0)    |
| Carpeta (0–0)          |

| Finales por superficie  |
| ----------------------- |
| Outdoor (15–9)          |
| En pista cubierta (7–4) |

| Nº  | Fecha                    | Torneo            | Superficie    | Oponente en la final | Resultado                     |
| 1.  | 13 de julio de 2008      | Stuttgart         | Tierra batida | Richard Gasquet      | 6-4, 7-5                      |
| 2.  | 20 de julio de 2008      | Kitzbühel         | Tierra batida | Jürgen Melzer        | 6-2, 6-1                      |
| 3.  | 10 de agosto de 2008     | Los Ángeles       | Dura          | Andy Roddick         | 6-1, 7-6(2)                   |
| 4.  | 17 de agosto de 2008     | Washington        | Dura          | Viktor Troicki       | 6-3, 6-3                      |
| 5.  | 17 de enero de 2009      | Auckland          | Dura          | Sam Querrey          | 6-4, 6-4                      |
| 6.  | 9 de agosto de 2009      | Washington (2)    | Dura          | Andy Roddick         | 3-6, 7-5, 7-6(6)              |
| 7.  | 14 de septiembre de 2009 | Abierto de EE.UU. | Dura          | Roger Federer        | 3-6, 7-6(5), 4-6, 7-6(4), 6-2 |
| 8.  | 27 de febrero de 2011    | Delray Beach      | Dura          | Janko Tipsarević     | 6-4, 6-4                      |
| 9.  | 1 de mayo de 2011        | Estoril           | Tierra batida | Fernando Verdasco    | 6-2, 6-2                      |
| 10. | 26 de febrero de 2012    | Marsella          | Dura (i)      | Michaël Llodra       | 6-4, 6-4                      |
| 11. | 6 de mayo de 2012        | Estoril (2)       | Tierra batida | Richard Gasquet      | 6-4, 6-2                      |
| 12. | 21 de octubre de 2012    | Viena             | Dura (i)      | Grega Žemlja         | 7-5, 6-3                      |
| 13. | 28 de octubre de 2012    | Basilea           | Dura (i)      | Roger Federer        | 6-4, 6-7(5), 7-6(3)           |
| 14. | 17 de febrero de 2013    | Róterdam          | Dura (i)      | Julien Benneteau     | 7-6(2), 6-3                   |
| 15. | 4 de agosto de 2013      | Washington (3)    | Dura          | John Isner           | 3-6, 6-1, 6-2                 |
| 16. | 6 de octubre de 2013     | Tokio             | Dura          | Milos Raonic         | 7-6(5), 7-5                   |
| 17. | 27 de octubre de 2013    | Basilea (2)       | Dura (i)      | Roger Federer        | 7-6(3), 2-6, 6-4              |
| 18. | 11 de enero de 2014      | Sídney            | Dura          | Bernard Tomic        | 6-3, 6-1                      |
| 19. | 23 de octubre de 2016    | Estocolmo         | Dura (i)      | Jack Sock            | 7-5, 6-1                      |
| 20. | 22 de octubre de 2017    | Estocolmo (2)     | Dura (i)      | Grigor Dimitrov      | 6-4, 6-2                      |
| 21. | 3 de marzo de 2018       | Acapulco          | Dura          | Kevin Anderson       | 6-4, 6-4                      |
| 22. | 18 de marzo de 2018      | Indian Wells      | Dura          | Roger Federer        | 6-4, 6-7(8), 7-6(2)           |

#### Finalista (13)
| Nº  | Fecha                   | Torneo                | Superficie | Oponente en la final | Resultado           |
| 1.  | 5 de octubre de 2008    | Tokio                 | Dura       | Tomáš Berdych        | 1-6, 4-6            |
| 2.  | 16 de agosto de 2009    | Montreal              | Dura       | Andy Murray          | 7-6(4), 6-7(3), 1-6 |
| 3.  | 29 de noviembre de 2009 | ATP World Tour Finals | Dura (i)   | Nikolai Davydenko    | 3-6, 4-6            |
| 4.  | 30 de octubre de 2011   | Viena                 | Dura (i)   | Jo-Wilfried Tsonga   | 7-6(5), 3-6, 4-6    |
| 5.  | 19 de febrero de 2012   | Róterdam              | Dura (i)   | Roger Federer        | 1-6, 4-6            |
| 6.  | 17 de marzo de 2013     | Indian Wells          | Dura       | Rafael Nadal         | 6-4, 3-6, 4-6       |
| 7.  | 13 de octubre de 2013   | Shanghái              | Dura       | Novak Djokovic       | 1-6, 6-3, 6-7(3)    |
| 8.  | 14 de agosto de 2016    | JJ.OO. Río 2016       | Dura       | Andy Murray          | 5-7, 6-4, 2-6, 5-7  |
| 9.  | 29 de octubre de 2017   | Basilea               | Dura (i)   | Roger Federer        | 7-6(5), 4-6, 3-6    |
| 10. | 13 de enero de 2018     | Auckland              | Dura       | Roberto Bautista     | 1-6, 6-4, 5-7       |
| 11. | 4 de agosto de 2018     | Los Cabos             | Dura       | Fabio Fognini        | 4-6, 2-6            |
| 12. | 9 de septiembre de 2018 | Abierto de EE.UU.     | Dura       | Novak Djokovic       | 3-6, 6-7(4), 3-6    |
| 13. | 7 de octubre de 2018    | Pekín                 | Dura       | Nikoloz Basilashvili | 4-6, 4-6            |

### Dobles (1)
| Leyenda (pre/post 2009)                                         |
| --------------------------------------------------------------- |
| Grand Slam (0–0)                                                |
| Tennis Masters Cup / ATP World Tour Finals (0–0)                |
| ATP Masters Series / ATP World Tour Masters 1000 (0–0)          |
| ATP International Series Gold / ATP World Tour 500 Series (0–0) |
| ATP International Series / ATP World Tour 250 Series (1–0)      |

| Finales por superficie |
| ---------------------- |
| Dura (1–0)             |
| Hierba (0–0)           |
| Tierra batida (0–0)    |
| Carpeta (0–0)          |

| Finales por superficie  |
| ----------------------- |
| Outdoor (1–0)           |
| En pista cubierta (0–0) |

| N.º | Fecha               | Torneo       | Superficie | Pareja         | Oponentes en la final            | Resultado        |
| --- | ------------------- | ------------ | ---------- | -------------- | -------------------------------- | ---------------- |
| 1.  | 30 de julio de 2007 | Indianápolis | Dura       | Travis Parrott | Teimuraz Gabashvili Ivo Karlović | 3-6, 6-2, [10-6] |

## Copa Davis
Edición 2007
Su debut en la Copa Davis fue en la serie de primera ronda del grupo mundial entre Argentina y Austria en la ciudad de Linz. Con la serie 2-1 en favor de Argentina, jugó el cuarto punto frente a Jürgen Melzer y consiguió una apretada victoria en cinco sets.
- Gana ante Jürgen Melzer: 7-6, 3-6, 6-4, 4-6, 6-2.

En cuartos de final Juan Martín perdió el segundo punto contra el sueco Robin Söderling pero ganó el quinto punto con la serie ya definida para los suecos:
- Pierde ante Robin Söderling: 7-6, 7-6, 6-4.
- Gana ante Robert Lindstedt: 7-6, 6-4.

Edición 2008
En las semifinales entre Argentina y Rusia, Juan Martín logra sus 2 puntos:
- Gana ante Nikolái Davydenko: 6-1, 6-4, 6-2.
- Gana ante Ígor Andréiev: 6-4, 6-2, 6-1.

Así Argentina pasó a la final de la Copa Davis 2008, gracias en parte al trabajo de Juan Martín.
En la final Juan Martín se lesiona y pierde el partido en 4 sets con Feliciano López, por esa lesión lo tiene que sustituir José Acasuso que pierde el cuarto punto en cinco sets contra Fernando Verdasco dándole así a España el título en la Copa Davis de dicho año.
- Pierde ante Feliciano López: 4-6, 7-6, 7-6, 6-3.

Edición 2009
En primera ronda Juan Martín no participa, pero Argentina pasa a cuartos de final.
En cuartos de final, Argentina se las vería con República Checa. A pesar de que Argentina perdió, Juan Martín ganó sus 2 puntos:
- Gana ante Ivo Minář: 6-1, 6-3, 6-3.
- Gana ante Tomáš Berdych: 6-4, 6-4, 6-4.

Edición 2011
Después de no poder jugar en la edición 2010, vuelve a jugar por los cuartos de final con una victoria ante el kazako Mijaíl Kukushkin por un contundente 6-2, 6-1, 6-2.
En semifinales Argentina se enfrentaría con el campeón defensor, Serbia, y Juan Martín logra ganar sus dos partidos:
- Gana ante Janko Tipsarević: 7-5, 6-3, 6-4.[304]
- Gana ante Novak Djokovic: 7-6(5), 3-0, ret.[305]

En la final frente a España, del Potro perdería sus dos puntos de la serie. Finalmente la final se la quedó España por 3-1:
- Pierde ante David Ferrer: 2-6, 7-6(2), 6-3, 4-6, 3-6.[307]
- Pierde ante Rafael Nadal: 6-1, 4-6, 1-6, 6-7(0).[308]

Edición 2012
Luego de haber anunciado que no participaría de la primera ronda de la Copa Davis 2012, el tandilense participó de los cuartos de final ante Croacia, en Buenos Aires. Tras poner en duda su presentación a su primer punto, por encontrarse con vómitos y con alergia, del Potro ganó sus dos puntos, dándole el pase a semifinales:
- Gana ante Ivo Karlović: 6-2, 7-6(7), 6-1.[310]
- Gana ante Marin Čilić: 6-1, 6-2, 6-1.[311][312]

Tras los rumores de una supuesta baja de Juan Martín por su lesión en la muñeca izquierda, disputó la serie por la semifinales ante República Checa, en el Parque Roca de Buenos Aires. En un estadio repleto, del Potro consiguió el primer punto de la serie y tras advertir que terminó el partido dolorido de la muñeca, al día siguiente, el medallista olímpico se bajó del cuarto punto en el que debía enfrentar a Tomáš Berdych, con la serie 2-1 a favor de los checos. Durante el partido entre Carlos Berlocq —su reemplazante— y Berdych, del Potro fue abucheado por algunos sectores del público. Finalmente su reemplazante no pudo ganar el cuarto punto y así la serie terminó a favor de los europeos.
- Gana ante Radek Štěpánek: 6-4, 6-4, 6-2.

Edición 2016

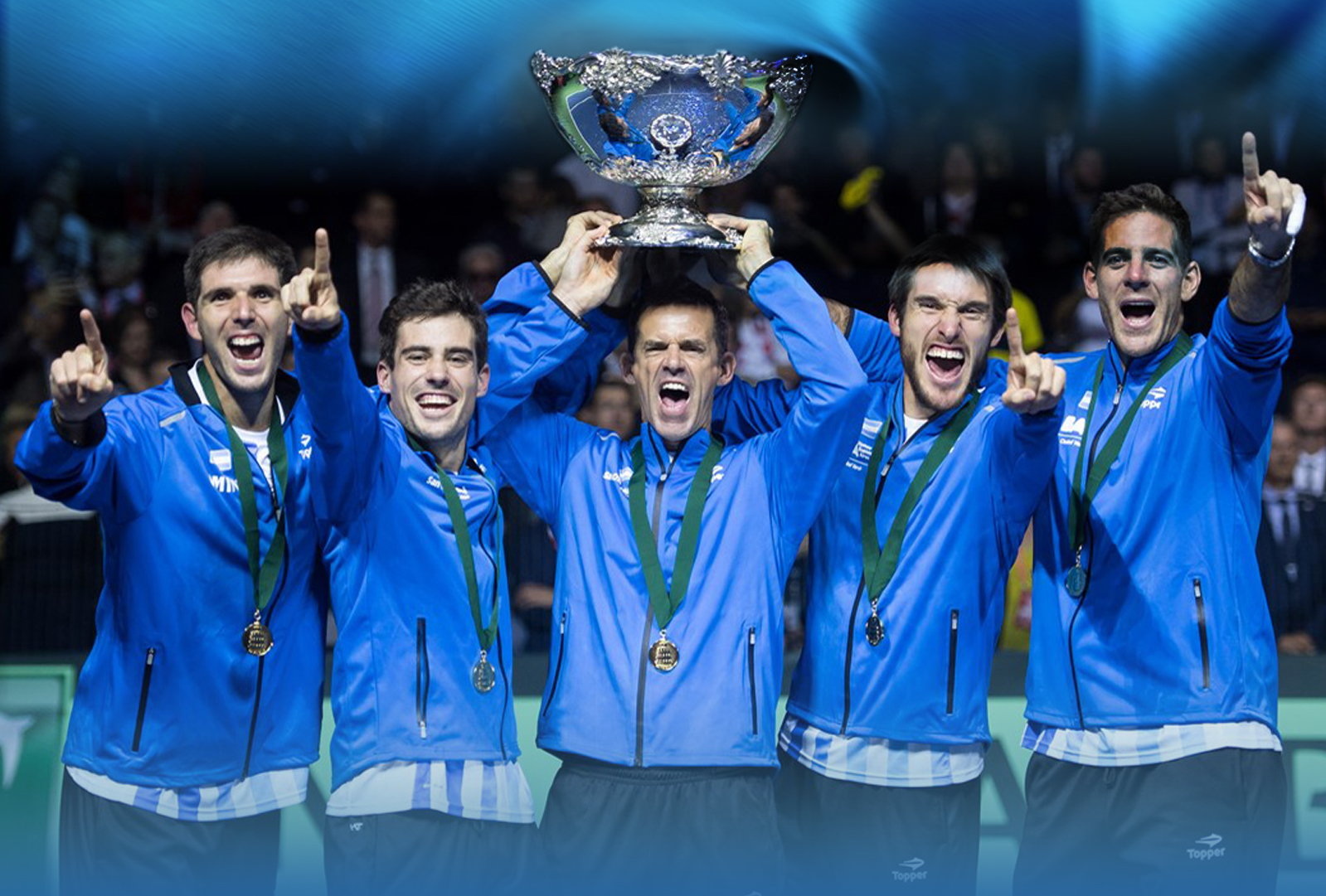
Del Potro celebrando la obtención de la Copa Davis 2016.

En cuartos de final Argentina se enfrenta a Italia, del Potro juega el dobles con Pella:
- Gana con Guido Pella ante Fabio Fognini y Paolo Lorenzi por 6-1, 7-6, 3-6, 3-6, 6-4.

En semifinales el equipo argentino se enfrenta con el campeón de la edición anterior que fue Gran Bretaña y Juan Martín juega el primer singles del viernes y el dobles del sábado:
- Gana ante Andy Murray por 6-4, 5-7, 6-7, 6-3, 6-4.
- Pierde con Leonardo Mayer ante Andy Murray y Jamie Murray por 1-6, 6-3, 4-6, 4-6.

En la final Argentina se enfrenta a Croacia y Delpo juega el segundo singles del viernes, el dobles del sábado y el primer singles del domingo:
- Gana ante Ivo Karlović por 6-4, 6-7(6), 6-3, 7-5.
- Pierde con Leonardo Mayer ante Marin Čilić e Ivan Dodig por 6-7(2), 6-7(4), 3-6.
- Gana ante Marin Čilić por 6-7(4), 2-6, 7-5, 6-4, 6-3.

Finalmente, tras los dos puntos obtenidos por del Potro y el triunfo de Federico Delbonis ante Ivo Karlović, el equipo argentino se consagró campeón de la Copa Davis 2016, alcanzando este título por primera vez en la historia del tenis nacional.

## Juegos Olímpicos

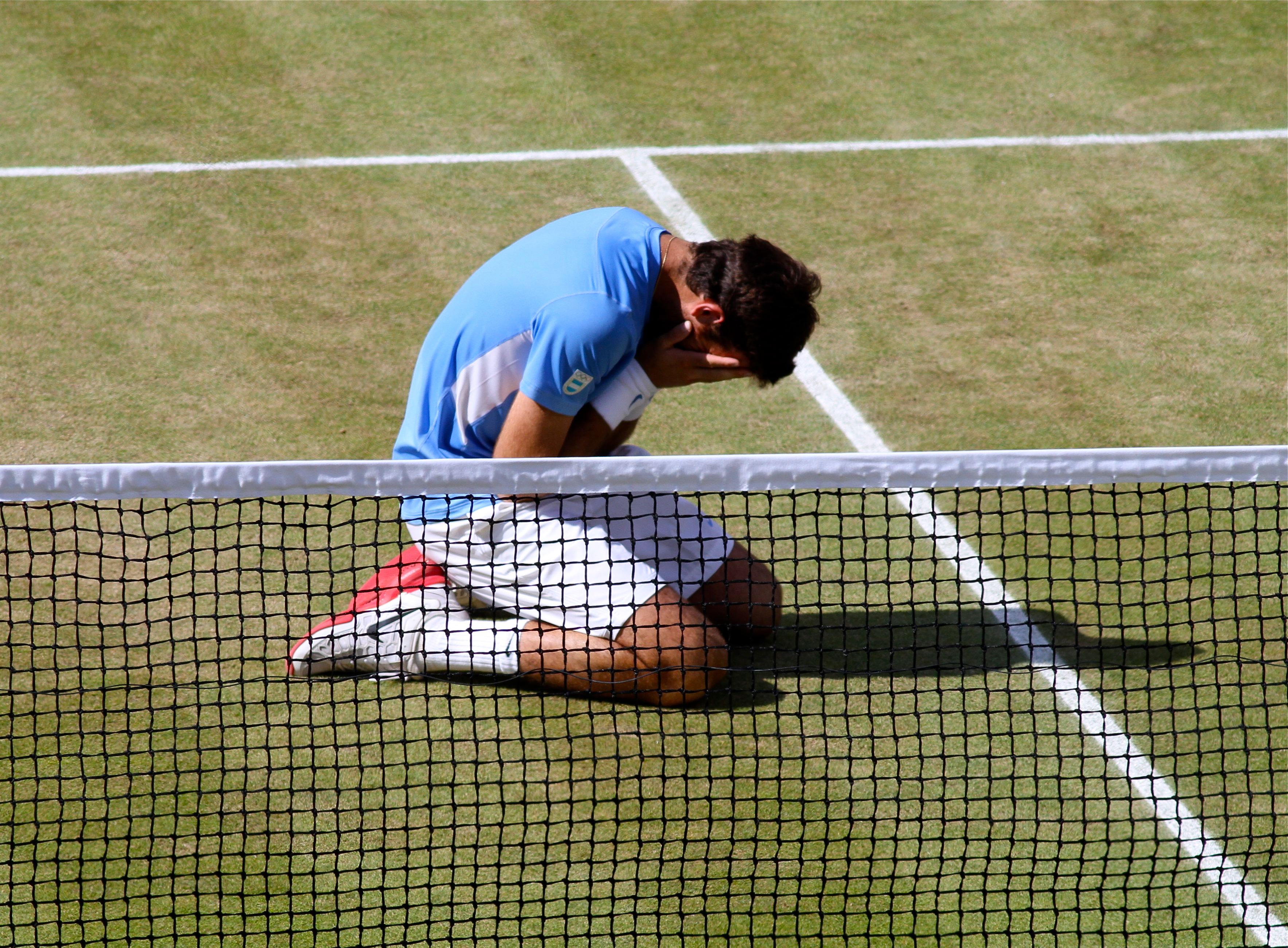
Del Potro emocionado tras ganarle a Novak Djokovic en el partido por la medalla de bronce de los Juegos Olímpicos de Londres 2012 por parciales de 7-5 y 6-4.

Juan Martín no jugó los Juegos Olímpicos de Atenas 2004 ya que estaba dando sus primeros pasos en el circuito ATP con solo 16 años. En los Juegos Olímpicos de Pekín 2008 no pudo participar de la competencia porque había ya un determinado número de jugadores argentinos clasificados.

### Londres 2012
En los Juegos Olímpicos de Londres 2012 Del Potro hizo su primera participación olímpica. El tandilense participó del individual masculino como octavo preclasificado y del dobles mixto junto con Gisela Dulko. En el dobles mixto llegó a cuartos de final, logrando un diploma olímpico al perder ante los terceros preclasificados, Lisa Raymond y Mike Bryan en sets corridos. En el individual masculino llegó a tercera ronda sin perder ningún set. En dicha instancia venció a Gilles Simon y en cuartos de final venció a Kei Nishikori. En semifinales jugó un partido histórico ante Roger Federer, al convertirse en el partido al mejor de tres sets más largo de la Era Abierta (4.26 horas) perdiendo por 6-3, 6-7(5) y 17-19. Así, disputó ante Novak Đoković la medalla de bronce. Del Potro venció al serbio por 7-5, 6-4, convirtiéndose en el primer argentino que logra una medalla en individual masculino, y dándole a la Argentina la primera medalla de esos Juegos Olímpicos.

### Río de Janeiro 2016

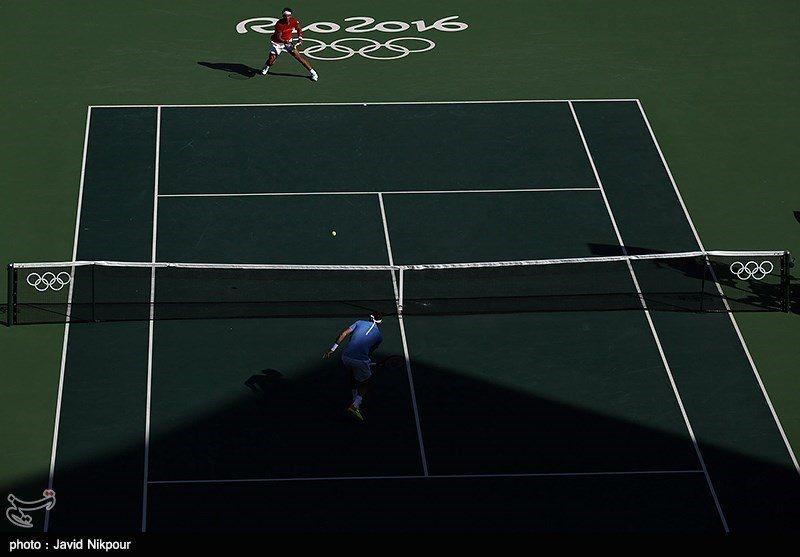
Del Potro en el duelo de semifinales contra Rafael Nadal en el que salió victorioso por un estrecho 5-7, 6-4, 7-6 en más de tres horas de partido, para lograr llegar a la final en la que perdió contra Andy Murray en cuatro sets

En los Juegos Olímpicos de Río de Janeiro 2016 eliminó en primera ronda por un doble 7-6 al número uno del mundo, el serbio Novak Đoković quien tuvo que retirarse entre lágrimas producto de la derrota. Del Potro finalizó el encuentro emocionado y con lágrimas tras su retorno triunfal tras un parate por lesión que estuvo cerca de terminar su carrera. Luego de ganar la segunda y tercera ronda y también los cuartos, tuvo que enfrentarse a un rival difícil: Rafael Nadal en semifinales. Le ganó 2 a 1 en sets. El tercer set fue definido por Tie Break y le ganó por 7-6. Así hizo historia tras haberle ganado al primer mejor tenista del mundo y al cuarto. 
El torneo le brindó su segunda medalla olímpica, esta vez de plata, al perder la final con el británico Andy Murray.

## Ranking ATP al final de la temporada
| Año                     | 2004  | 2005 | 2006 | 2007 | 2008 | 2009 | 2010 | 2011 | 2012 | 2013 | 2014 | 2015 | 2016 | 2017 | 2018 | 2019 | 2020 | 2021 |
| Ranking en individuales | 1,047 | 157  | 92   | 44   | 9    | 5    | 258  | 11   | 7    | 5    | 137  | 590  | 38   | 11   | 3    | 122  | 157  | 745  |

## Premios, récords y estadísticas
2008
- Primer jugador en la historia de la ATP en ganar cuatro torneos consecutivos en condición de debutante —Stuttgart, Kitzbühel, Los Ángeles, Washington—.

- Segunda mejor racha de victorias en el 2008 detrás de Rafael Nadal con un invicto de 26 partidos sin perder.

- Segunda mejor racha de victorias consecutivas entre jugadores jóvenes en la era abierta detrás de Rafael Nadal.

- Mejor Tenista latinoamericano del Año —Premios Fox Sports—.

- Premio Clarín Consagración en Tenis.

- Olimpia de plata en Tenis.

2009
- Premio Jorge Newbery —Tenis—.

- Abierto de Estados Unidos, Nueva York —Tenis—.

- Tercer argentino en ganar el Abierto de Estados Unidos luego de Guillermo Vilas y Gabriela Sabatini.

- Cuarto argentino en ganar un Grand Slam después de Guillermo Vilas, Gabriela Sabatini y Gastón Gaudio.

- Segundo argentino más joven en ganar un torneo de Grand Slam.

- Primer jugador desde el reinado de Roger Federer en el Abierto de Estados Unidos que lo lleva a 5 sets y le gana el partido.

- Primer jugador en ganarle una final del Abierto de Estados Unidos a Roger Federer.

- Segundo jugador, después de Rafael Nadal, en ganarle una final de Grand Slam a Roger Federer.

- Primer jugador desde Roland Garros 2004 —Gastón Gaudio— que gana un Grand Slam y no está entre los primeros 3 del ranking ATP —Abierto de Estados Unidos.

- Tercer jugador en ganarle a Rafael Nadal y a Roger Federer en un mismo torneo —Abierto de Estados Unidos—.

- Ganador de un título de Grand Slam más alto desde el comienzo de la Era Abierta —1,98 m de altura—.

- Mejor Tenista latinoamericano del año —Premios Fox Sports—.

- Mejor Atleta latinoamericano del año —Premios Fox Sports—.

- Premio Clarín Consagración en Tenis.

- Premio Clarín Consagración de Oro en Deporte.

- Olimpia de plata en Tenis.

- Olimpia de oro.[314]

2010
- Premio Konex - Diploma al Mérito como uno de los 5 mejores tenistas de la última década en Argentina.

2011
- Mayor cantidad de aces para un jugador argentino en un mismo partido —30—, contra Olivier Rochus —Wimbledon—.[315]

- Olimpia de plata en tenis.

- Regreso del año —Premios ATP World Tour Awards—.[316]

2012
- Primer argentino que logra una medalla en individuales de hombres —medalla de bronce— contra Novak Djokovic —Juegos Olímpicos de Londres 2012—.

- Olimpia de plata en tenis.

2013
- Jugador argentino con mayores ganancias en premios hasta febrero de 2013 (u$s 11.335.644) superando a David Nalbandian (u$s 11.082.220).

- Segundo argentino en alcanzar una semifinal en Wimbledon (David Nalbandian fue el primero).

- Jugó la semifinal más larga en la historia de Wimbledon (4.43 horas) contra Novak Đoković, en donde perdió por 7-5, 4-6, 7-6(2), 6-7(6) y 6-3.

2016
- Primera medalla de plata en la historia del tenis masculino argentino, conseguida en los Juegos Olímpicos de Río 2016. Cabe aclarar que ingresó al torneo mediante el sistema de Ranking Protegido (PR).

- Jugador con ranking más bajo (N.º 142) en alcanzar los cuartos de final del US Open.

- Primer campeón de la Copa Davis argentino, junto con Guido Pella, Leonardo Mayer, Federico Delbonis, Renzo Olivo, Carlos Berlocq, Juan Mónaco y Daniel Orsanic como entrenador.

- Regreso del Año —Premios ATP World Tour Awards—.

- Ganador del premio Olimpia de oro como mejor deportista argentino del año.

2020
- Premio Konex -Diploma al Mérito como uno de los 5 mejores tenistas de la última década en Argentina.

## Vida personal
Hijo de Horacio Daniel del Potro y Elisabet Patricia Lucas, fue el segundo de los tres hijos que tuvieron. Es hermano de Guadalupe y Julieta. De chico quería ser futbolista y llegó a jugar en Independiente de Tandil. Es fanático del Club Atlético Boca Juniors, institución que lo ha reconocido en distintas ocasiones por su mérito deportivo. El 11 de enero de 2021, se dio a conocer el fallecimiento de su padre, quien había sido operado por una afección cardíaca y permanecía internado en una clínica de la ciudad de Buenos Aires desde diciembre.
Del Potro habla español e inglés. Aparte del tenis le gusta jugar al fútbol. Es amigo íntimo de Martín Palermo e hincha reconocido del Club Atlético Boca Juniors, además confesó que le gustaba un poco más el fútbol que el tenis. Su fanatismo por el club argentino fue tanto que en Wimbledon 2012 pidió atrasar su partido de segunda ronda para poder ver la final de la Copa Libertadores 2012 ante Corinthians. A su amigo Roger Federer en una ocasión le obsequió una camiseta de Boca firmada por todo el plantel. También les regaló camisetas a Jo-Wilfried Tsonga y a Marin Čilić.